# Dax
Pour les articles homonymes, voir Dax (homonymie).
Pour la direction ministérielle, voir DACS.
Dax (prononcé [daks] ; en gascon Dacs) est une commune française et la sous-préfecture du département des Landes, en région Nouvelle-Aquitaine. Elle appartient à la région culturelle de la Gascogne.
À l'origine Dax était une cité du peuple aquitain des Tarbelles, bâtie autour de la source d'eau chaude dédiée à leur divinité Nèhe. Entre l'an 16 - 13 av. J.C, lors de la réorganisation administrative de l'empire romain, l'empereur Auguste décide de fonder autour de cette source la cité d'Aquae Tarbellicae (eaux des Tarbelles en latin) le chef-lieu de la civitas des Tarbelles. Du fait de son importance elle devient l'une des 21 cités importantes de la province romaine la Gaule aquitaine.
Grâce à ses fortifications romaines, sa situation géographique stratégique, son siège épiscopal, ses fonctions administratives, ses atouts commerciaux avec son port fluvial et ses statuts de ville de marché, de ville-pont et de station thermale, Dax était la ville la plus importante des Landes de l'antiquité jusqu'en 1790 détrônée par Mont de Marsan devenue préfecture. En accueillant la ligne ferroviaire Bordeaux-Dax en 1854, la ville connut un âge d'or thermal et industriel avec le début de l'exploitation de son gisement de sel.
Aujourd'hui Dax est la première station thermale de France (avec 16 établissements), elle est également connue pour être une ville taurine avec la tenue de courses landaises et espagnoles lors de ses fêtes patronales, et pour le rugby à XV par l'intermédiaire du club de l'Union sportive dacquoise. La ville est une étape sur la voie de Tours, elle est labelisée Villes et pays d'art et d'histoire et Villes et Villages Fleuris (4 étoiles en 2024).
Elle est au cœur d'une aire d'attraction de 93 744 habitants et d'une unité urbaine de 52 776 habitants en 2022. Dax seule compte 21 716 habitants.

## Géographie

Représentations cartographiques de la commune
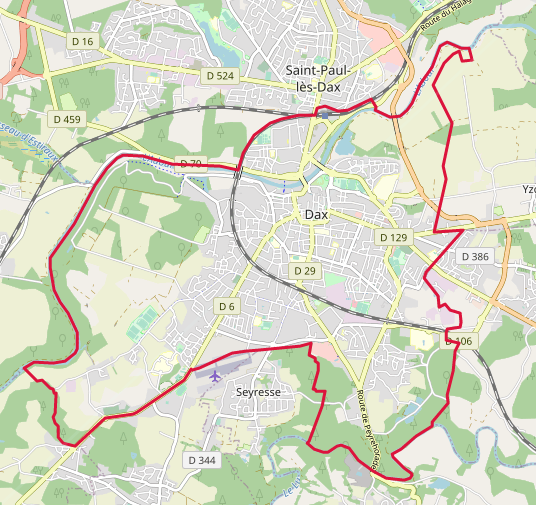
Carte OpenStreetMap.
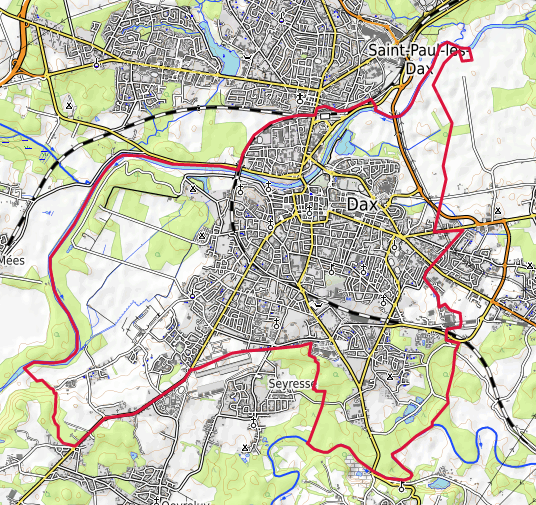
Carte topographique.

### Localisation
Dax, sous-préfecture du département des Landes, se trouve sur la rive gauche du fleuve Adour (avec un quartier, le Sablar, établi sur la rive droite), à mi-chemin entre Bayonne et Mont-de-Marsan.
Ville de Gascogne, historiquement rattachée à la Chalosse, Dax se situe néanmoins à la croisée de plusieurs contrées : la Chalosse au sud-est, le Maremne et le Seignanx au sud-ouest, le Marensin au nord-ouest, et la Grande Lande au nord. Les paysages sont par conséquent variés. Les bords de l'Adour voient s'étendre les barthes, au sud-est, la Chalosse – présente des collines verdoyantes, annonçant le Béarn et la Basse-Navarre. Au sud-ouest s'étendent de vastes étendues de pins légèrement ondulées, tandis qu'au nord commence la grande plaine boisée des Landes de Gascogne.

### Communes limitrophes
Les communes limitrophes sont Mées, Narrosse, Oeyreluy, Saint-Pandelon, Saint-Paul-lès-Dax, Seyresse, Tercis-les-Bains et Yzosse.
|                            | Saint-Paul-lès-Dax | Yzosse         |
| Mées                       | Dax                | Narrosse       |
| Tercis-les-Bains, Oeyreluy | Seyresse           | Saint-Pandelon |

### Climat
Pour des articles plus généraux, voir Climat de la Nouvelle-Aquitaine et Climat des Landes.
Historiquement, la commune est exposée à un climat océanique aquitain.
En 2020, Météo-France publie une typologie des climats de la France métropolitaine dans laquelle la commune est exposée à un climat océanique et est dans la région climatique  Littoral charentais et aquitain, caractérisée par une pluviométrie élevée en automne et en hiver, un bon ensoleillement, des hiver doux (6,5 °C), soumis à la brise de mer.
Pour la période 1971-2000, la température annuelle moyenne est de 13,7 °C, avec une amplitude thermique annuelle de 13,7 °C. Le cumul annuel moyen de précipitations est de 1 251 mm, avec 12,4 jours de précipitations en janvier et 7,8 jours en juillet. Pour la période 1991-2020, la température moyenne annuelle observée sur la station météorologique installée sur la commune est de 14,5 °C et le cumul annuel moyen de précipitations est de 1 155,2 mm,. Pour l'avenir, les paramètres climatiques de la commune estimés pour 2050 selon différents scénarios d’émission de gaz à effet de serre sont consultables sur un site dédié publié par Météo-France en novembre 2022.
| Mois                                  | jan.             | fév.            | mars          | avril         | mai             | juin           | jui.            | août           | sep.           | oct.            | nov.            | déc.             | année      |
| ------------------------------------- | ---------------- | --------------- | ------------- | ------------- | --------------- | -------------- | --------------- | -------------- | -------------- | --------------- | --------------- | ---------------- | ---------- |
| Température minimale moyenne (°C)     | 3,3              | 3,3             | 5,8           | 8             | 11,4            | 14,6           | 16,4            | 16,4           | 13,4           | 10,5            | 6,4             | 4                | 9,5        |
| Température moyenne (°C)              | 7,5              | 8,3             | 11,2          | 13,3          | 16,7            | 19,8           | 21,6            | 21,9           | 19,2           | 15,6            | 10,7            | 8                | 14,5       |
| Température maximale moyenne (°C)     | 11,7             | 13,2            | 16,6          | 18,6          | 21,9            | 24,9           | 26,9            | 27,5           | 24,9           | 20,8            | 15              | 12               | 19,5       |
| Record de froid (°C) date du record   | −16,2 15.01.1985 | −9,5 12.02.12   | −8,3 01.03.05 | −2,8 04.04.22 | 0,3 08.05.1974  | 3,8 01.06.1967 | 3,4 17.07.1958  | 6,8 20.08.1972 | 2,2 20.09.1962 | −1,7 25.10.03   | −7,2 23.11.1988 | −10,2 17.12.1963 | −16,2 1985 |
| Record de chaleur (°C) date du record | 24 01.01.23      | 27,2 23.02.1990 | 30,1 29.03.23 | 32,7 30.04.05 | 36,2 30.05.1996 | 40,3 18.06.22  | 40,8 08.07.1982 | 41,1 04.08.03  | 39 12.09.22    | 34,7 02.10.1985 | 28,1 08.11.15   | 23,9 04.12.1961  | 41,1 2003  |
| Ensoleillement (h)                    | 903              | 1 117           | 1 632         | 1 725         | 199             | 2 076          | 2 263           | 2 216          | 1 973          | 1 453           | 947             | 842              | 19 137     |
| Précipitations (mm)                   | 112,6            | 89,7            | 85,6          | 103,9         | 92,7            | 73,7           | 62,7            | 63,3           | 88,9           | 108,3           | 156,6           | 117,2            | 1 155,2    |

## Urbanisme

### Typologie
Au 1er janvier 2024, Dax est catégorisée centre urbain intermédiaire, selon la nouvelle grille communale de densité à sept niveaux définie par l'Insee en 2022.
Elle appartient à l'unité urbaine de Dax, une agglomération intra-départementale regroupant treize  communes, dont elle est ville-centre,,. Par ailleurs la commune fait partie de l'aire d'attraction de Dax, dont elle est la commune-centre,. Cette aire, qui regroupe 60 communes, est catégorisée dans les aires de 50 000 à moins de 200 000 habitants,.

### Occupation des sols

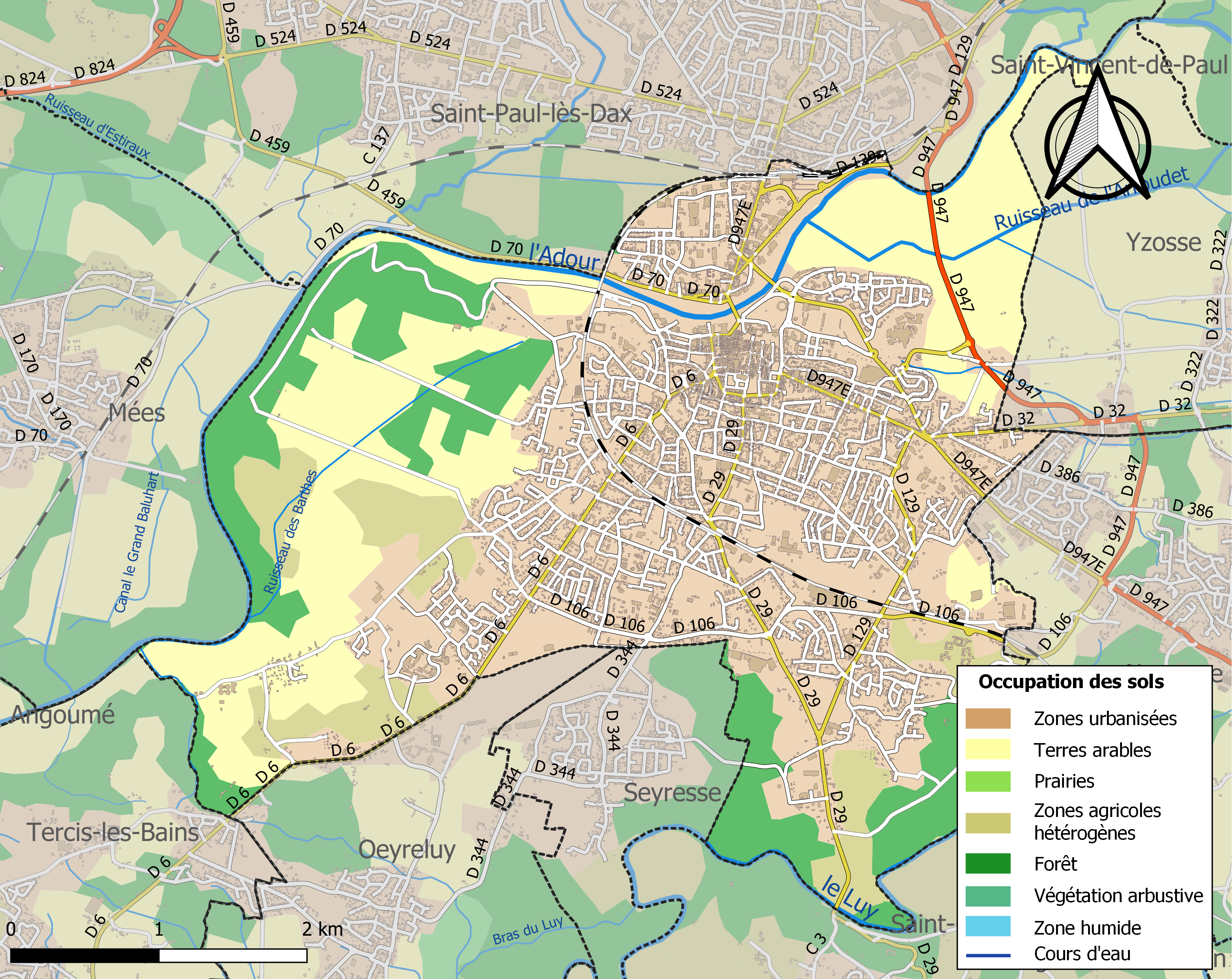
Carte des infrastructures et de l'occupation des sols de la commune en 2018 (CLC).

L'occupation des sols de la commune, telle qu'elle ressort de la base de données européenne d’occupation biophysique des sols Corine Land Cover (CLC), est marquée par l'importance des territoires artificialisés (54,1 % en 2018), en augmentation par rapport à 1990 (49,1 %). La répartition détaillée en 2018 est la suivante : zones urbanisées (51,3 %), terres arables (22,8 %), forêts (14,8 %), zones agricoles hétérogènes (8,3 %), zones industrielles ou commerciales et réseaux de communication (2,8 %). L'évolution de l’occupation des sols de la commune et de ses infrastructures peut être observée sur les différentes représentations cartographiques du territoire : la carte de Cassini (XVIIIe siècle), la carte d'état-major (1820-1866) et les cartes ou photos aériennes de l'IGN pour la période actuelle (1950 à aujourd'hui).

### Voies de communication et transports

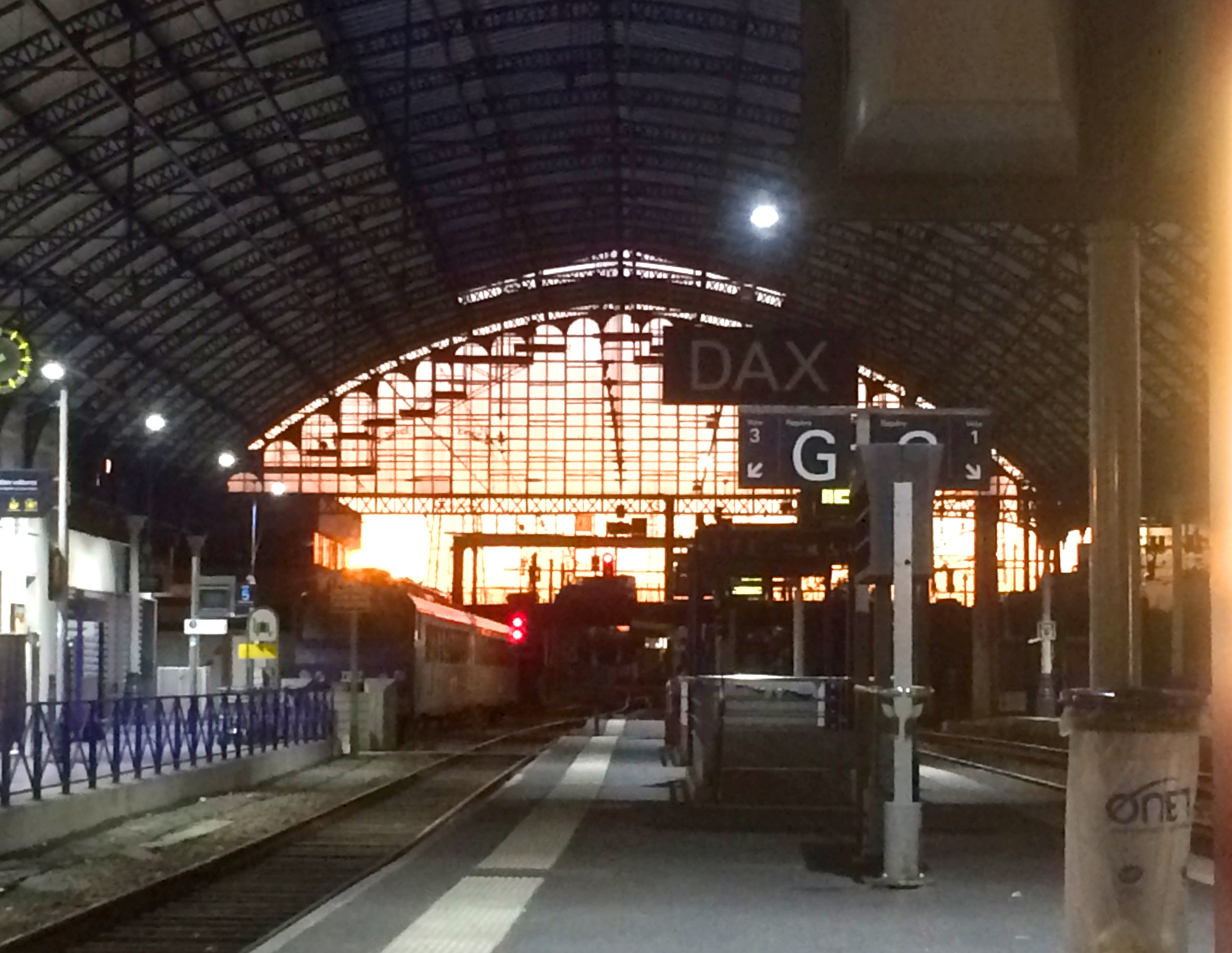
Quais de la gare de Dax.

Dax est située à une trentaine de kilomètres des plages du sud des Landes, à 45 km de Bayonne, 50 km de Mont-de-Marsan, 80 km d'Irun, 100 km de Saint-Sébastien, 150 km de Bordeaux et 730 km de Paris.
Il y a accès par la SNCF en gare de Dax (1 h 10 de Bordeaux et 3 h 20 de Paris via la LGV Sud Europe Atlantique jusqu'à Bordeaux).
Le XL'R, réseau de transports interurbains des Landes, passe par la gare et relie la ville à d'autres communes du département.

L'agglomération dacquoise dispose d'un service de transports en commun, comprenant le réseau de bus Couralin et le service de navette gratuite « Vitenville » permettant de relier le centre-ville via des parkings relais situés aux entrées de ville sur les axes principaux de circulation. 

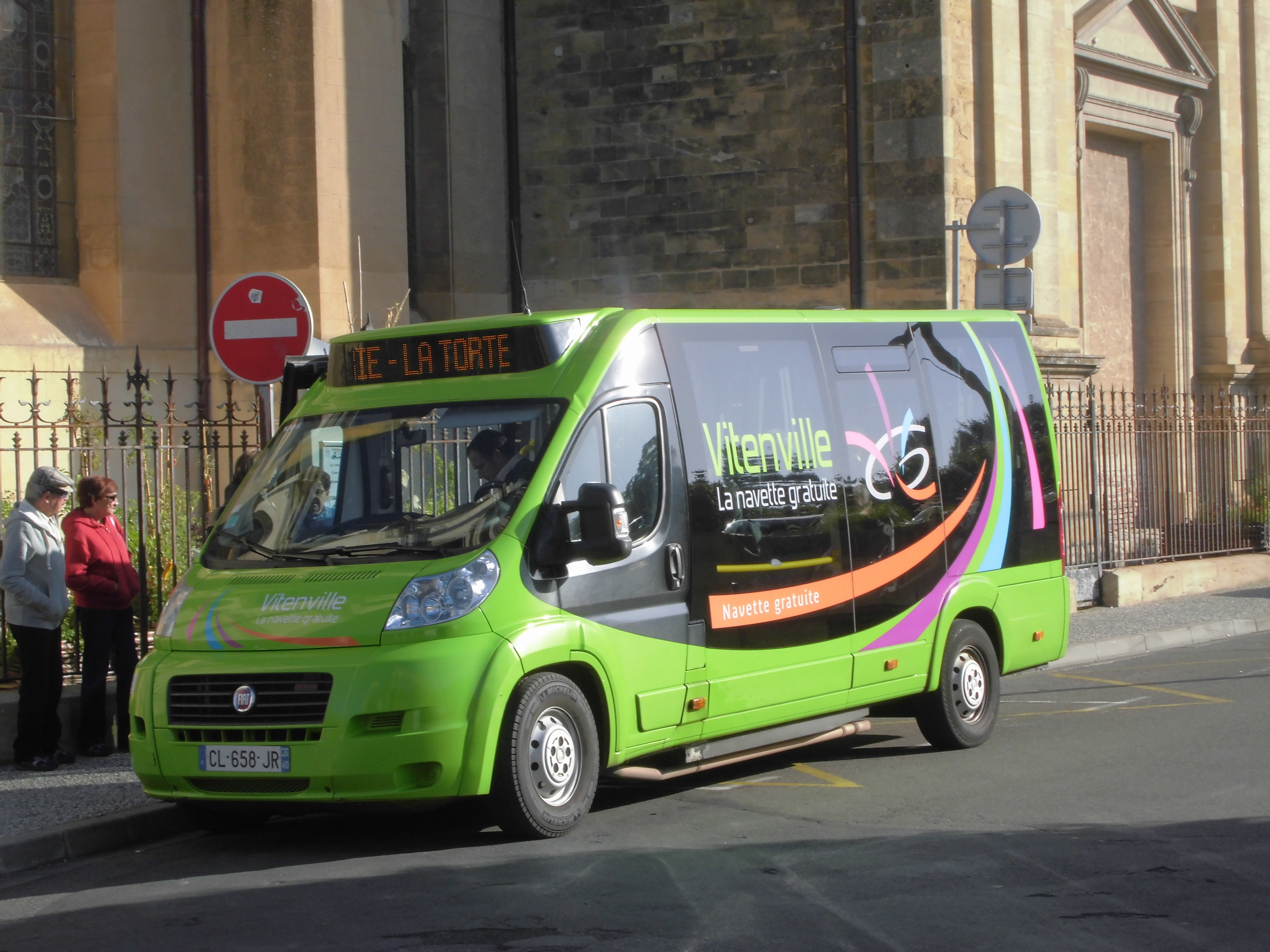
Navette Vitenville.
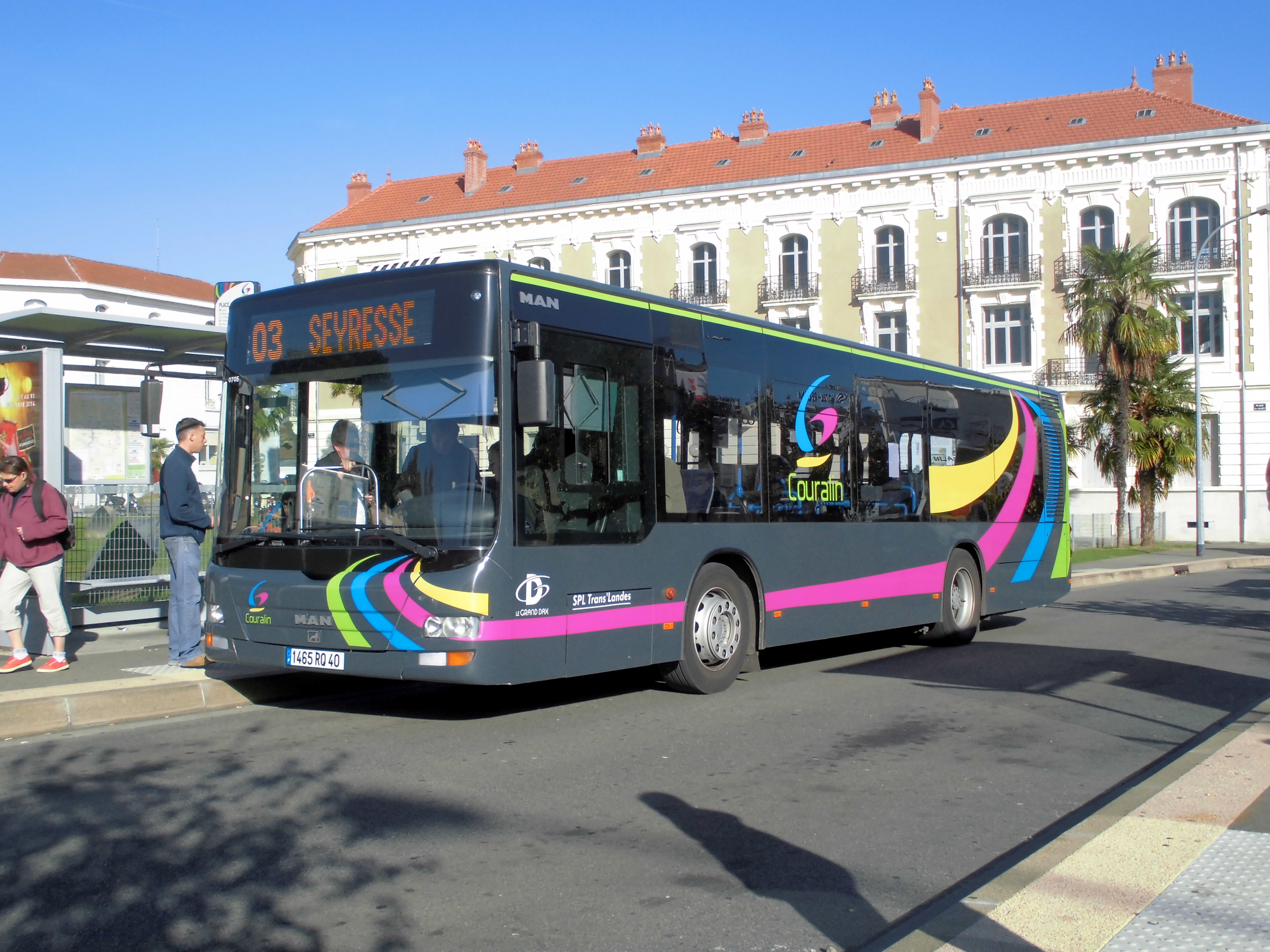
Bus Couralin.

### Risques majeurs
Le territoire de la commune de Dax est vulnérable à différents aléas naturels : météorologiques (tempête, orage, neige, grand froid, canicule ou sécheresse), inondations, mouvements de terrains et séisme (sismicité faible). Il est également exposé à un risque technologique, le transport de matières dangereuses, et à un risque particulier : le risque de radon. Un site publié par le BRGM permet d'évaluer simplement et rapidement les risques d'un bien localisé soit par son adresse soit par le numéro de sa parcelle.

#### Risques naturels
La commune fait partie du territoire à risques importants d'inondation (TRI) de Dax, regroupant 13 communes concernées par un risque de débordement de l'Adour et du Luy, un des 18 TRI qui ont été arrêtés fin 2012 sur le bassin Adour-Garonne. Les événements significatifs antérieurs à 2014 sont les crues de l'Adour de 1770, 1879, 1952, 1981 et 2014. La crue du 6 avril 1770 est la plus forte crue enregistrée. La crue de février 1952 constitue quant à elle la crue de référence sur de nombreux secteurs du bassin de l’Adour. Des cartes des surfaces inondables ont été établies pour trois scénarios : fréquent (crue de temps de retour de 10 ans à 30 ans), moyen (temps de retour de 100 ans à 300 ans) et extrême (temps de retour de l'ordre de 1 000 ans, qui met en défaut tout système de protection). La commune a été reconnue en état de catastrophe naturelle au titre des dommages causés par les inondations et coulées de boue survenues en 1983, 1988, 1999, 2009, 2014, 2019, 2020 et 2021 et au titre des inondations par remontée de nappe en 2020,.
Les mouvements de terrains susceptibles de se produire sur la commune sont des tassements différentiels.

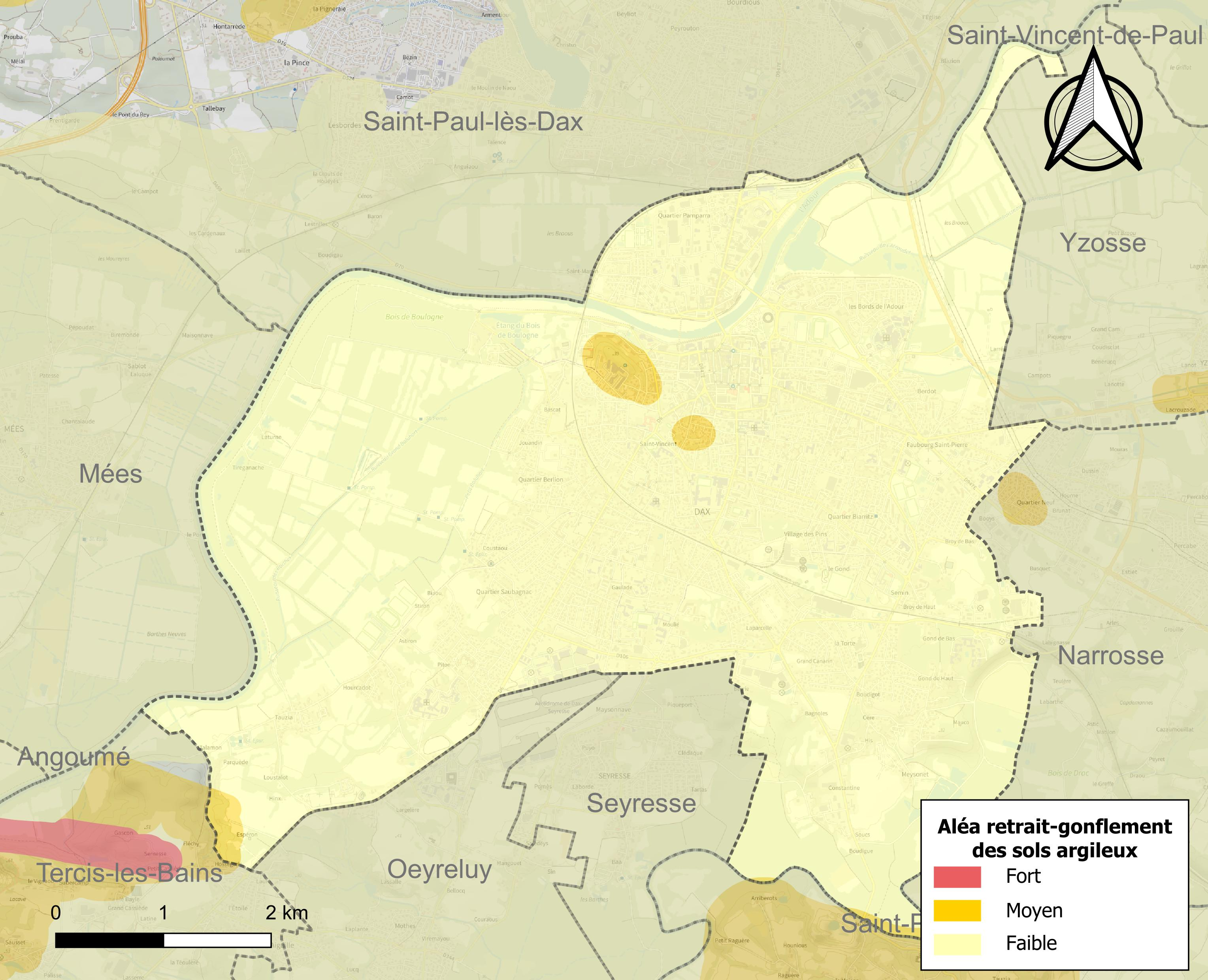
Carte des zones d'aléa retrait-gonflement des sols argileux de Dax.

Le retrait-gonflement des sols argileux est susceptible d'engendrer des dommages importants aux bâtiments en cas d’alternance de périodes de sécheresse et de pluie. 1,9 % de la superficie communale est en aléa moyen ou fort (19,2 % au niveau départemental et 48,5 % au niveau national). Sur les 5 520 bâtiments dénombrés sur la commune en 2019, 134 sont en aléa moyen ou fort, soit 2 %, à comparer aux 17 % au niveau départemental et 54 % au niveau national. Une cartographie de l'exposition du territoire national au retrait gonflement des sols argileux est disponible sur le site du BRGM,.
Concernant les mouvements de terrains, la commune a été reconnue en état de catastrophe naturelle au titre des dommages causés par des mouvements de terrain en 1983 et 1999.

#### Risques technologiques
Le risque de transport de matières dangereuses sur la commune est lié à sa traversée par une ou des infrastructures routières ou ferroviaires importantes ou la présence d'une canalisation de transport d'hydrocarbures. Un accident se produisant sur de telles infrastructures est susceptible d’avoir des effets graves sur les biens, les personnes ou l'environnement, selon la nature du matériau transporté. Des dispositions d’urbanisme peuvent être préconisées en conséquence.

#### Risque particulier
Dans plusieurs parties du territoire national, le radon, accumulé dans certains logements ou autres locaux, peut constituer une source significative d’exposition de la population aux rayonnements ionisants. Selon la classification de 2018, la commune de Dax est classée en zone 2, à savoir zone à potentiel radon faible mais sur lesquelles des facteurs géologiques particuliers peuvent faciliter le transfert du radon vers les bâtiments.

## Toponymie
Attestée sous les formes Aquae Tarbelli,, Aquis Tarbellicis au IIIe siècle, Aquae Tarbellae au IVe siècle (« Tarbelli » de taur, devenu « tarvos » en gaulois signifie taureau), Dax était la capitale des Tarbelles, Terebelicae, dira le poète latin Ausone.
En ancien français, peu ou prou jusqu'à la Révolution, la cité se nommait : « Acqs » (issu du suffixe Aquis dans : Aquis Tarbellicis, après Aquae dans : Aquae Tarbelli), avant que son appellation n'évolue en « D'Acqs » et « D'acqs », formes qui aboutiront au nom moderne actuel qui s'est fixé en : Dax.
En gascon, le nom de la ville s'écrit Dacs. Enfin, les voisins basques lui donnent le nom d'Akize où l'on reconnaît la racine latine.

## Histoire
(août 2009).
Si vous disposez d'ouvrages ou d'articles de référence ou si vous connaissez des sites web de qualité traitant du thème abordé ici, merci de compléter l'article en donnant les références utiles à sa vérifiabilité et en les liant à la section « Notes et références ».

### Préhistoire
Dax est entourée de sites préhistoriques et protohistoriques : le Lanot, le Gond, l'Oustalot, etc. Des vestiges ont été découverts dans le centre-ville lors de travaux, indiquant qu’il était habité avant l’ère chrétienne. Trente-cinq sites « de vie » ont été identifiés, dont huit très clairement.

### Antiquité

#### Les Tarbelles et la conquête Romaine
Avant l'arrivée des Romains, la cité d'Aquae Tarbellicae (eau des Tarbelles) était une cité lacustre du peuple aquitain des Tarbelles Quattuorsigni, érigée autour la source d'eau chaude dédiée à leur divinité Nèhe. Les Tarbelles sont considérés par les Romains comme le peuple le plus puissant. Au Ier siècle av. J.-C. leur territoire part des Pyrénées et s'étend sur le territoire des Cocosates Sexsignani (le Marensin, le Pays de Born et le Brassenx), en jouxtant les territoires des Boiates au nord (le Pays de Buch) et les territoires des Tarusates à l'est,,.
Lors de la conquête de la Gaule par Jules César, un de ces lieutenants Publius Crassus mène la conquête de l'Aquitaine. En 56 av JC, après le siège de Sos, avec la capitulation du roi des Sotiates, Adiatuanos et après une bataille sur les bords de l'Adour (entre Tartas et Aire) contre une coalition des peuples aquitains autour des Tarusates, Crassus obtient la soumission de toute l'Aquitaine. En 51 av JC Jules César reçoit leurs signes de soumission. Mais en 49/48 av. J.-C, l'empereur Auguste fait face à la révolte des Aquitains renforcés de nombreux Tarbelles et c'est en 28/27 av. J.-C. que Valerius Messalla triomphe à nouveau des Tarbelles,,.

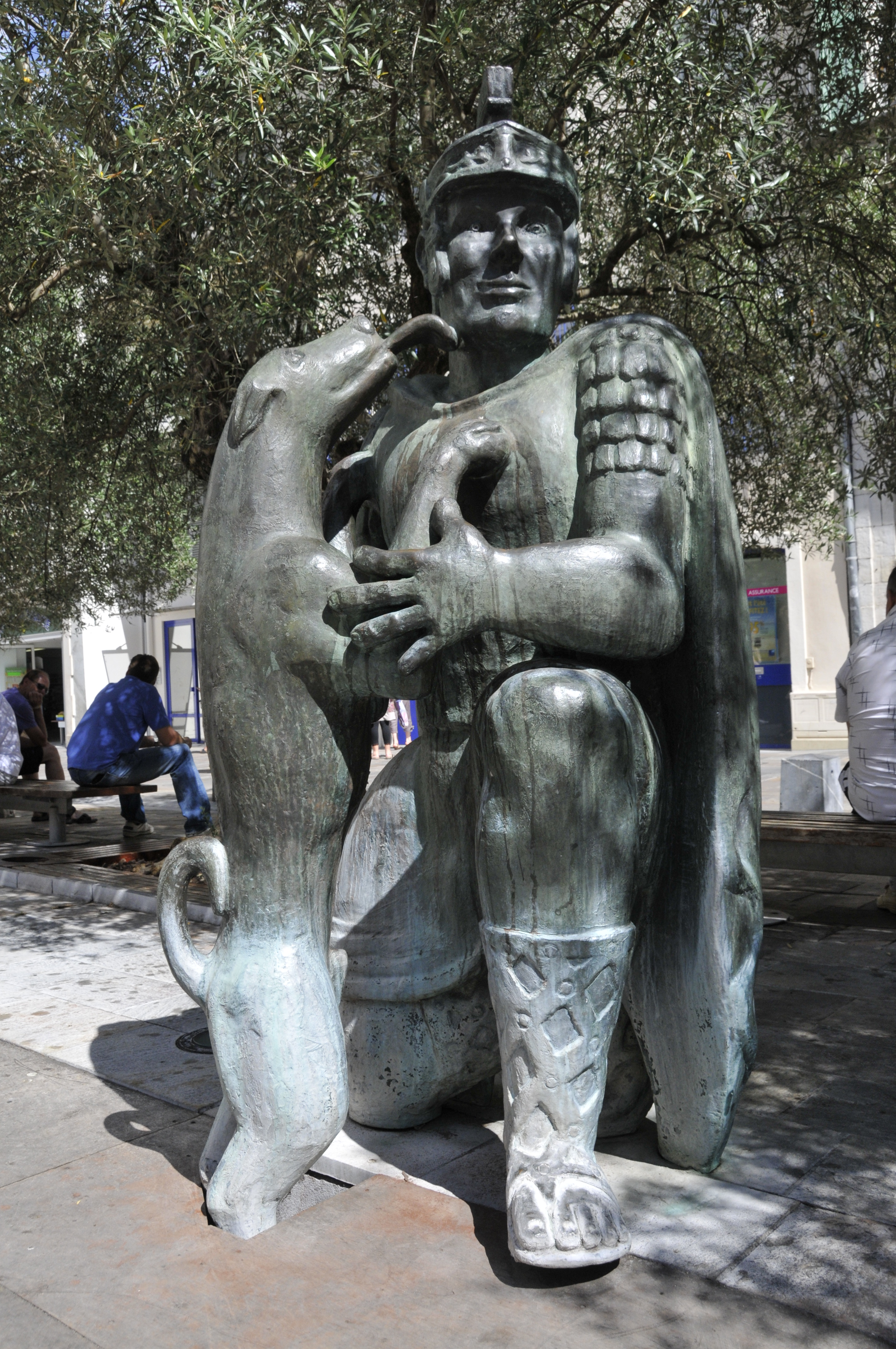
La statue du légionnaire et son chien, place de la cathédrale

#### La légende du chien du légionnaire
La légende de la fondation de Dax raconte que lors du début de l'occupation romaine au ier siècle, les autorités avaient installés une garnison à Aquae Tarbellicae dont l'un des centurions avait un chien. Le chien était assez âgé et perclus de rhumatisme. Une révolte éclata dans les montagnes ibériques et deux centuries durent partir. Le centurion était de ceux-là et, navré de devoir abandonner son chien, infirme, il se résolut à le noyer dans l’Adour. À son retour, il retrouva son chien dans un parfait état de santé. Le centurion voulut élucider ce mystère et pista son chien. Il le vit tous les jours, de bon matin, se diriger vers les marais qui séparaient la ville de l’Adour et s’y perdre. Il revenait quelques heures après. N’y tenant plus, un jour il le suivit et s’aperçut que son chien allait s’allonger dans les boues chaudes qui entouraient une source thermale. Le centurion, meurtri par sa campagne, fit l’expérience de son chien, puis les soldats qui souffraient eux aussi. Après cet épisode, le chien et son maître se rendirent à Rome et il fut rapporté ce miracle des « eaux magiques ». Une cité thermale, reconnue dans tout l'empire, allait être érigé. En l'an 26-25 avant J.C lors de la venue de l’empereur Auguste accompagné de sa fille Julia, la ville est nommée honorifiquement Aquae Augustae. Tous deux ont reconnu les vertus curatives des boues et des eaux chaudes de Dax,,.

#### La fondation romaine d'Aquae Tarbellicae (iersiècle-iiesiècle)

Carte des peuples de la Novempopulanie

L'empereur Auguste étend le modèle administratif de l'empire à l'ensemble des territoires conquis. La Gaule Aquitaine est découpée en plusieurs provinces administratives avec chacune une cité chef lieu. Le domaine des Tarbelles devient ainsi une circonscription administrative de la Gaule Aquitaine. Le choix de la cité d'Aquae Tarbellicae pour établir le chef lieu administratif est privilégié grâce à plusieurs points :
- l'Adour qui offre un resserrement de la barthe (prairie inondable) et un gai d’eau peu profonde permettant un franchissement aisé, elle facilite également le commerce avec le reste de l’empire.
- la présence d'une légère proéminence sur la rive gauche facilite l'installation d'un habitat structuré.
- les sous-sols des barthes sont constitués d’une argile dure pouvant permettre la construction.
- le site est stratégique car il est placé sur des axes de communications importants, et constitue un carrefour commercial entre Toulouse, Bordeaux et l'Espagne.
- la présence de nombreuses sources d'eau chaudes est un atout non négligeable[37],[38],[39],[40].

Les premières constructions romaines sont élevés entre l'an 10 avant JC et 10 après JC, sur le promontoire de la rive gauche dans les environs de l'actuelle cathédrale. Comme beaucoup de nouvelle ville romaine, Aquae Tarbelicae suit un plan d'urbanisation de voies orthogonales autour de voies principales dont un decumanus (voie orientée est-ouest) qui correspond aux rues du Mirailh et du palais jusqu'au cours Pasteur et un cardo maximus (voie orientée nord-sud) qui correspond à la rue des Fusillés. Un aqueduc (disparu au xviie siècle) alimente le ville en eau, il s'allongeait depuis les hauteurs de St Paul lès Dax et débouchait sur la partie nord ouest de la cité. Une nécropole à incinération se trouvait au croisement de l'avenue Victor Hugo et la rue Labadie. Un théâtre antique s'élevait possiblement au sud ouest de la ville,,.
Au iie siècle la superficie de la cité est estimée à 20 hectares. Après des travaux considérables d'assainissement et de remblaiement réalisés autour de la source chaude de la Nèhe, la cité réussit sa conquête du marais compris entre le premier noyau urbain et les rives du fleuve. Ce nouveau quartier accueil d'imposants monuments publics, tels qu'une basilique civile et d'un forum. La fontaine chaude est réaménagée à cette époque avec un ensemble de plusieurs bassins qui permettent de refroidir l'eau et d'alimenter un grand complexe thermal thérapeutique voisin. Des usages votifs semblent perdurer autour de la source, comme en témoigne la découverte d’une feuille de plomb du ive siècle gravée d’un texte incantatoire,,,,.

#### Le Bas-Empire romain et le début de la christianisation (iiiesiècle-ivesiècle)

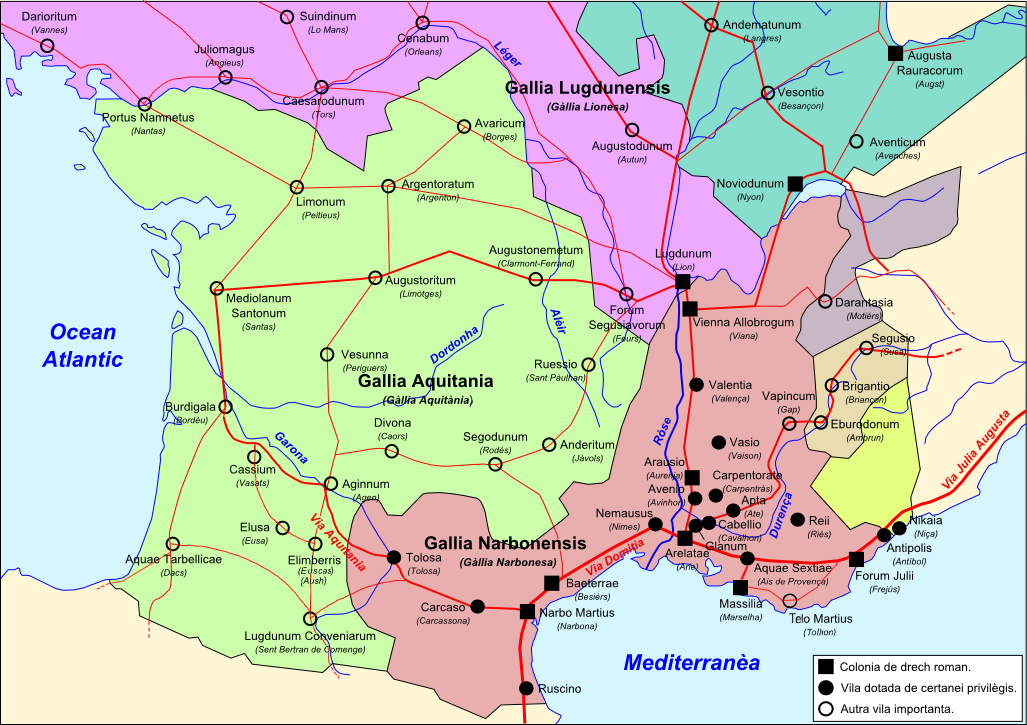
Organisation administrative de la Gaule romaine entre le Ier et IIIe siècle.

Du fait de sa situation géographique entre Bordeaux, Toulouse et l'Espagne, son port fluviale, son passage sur l'Adour, sa place commerciale et économique (présence d'une basilique civile), ses thermes, l'édification de demeures de patriciens, la bourgade d'Aquae Tarbelicae devient une agglomération importante élevée au rang des 21 cités constituant la province de la Gaule Aquitaine. Elle est mentionnée au iiie siècle dans l'itinéraire d'Antonin comme étant une étape importante sur plusieurs voies romaines dont trois voies principales reliant Aquae Tarbelicae à Burdigala (Bordeaux), une voie à Lugdunum Convenarum (Saint Bertrand de Comminges), une à Pompealo (Pampelune) et une à Oiasso (Irun),,.
Vers 285 l'empereur Dioclétien divise la province de la Gaule Aquitaine en trois provinces. Le territoire d'Aquae Tarbelicae se retrouve dans la province de la Novempopulanie avec Elusa (Eauze) comme métropole. La cité est mentionnée dans la Liste de Vérone en 297, nommée officiellement Civitas Aquensium (ville des eaux) et ses habitent sont nommés les Aquenses.

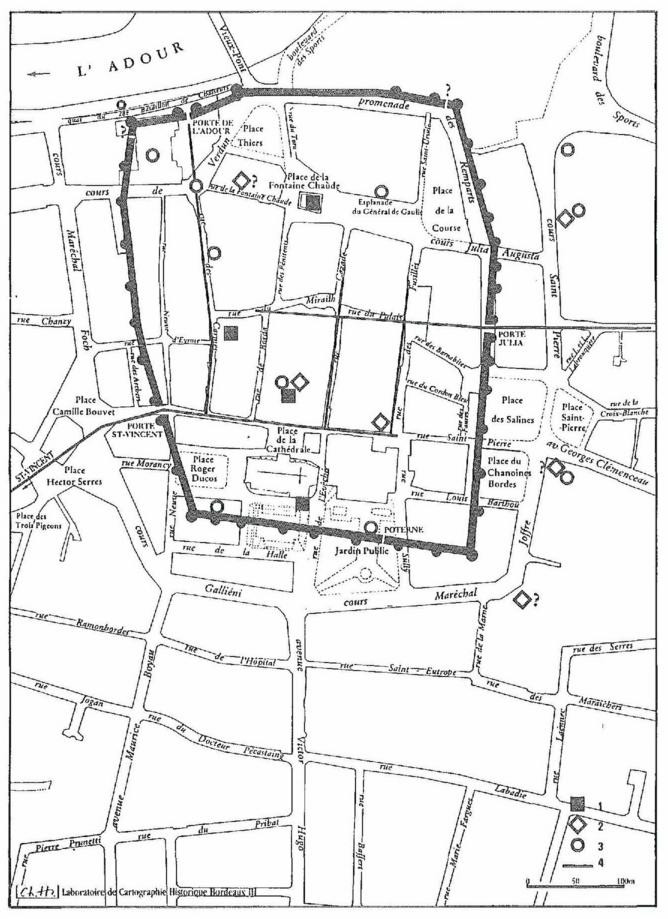
Plan de l'enceinte romaine superposé au plan actuel.

Au ive siècle, la Novempopulanie est rattachée au diocèse de Vienne (chef-lieu : Bordeaux) et à la préfecture du prétoire des Gaules (chef-lieu : Trèves). Les témoignages de la fondation du siège épiscopal de Dax sont rares, il daterait du milieu du ive siècle avec saint Vincent de Xaintes qui aurait été le premier évêque. La basilique chrétienne de l'ancienne commune de Saint-Vincent-de-Xaintes est bâtie par l'évêque Gratien en 506. La mention « de Xaintes » vient de la présence d'un nécropole à proximité, deux sépultures gallo-romaines sont découvertes par Émile Taillebois en 1880,,,.
La construction de l'enceinte gallo-romaine date du milieu du IVe siècle, elle clôture l'ensemble de la cité sur 12,60 ha, mesure en tout 1 465 m de long, les murs sont d'une largeur de 4 m, pour une hauteur 11,20 m, l'enceinte est défendu par 38 tours circulaires d'une dizaine de diamètre chacune. Trois portes larges de 4.50m sont percées dont une au nord la porte de l'Adour au niveau du pont vieux elle est murée lors de la construction du château au xiie siècle, une à l'ouest dite le porte Saint Vincent et une à l'est dite Julia située sur le cour Pasteur derrière l'actuel Tribunal, elle est murée à une époque indéterminée et remplacée par la porte Saint Pierre dans l'alignement de la porte Saint Vincent. Trois poternes sont également percées sur les remparts sud, nord ouest et est (la dernière toujours existante) mesurant chacune 1m de large et 1m80 de haut. A l'issue de ce cloisonnement, la ville se construit autour de nouvelles voies principales dont un nouveau decumanus qui correspond aux rues Saint Vincent et Saint Pierre reliant la porte Saint-Vincent et de deux nouveaux cardo qui correspondent à la rue des Carmes qui connecte la porte de l'Adour et la rue Cazade. Le passage de l'Adour était possible par un pont ou un bac depuis la porte de l'Adour,,.

#### Les découvertes archéologiques
Courant le deuxième milieu du xixe siècle, après la destruction des remparts, des archéologues dont Émile Taillebois ont découvert plusieurs témoignages antiques dont un autel votif dédié à Jupiter et un autre à la déesse Tutele, une borne militaire en calcaire, un monument funéraire en marbre blanc, des conduites d'eau chaude, un monument romain avec des mosaïques et des colonnes en marbre blanc (rue Large), des mosaïques place Saint-Pierre, dans la zone autour de la fontaine chaude ont été trouvés pilotis et couches de béton pour retenir les boues, voûtes sur pilotis, anciens canaux, dallages, baignoires en marbre, fûts de colonnes en marbre, corniches et entablements en marbre blanc, et dans l'ensemble de la ville ont été découverts un grand nombre de pièces de monnaie et des conduites d'eau chaude.

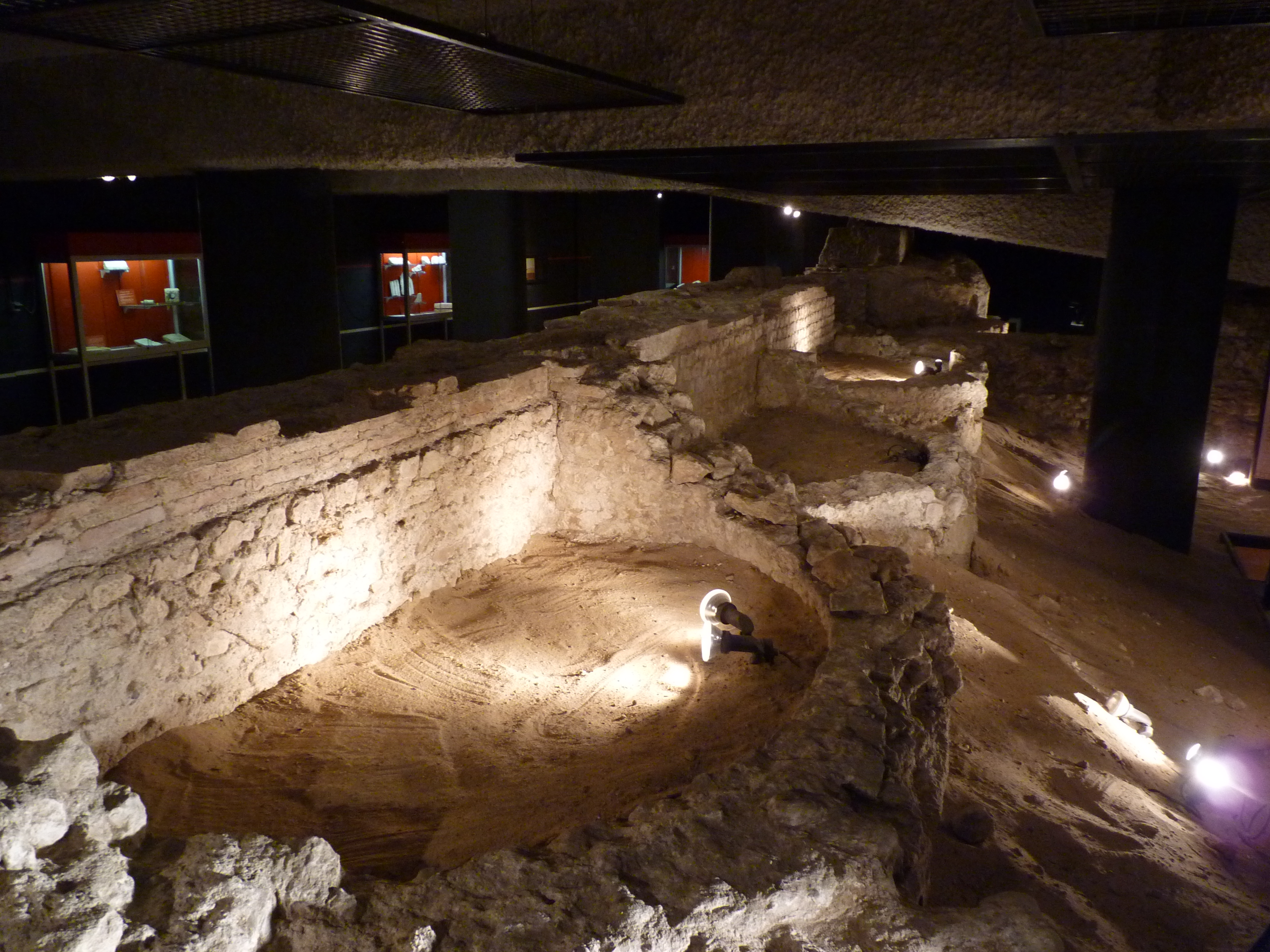
Crypte archéologique.

La crypte archéologique romaine, située rue Cazade, mise au jour en 1978, renferme les fondations d'une basilique civile. L'édifice se trouvait sur un haut podium rectangulaire dont trois côtés seulement sont connus. Les côtés sud et ouest sont renforcés par une suite de contreforts intérieurs, semi-circulaires ; ces vestiges imposants formaient un mur de soutènement qui retenait une masse énorme de terre apportée par les Gallo-Romains pour constituer une terrasse artificielle sur laquelle s'élevait l'édifice. La céramique recueillie dans le comblement des tranchées de fondation indique que ce vaste ensemble architectural, fut édifié au IIe siècle.
En 1982, le chantier des Halles Centrales de Dax a permis de découvrir les fondations de plusieurs bâtiments d'habitats et/ou artisanaux, un vaste hangar datant du iie siècle au iiie siècle et des objets en bronze et en fer datant ier siècle au iiie siècle dont le groupe de Mercure regroupant sur un socle une statuette du dieu Mercure accompagnée d'une statuette d'un coq et d'un bouc ; une statuette du dieu Esculape ; une figurine de sanglier ; un socle en forme de rocher ; trois lampes à huiles dont une sur trois pieds et une à suspension ; des poids et la douille du fléau d'une balance et d'autres objets non identifiés,,,.

### Moyen Âge
Après la chute de l'empire romain, Dax et l'Aquitaine ont connu dès le ve siècle, plusieurs invasions accompagnées de ravages commis tour à tour par les Alains, les Suèves et les Vandales (en 409). L'Aquitaine est conquise par les Wisigoths qui occupent Dax dès 414, ils sont ensuite chassés en 507 par les Francs menés par le roi Clovis. Le roi Childebert Ier passe à Dax en 541 lors de son expédition pour le siège de Saragosse. Le diocèse de Dax est fondé en 506 après le concile d'Agde, Gratien (Gratinaus) est le premier évêque, il construit à l'extérieur des remparts de la cité la première basilique de Dax placée sous le vocable de saint Vincent,.
L'éloignement géographique du pouvoir central des Francs (capitale : Paris) permet dès 561 aux Vascons de conquérir les terres situées entre les Pyrénées et l'Adour. En 591, ils franchissent l'Adour et mènent plusieurs raids sur les territoires jusqu'à la Garonne et installent leurs places fortes à Dax et Oloron. Une armée envoyée par Caribert II parvient à vaincre les Vascons et à leur faire signer des traités sur le suzeraineté des Francs. Les Vascons ne les respectent pas, devant une situation impossible à contrôler, la royauté franque établit un duché qu'ils offrirent aux Vascons : le duché de Vasconie, par altération linguistique, il deviendra le duché de Gascogne. Vers 630, malgré la création du duché, les Vascons ne reconnaissent  par leur vassalité, après de nombreuses expéditions menées par les Francs contre eux, faute d'effectif ils renoncent à l'occupation du territoire et retournent dans les Pyrénées pour former le futur Pays Basque,,.
À partir de 721, les Sarrasins venus d'Espagne déferlent en Gascogne et ravagent toutes les cités dont Dax en 731 où ceux-ci demeurent quelques semaines avant de reprendre leur conquête, qui prit fin en 732 lors de la bataille de Poitiers. Sur la route de Roncevaux en 778, Charlemagne séjourne à Dax où il inhume dans l'église Saint-Vincent de Xaintes le sénéchal Eggihard responsable de l'approvisionnement de la table royale. Il y reste assez longtemps pour créer un atelier monétaire, émettant des pièces d'argent portant la légende Carlus rex fr/ci Aquis,,.
À partir du ixe siècle, la Vasconie subit les raids vikings, ils accostent sur le littoral et remontent l'Adour à bord de leurs drakkars. Dax est attaquée pendant plusieurs décennies dont en 844 et en 848 où l'ancienne Aquae Tarbellicae est complètement détruite. À la fin du xe siècle, Guillaume Sanche duc de Gascogne, vainqueur de la bataille de Taller contre les Vikings, puis ses fils Bernard Sanche et Sanche Guillaume reprennent en main la Gascogne et lancent avec l'Église catholique une politique de fondation de monastères pour mailler le territoire afin de l'administrer,.

#### La vicomté de Dax (xesiècle-xiiesiècle)

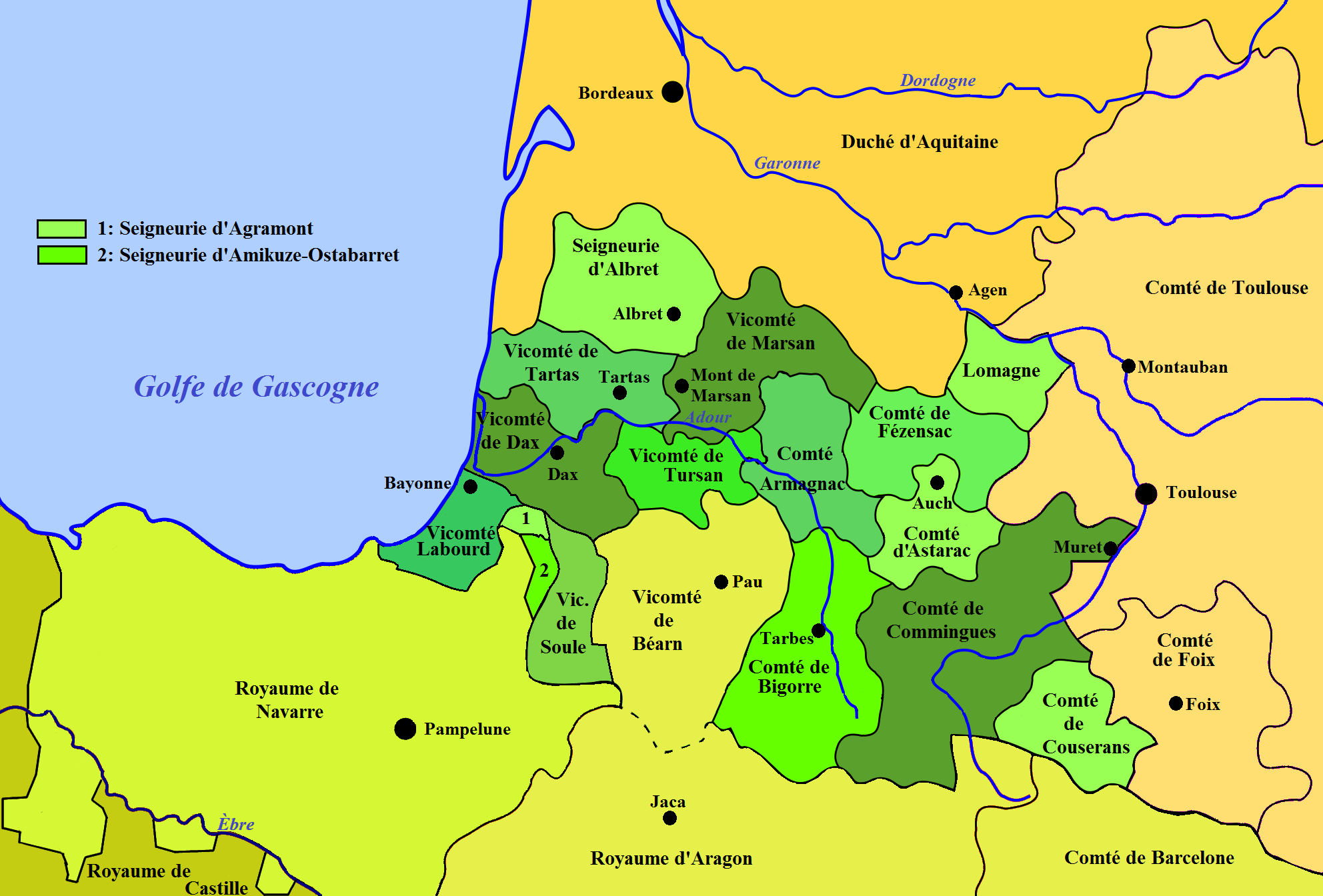
Duché de Vasconie en 1150

À la suite du morcellement féodal de la Gascogne à partir du milieu du xe siècle, est fondée la vicomté de Dax avec Arnaud Loup le premier vicomte. La ville devient chef-lieu d'une vicomté englobant les régions d'Orthez, de Salies, la Chalosse de Pouillon, le pays de Mixe, le pays d'Ostabarret, et s'étend jusqu'à l'océan en comptant la vicomté du Maremne et les baronnies de Labenne et Capbreton. Les vicomtes de Dax demeurent au château fort de Clermont à partir du xiie siècle,.
La direction de la vicomté de Dax est tricéphale, elle est administrée par les autorités laïques avec le vicomte, religieuses sous le magister des évêques et municipales par les jurats représentant l'ensemble de la population.
En 1052-1053, l'évêque Raymond le Vieux transfère le siège épiscopal intra muros, et fait bâtir la première cathédrale romane dédiée à sainte Marie. La basilique Saint-Vincent-de-Xaintes est cédée à l'abbaye de la Sauve-Majeure.
Le morcellement féodal entraine une guerre entre les vicomtés de Dax et du Béarn. En 1107 les Béarnais occupent Dax et tuent le vicomte de Dax Arnaud-Dat de Mixe. Les Dacquois retrouvent la liberté en se révoltant mais perdent la place forte d'Orthez et les territoires de Mixe et d'Ostabat,,.
Entre le xie siècle et le xiie siècle est bâti un pont fortifié en pierre sur l‘Adour, il débouchait sur la nouvelle porte Notre-Dame et prit son nom. Le pont Notre-Dame, est décrit par André de la Serre, lors de son voyage à Dax vers 1574, «il a été bâti fort anciennement un grand et fort beau pont en pierre à grands arceaux et fort hauts, avec un pont levis au milieu, et sur le dit pont il y a deux fortes et belles tours habitables et de défense, dont l'une est depuis quelque temps abattue.» D'après les plans du château de Dax datés de la fin du xviie siècle et du début du xviiie siècle et représentant une partie du pont, celui-ci était composé de 11 arches voûtées en arêtes reposant sur 10 piles avec avant-becs et arrière-becs, surmontés de refuges, de formes différentes (triangulaires et semi-circulaires) il mesurait 145,20 mètres de long pour une largeur de 5,84 mètres au tablier et seulement 3,89 mètres de chaussée. Il était situé en aval du vieux pont actuel entre l'hôtel Splendid et Les Thermes, ses fondations sont visibles sur la rive droite à marée basse,

#### La période de suzeraineté des Plantagenêt sur l'ancien comté de Gascogne (xiiesiècle-xivesiècle)
Entre le xiie siècle et le xiiie siècle est bâti le château fort de Dax (aujourd'hui emplacement de l'Hôtel Splendid et de l'Atrium Casino) situé à l’angle nord-ouest de l'enceinte gallo-romaine du ive siècle, s'appuyant sur les remparts, il avait une forme de trapèze de 80 sur 30 m armé de tours rondes et carrées dominées par un massif donjon rectangulaire (dimension 11 par 9 m). La porte de l'Adour (au niveau de l'arrière du Splendid Hôtel) est murée par la construction du château ; une nouvelle porte dite Notre-Dame est ouverte au nord-ouest du rempart contre le château. En 1320 le château dispose d'une garnison de 5 chevaliers et 90 sergents à pied,,.

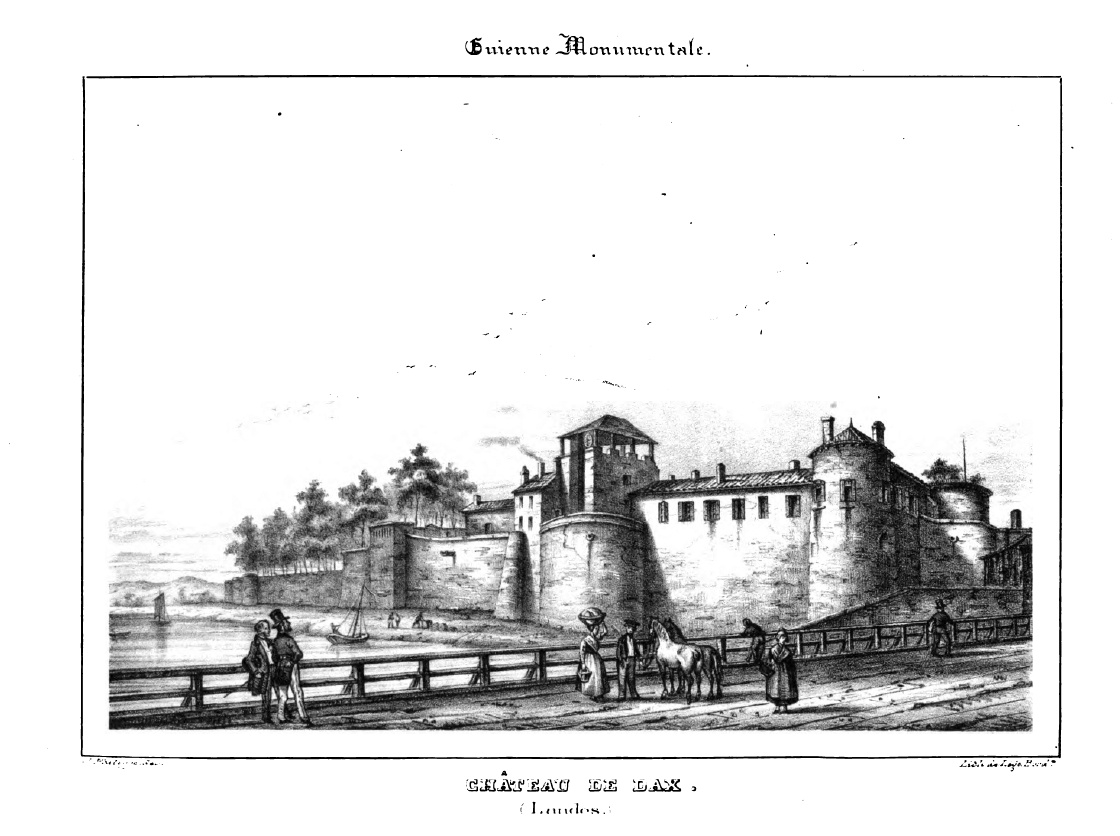
Château de Dax en 1842.
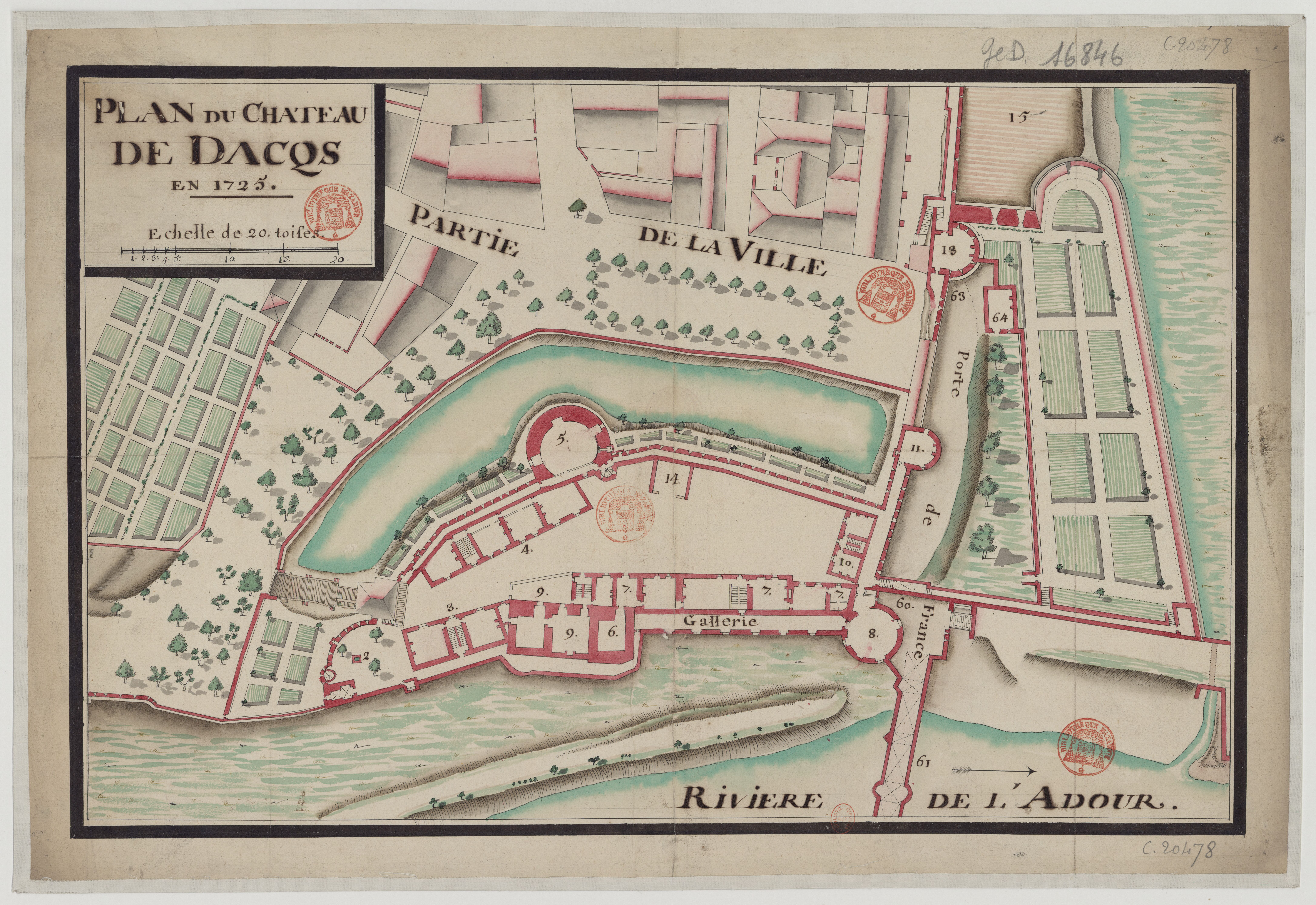
Plan du château en 1725.
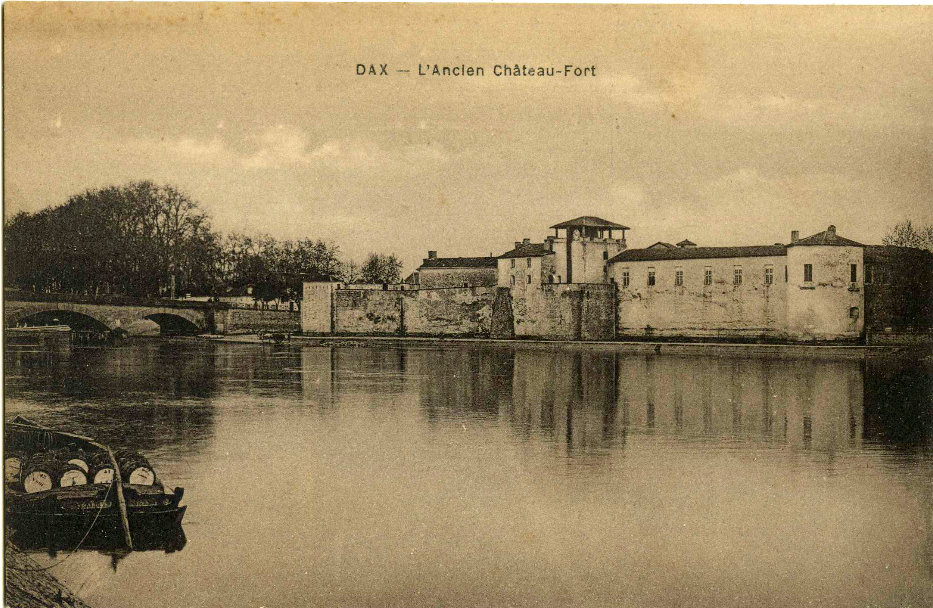
Fin XIXe.
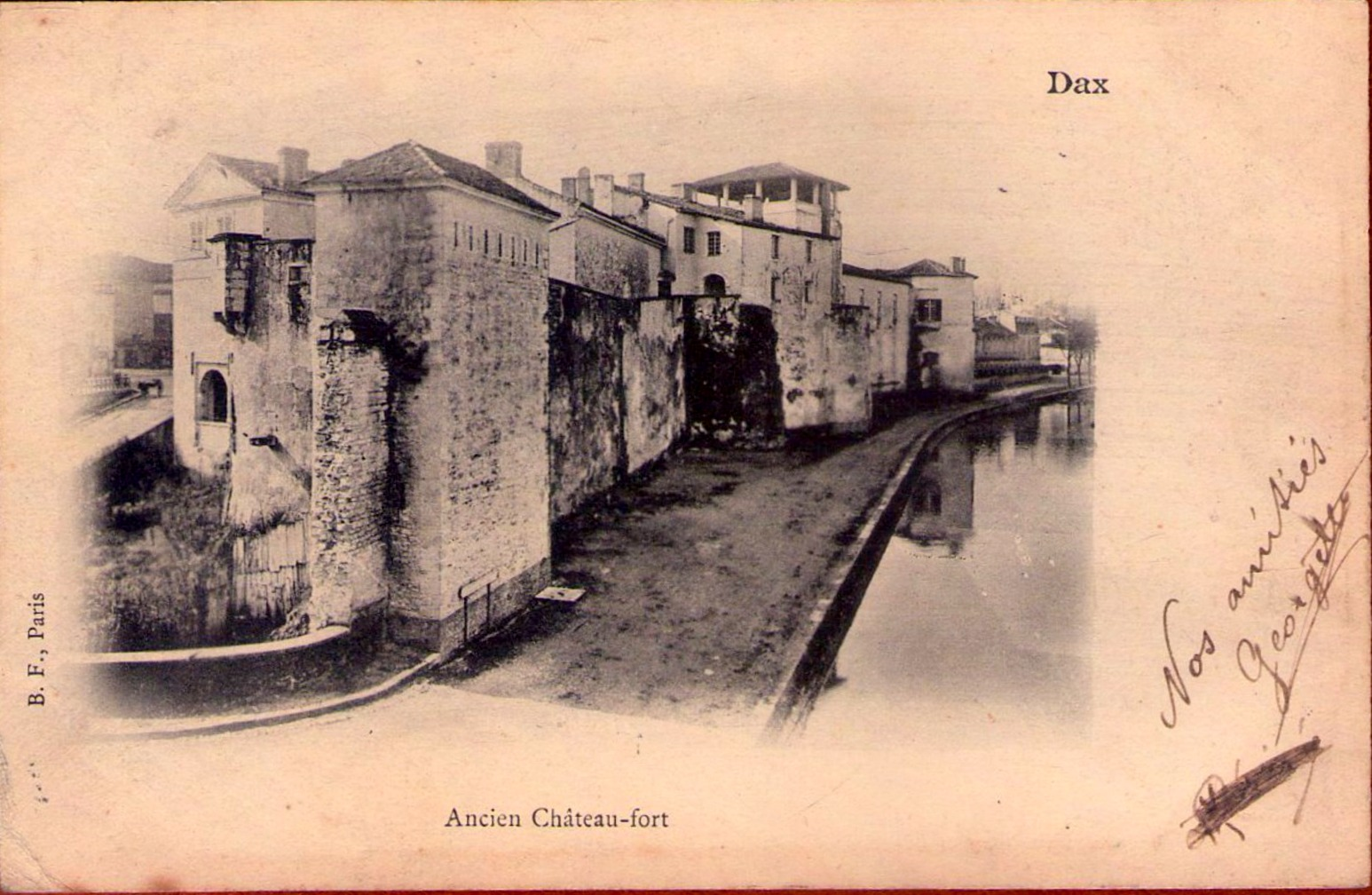
Autre vue du château.

Le mariage de Louis VII le Jeune et Aliénor d'Aquitaine est annulé en 1152 ; celle-ci épouse la même année Henri II Plantagenêt comte du Maine et d'Anjou et duc de Normandie, qui accèdera peu après par héritage à la couronne de Grande-Bretagne, à qui elle apporte en dot les duchés de la Gascogne et de la Guyenne. Plusieurs seigneurs gascons dont Pierre II vicomte de Dax, se rebellent contre l'autorité des Plantagenêt. Richard Cœur de Lion entreprend de mater les insurgés gascons, malgré les privilèges commerciaux qu'il accorde à Dax en 1170 et 1172, il attaque et s'empare de la ville le 4 janvier 1176. Le prince anglais part ensuite continuer sa conquête vers Bayonne, le vicomte Pierre II en profite pour récupérer sa cité par les armes aidé par le comte de Bigorre Centulle IIl. Les armées des Plantagenêt font demi-tour, attaquent à nouveau Dax, Pierre II meurt dans l'assaut et la ville se rend au bout de dix jours de siège,,.
Richard Cœur de Lion décide en 1189 la suppression de la vicomté de Dax avec le mariage en 1190 de Navarrine la fille unique de Pierre II avec Raymond-Arnaud III, vicomte de Tartas. Richard Cœur de Lion octroie à Dax une administration indépendante avec l'élection d'un maire (un «captal»), le premier maire élu est Pierre de Saint-Paul en 1189, ainsi la mairie de Dax fait partie des plus anciennes de France. En 1243 Henri III lors de son séjour à Dax du 10 au 17 mai, officialise la municipalité de Dax en accordant aux Dacquois de pouvoir voter pour un maire et vingt jurés pour la garde et le gouvernement de leur cité,,.
En 1204, le roi de Castille Alphonse VIII prend par assaut Dax pour menacer Bordeaux à laide d'une puissante flotte qui remonte la Garonne, sous l'injonction de Philippe Auguste les Espagnols se replient.
Au cours du XIIe siècle, les rois-ducs d'Aquitaine installent un sénéchal à la tête de la Gascogne. En 1254 la sénéchaussée est divisée en deux avec la création de la sénéchaussée des Lannes qui couvre les pays de Dax, Bayonne et Saint-Sever. Dax est le siège de la sénéchaussée. Parallèlement le duché est divisé en prévôtés avec celle de Dax en 1243, le prévôt réside officiellement au château fort au xive siècle. À la fin du xiiie siècle à la suppression de la Cour de Gascogne, la cour de Dax est la seule à pouvoir recevoir les appels de toute la Gascogne, sa juridiction s'étend sur l'actuel département des Landes avec en plus Bidache, la Soule et la baronnie de Sault de Navailles.
Siège épiscopal, Dax traversée par la voie de Tours est dès le xiie siècle une étape du chemin de Saint-Jacques-de-Compostelle. En 1156 les Templiers ont l'autorisation de construire une chapelle au quartier de la Torte. Au cours du XIIIe siècle les édifices religieux se multiplient avec le couvent des Cordeliers en 1226, des Franciscains en 1243, des Clarisses en 1283 et Carmes en 1286, au quartier du Sablar s'élève l'église Notre dame du bout du pont et à l'est des remparts l'église Saint-Pierre-de-Vic. La cathédrale est réédifiée dans un style gothique du milieu du xiiie siècle au milieu du xive siècle,,,.
En 1293-1294 durant la guerre de Gascogne, conflit féodal entre les deux maisons royales françaises des Plantagenêt et des Capétiens, l'armée de Philippe IV le Bel s'empare de Dax après un long siège de sept semaines où la population subit la famine et la peste. La paix qui suivit reconnut à la maison Plantagenêt la juste gestion de l'Aquitaine, parfois désignée sous le nom de Guyenne.
Les vicomtes de Tartas ont tenu la vicomté de Dax tout comme celle de Tartas jusqu'au début du XIVe siècle (1312). Par le mariage d'Assalide  fille unique du dernier vicomte de Tartas et de Dax, avec Amanieu V, sire d'Albret, de la Maison d'Albret, la vicomté de Dax entre dans les possessions de la famille des Albret.
En 1367, Édouard de Woodstock en route pour sa campagne en Espagne afin de remplacer sur le trône Pierre Ier de Castille, établit à Dax son quartier général durant environ 1 mois afin de regrouper ses différents corps d'armée. Pour remercier la ville de son accueil, il confirme en mars 1368 la tenue de  deux foires annuelles de 16 jours et d'un marché hebdomadaire du lundi.

#### Guerre de Cent Ans (1337-1453): conquête par le royaume capétien
Au début de la guerre en 1337, Dax fait le choix de soutenir la couronne d'Angleterre. En 1438, les Français partent en campagne en Gascogne pour l'occuper et en contester la suzeraineté aux Plantagenêt, légitimes héritiers des anciens comte de Gascogne. En 1442 après le siège de Tartas, le roi Charles VII et le dauphin, futur Louis XI, accompagné par Étienne de Vignolles dit La Hire, remporte Dax au bout de quelques semaines de siège. Charles VII nomme Guillaume Bergougnan gouverneur des Lannes. Mais la lourdeur des impôts et les actes autoritaires des nouveaux maitres entrainent les Dacquois à se révolter. Toute la garnison de Dax fut massacrée et le gouverneur tué. Les Plantagenêt reprennent la main. Les opérations militaires des gens du roi de France reprennent et Dax capitule le 8 juillet 1451 devant les armées du sire d'Albret et du comte de Foix,. Par ses lettres patentes, Louis XI confirme les privilèges de la ville d'Acqs, après son sacre en 1461.

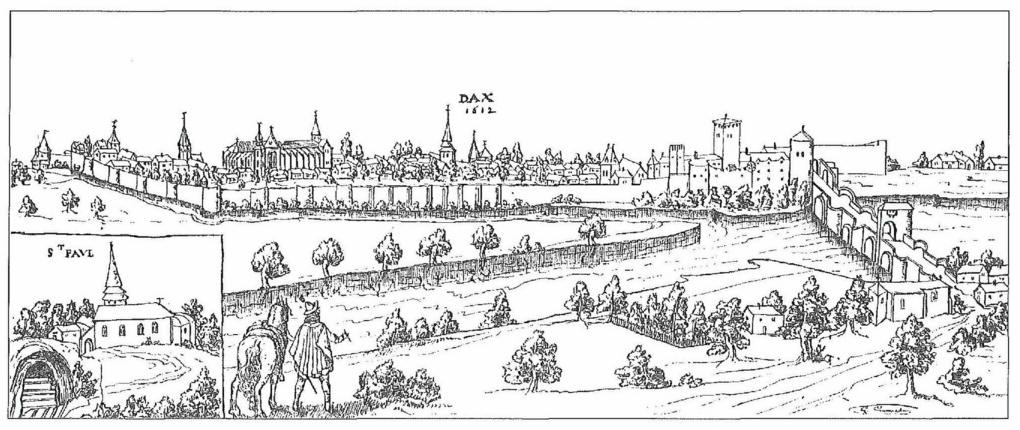
Vue de Dax en 1612

### Époque moderneXVIeetXVIIIesiècles
À la suite du conflit entre François Ier et Charles Quint, Dax est menacé par les Espagnols. Le gouverneur de Dax Haubardin de Luxembourg met la ville en état de siège à partir de 1521 et entame de grands travaux de fortification, nécessitant le destruction de plusieurs bâtiments dont trois églises situées hors des remparts, des maisons canoniales adossées à la cathédrale (ce qui déstabilise l'édifice) et le palais épiscopal qui sera reconstruit à la fin du xvie siècle à l'est de la cathédrale contre le rempart sud. Les murailles sont réparées et renforcées, l'artillerie est mieux dotée et des bastions avancés sont bâtis, le chantier s'achève en 1523. Les Espagnols qui s'étaient approchés de Dax en 1522, finirent par se replier du territoire,,,.

#### Les guerres de religion

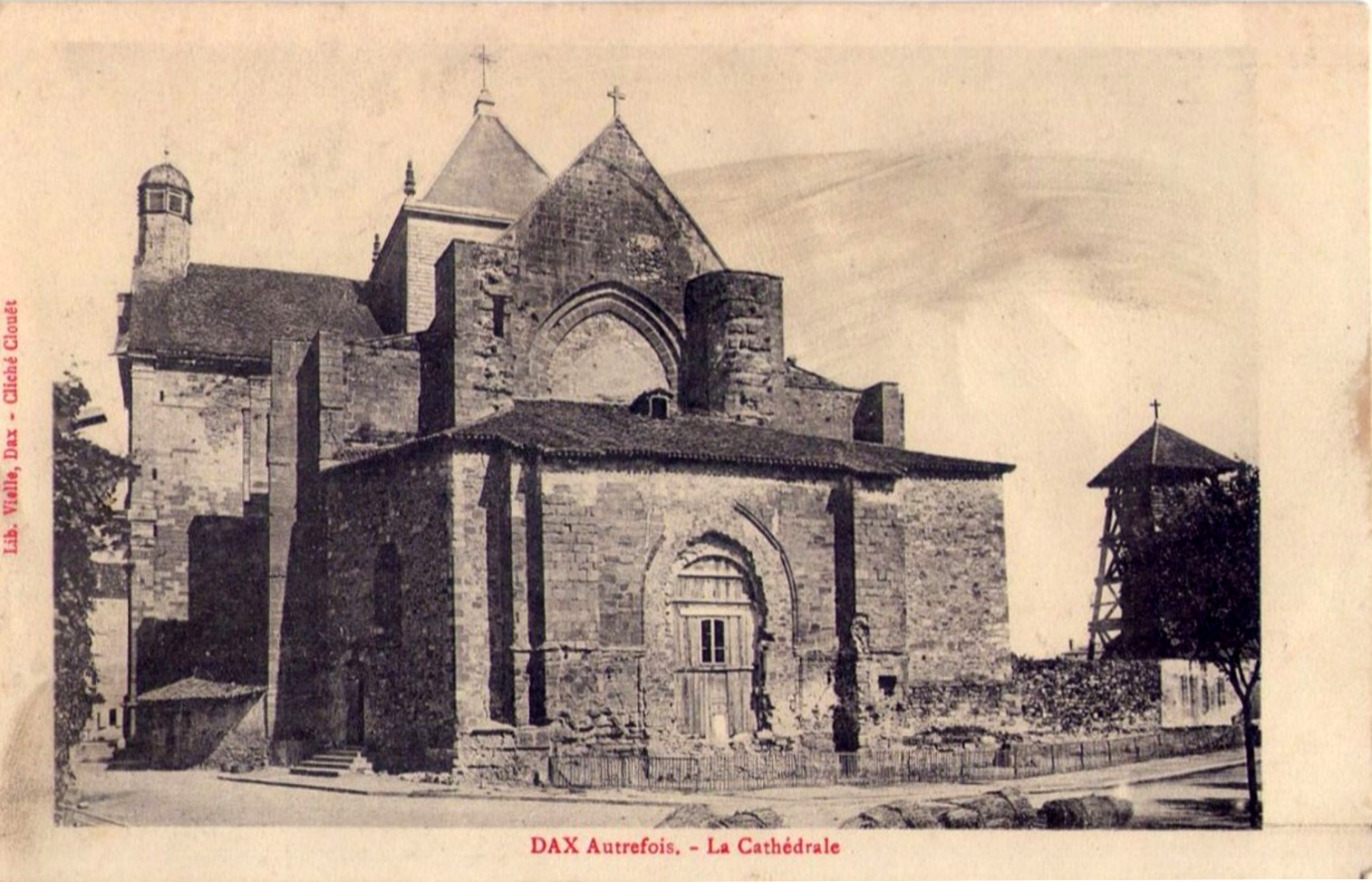
Etat de la cathédrale de 1755 à la reprise du chantier en 1890.

L'avènement de la religion protestante amène une série de troubles entre catholiques et protestants qui précipita le territoire dans une guerre civile qui va durer trente six ans de 1562 à 1598, décomposée en huit guerres de religion. Dax défendue par ses remparts et par son gouverneur catholique Bertrand de Poyanne reste loin des exactions, principalement commise sur les terres de la protestante Jeanne d'Albret soit le Béarn, la Chalosse, le Tursan et le Marsan.
En 1561, un nouveau prédicateur protestant nommé Robert de la Taulade s'installe dans la cité et parvient à convertir une centaine familles dacquoise à la nouvelle religion. Après plusieurs troubles, l'évêque de Dax François de Noailles interdit toute prédication à La Taulade sous peine d'arrestation, mais pourtant en 1572 celui-ci est toujours en activité et se fait nommer «Ministre de l'évangile en l'église d'Acqz».
Dans un voyage d'apaisement, dit Grand tour de France, Catherine de Médicis et le roi Charles IX traversent les Landes en 1565. Le souverain et sa cour font notamment étape plusieurs fois à Dax le 28-29 mai, le 2-3 juillet et le 14-17 juillet,.
Lors de la troisième guerre (de 1568 à 1572), dans la nuit du 10 au 11 juillet 1569 sur les ordres de Jeanne d'Albret, Gabriel de Montgomery et ses troupes huguenotes s'approchent de Dax. Le gouverneur de Dax Bertrand de Poyanne et l'évêque de Dax François de Noailles réalisent une contre-attaque avec des renforts venue de Saint-Sever de sorte à prendre les assaillants à revers. Montgomery se retrouve coincé et se retire sur Mont de Marsan,.
Le 7 octobre 1572 après le massacre de la Saint Barthélemy, Balthazar de Lalanne à la tête d'un groupe de catholiques, de huguenots repentis et d'officiers du sénéchal, terrorisent la ville et emprisonnent dix-sept huguenots, le lendemain quatorze d'entre eux sont assassinés. La Taulade abandonne ses biens et se réfugie en Béarn. L'intervention ferme du maire Etienne de Borda mit fin aux exaction,,.

La promulgation du traité de Nérac en 1579 permit à une minorité de la population de Dax présente dans ses faubourg de pratiquer la religion Réformée. Dax, majoritairement catholique, intéresse peu les parties Huguenots au point que Henri de Navarre lors de sa visite de quatorze cités landaise de 1577 à 1587 ignore Dax. Les troubles cessèrent dans les Landes en 1592, après la promulgation de l'édit de Nantes.

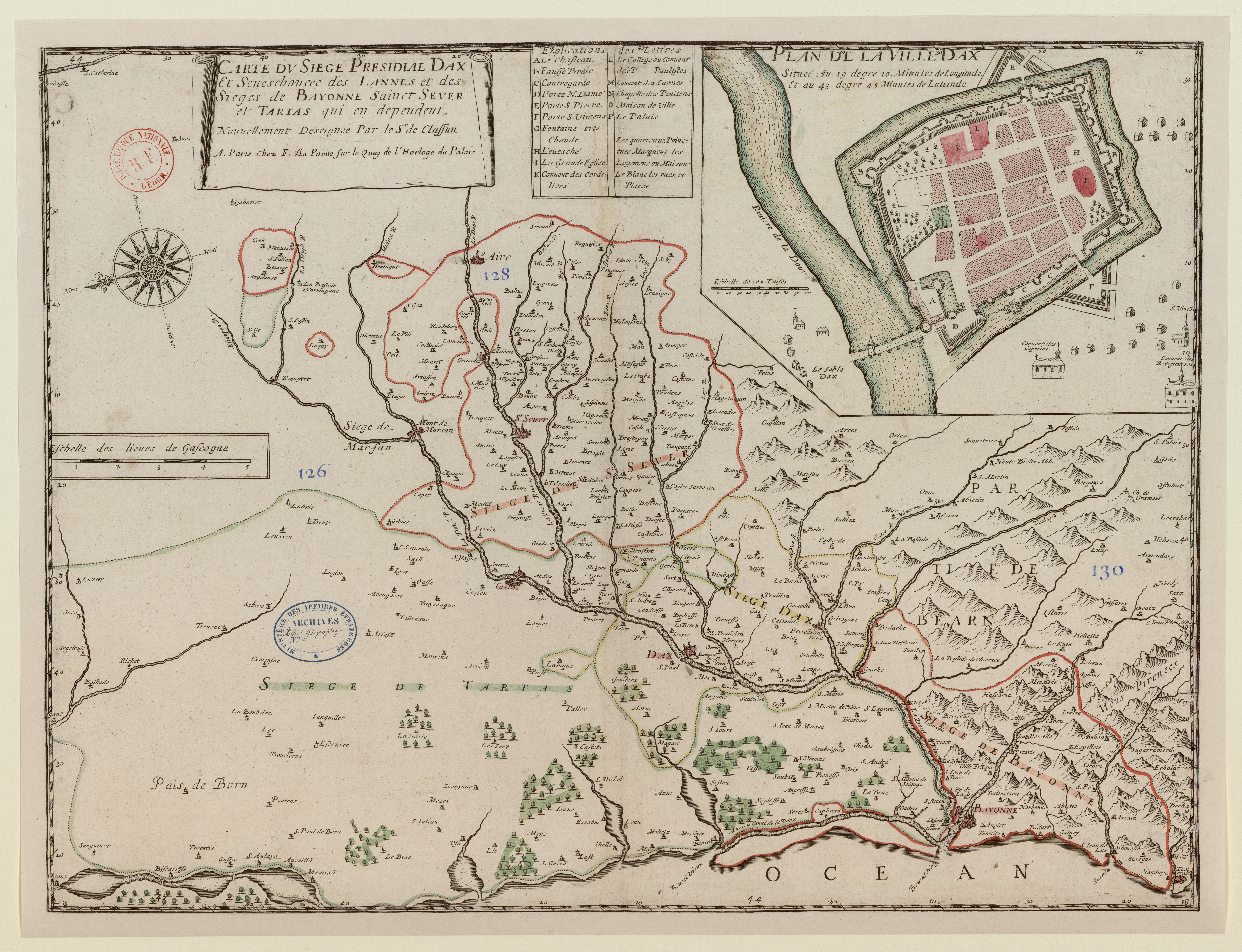
Carte du siège présidial de Dax et sénéchaussée des Lannes et des sièges de Bayonne, Saint-Sever et Tartas qui en dépendent. 1638

#### Dax, ville principale des Lannes
Dax cumulant les sièges de plusieurs institutions du royaume, est toujours considérée à la fin du xviie siècle comme «une des clefs du royaume». Elle est le siège de la sénéchaussée des Lannes (division judiciaire) regroupant 73 paroisses, le siège de l'Election (division fiscale) regroupant 316 paroisses, et le siège de la Subdélégation de l'intendant (division politique) sur 142 paroisses. Elle compte également une brigade de la maréchaussée, un bureau des traites et un bureau d'inspection des Ponts et Chaussés. En 1552 Dax obtient le siège présidiale de sa cour du sénéchal, elle devient la capitale judiciaire des Lannes,.
Ayant le statut de place forte jusqu'au xviiie siècle, Dax sert de lieu de stationnement pour les troupes royales pour la défense de la frontière avec l'Espagne et pour intervenir et assoir les décisions royales (lors des guerres de religions, Fronde, Séditions) Pour sa défense en plus de la garnison au château, Dax possède une milice armée (ancêtre de la garde nationale) comptant environ 300 hommes, formée d'appelés de chaque quartier, les officiers sont choisis par la Jurade parmi les notables. Exemptés de tout subside militaire, les membres ont néanmoins l'obligation de défendre la cité. À la fin du xviiie siècle cette milice n'a plus qu'un rôle de police urbaine et de représentation lors des cérémonies officielles.
En 1646, la cathédrale gothique s'effondre à la suite des travaux de fortifications menés au siècle précédent. L'évêque J. Desclaux entame la construction d'une nouvelle cathédrale de style classique avec le soutien de Vincent de Paul alors membre du Conseil de conscience et confesseur de la régente Anne d'Autriche. Les travaux s'échelonne sur plusieurs épiscopat, la cathédrale est bénite en 1719 mais elle est consacrée le 17 janvier 1755, le chantier se termine au xixe siècle avec le portail et les clochers. En 1706 est construit le premier séminaire de la ville,,,.

#### La modernisation urbaine

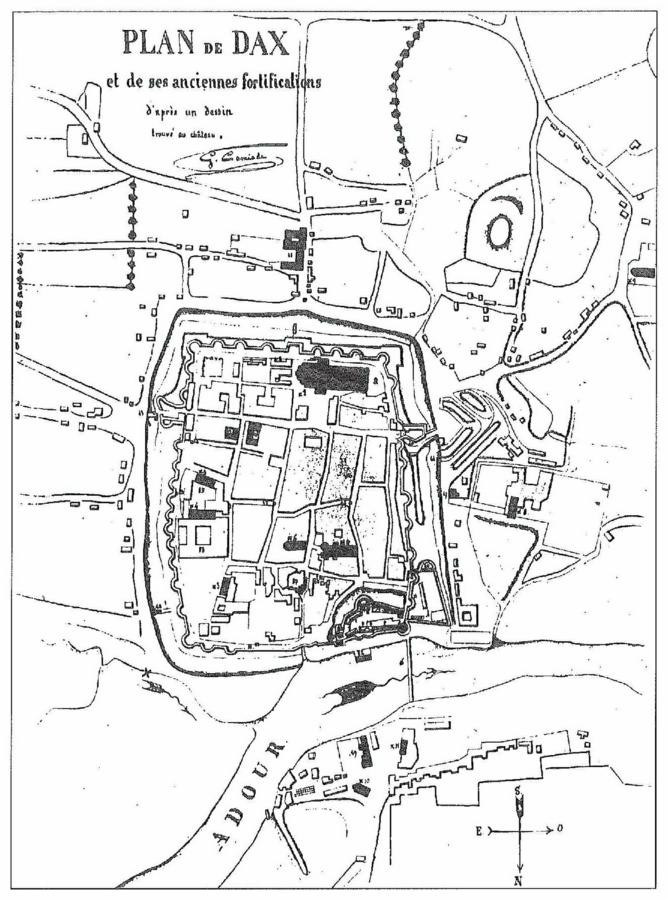
Plan de Dax en 1668

Du fait de son urbanisation Dax, coincée dans ses remparts, connait une insalubrité des rues qui fait subir plusieurs épidémies de peste aux Dacquois, dont l'une plus importante en 1585. Le gouverneur de Dax, Bertrand de Poyanne, annonce que la peste aurait fait 10000 victimes à Dax. Il décrit ainsi la situation de sa cité au roi Henri III : la ville n'étant plus que « l'ombre et la mémoire de ce qu'elle a esté [...], nos escoles et l'instruction de la jeunesse à cessé. Le commerce manque [...] les églises sont closes par la perte des pasteurs ».
Les épidémies de 1603, de 1628 à 1632 et de l'hiver 1651 à 1652 incitent Dax à mener des aménagements d'assainissements. La ville convainc la population de ne plus se servir des andrones comme lieux d'aisance, de ne plus déposer d'ordures aux portes des bâtiments, de ne plus dépiquer du lin et du maïs dans les rues et d'arrêter d'agrandir leurs maisons de façon anarchique. Le nettoyage des rues étant exceptionnel pour les fêtes religieuses, le ramassage des boues est affermé aux jardiniers en 1707,.
Seul trois puits et deux fontaines donnent accès à l'eau potable, pour améliorer la distribution d'eau des travaux de captation de deux sources sont réalisés en 1730, l'eau est acheminée par des canalisations en terre cuite à des nouvelles fontaines situées aux places de l'Evêché, des Cordeliers et de Poyanne. En 1752, les bouchers de la tuerie au cœur de la ville obtiennent l'approvisionnement en eau. Plusieurs aménagements sont menés dont en 1757 le pavage des rues en galet et en pierre de Bidache, l'aménagement de la place Notre-Dame et du marché au grain et la démolition de maisons vétustes,.
Dax revendique de jouir de ses remparts et d'entamer une politique d'ouverture de la cité. Choiseul le Ier ministre de Louis XV conseille à la ville de concéder aux riverains la partie de l'enceinte à l'arrière de leur demeure. Le chemin de ronde est supprimé, les ravelins de la porte de Saint-Vincent sont détruits pour faciliter le passage du bétail et en 1781, est percée au sud la porte Dauphine pour permettre de relier le faubourg de Cassourat (avenue Victor Hugo), Dax n'est plus une place forte,,.

#### Le thermalisme auxviiiesiècle
Au xviiie siècle Dax est toujours connue pour les bienfaits de ses eaux et de ses boues, la fontaine chaude est toujours l'élément majeur de la cité elle est dédiée aux bains médicaux ou de propreté, elle est reconnue pour guérir gouttes, rhumes, catarrhes et autres maladies mais sans qu’un usage médical régulier soit avéré. L'offre de thermalisme est accompagnée avec les bains de Bibi ou Noguès dans les fossés du château fort, constitués de baraques en bois qui abritent des baignoires et des piscines pour les malades, les bains des Baignots construits en 1724 où sont utilisés les boues et le Trou des pauvres gratuit et en pleine air. Plusieurs recherches médicales sur les eaux et boues de Dax sont menées à partir de la moitié du xviiie siècle, dont en 1742 par Jean-Baptiste de Secondat, en 1746 par Jean Dufau considéré comme le fondateur de la médecine thermale de Dax , et en 1785 par le médecin Barthélemy François Carrère qui indique que «Les eaux contiennent un soufre très tenu et volatil, une substance très grasse, une terre fort tenue et un sel neutre à peu près de la même nature que le sel de gemme [...]». Dax est alors une ville thermale à la fréquentation modeste avec des établissements vétustes et populaires comme en témoigne en 1776 le médecin Joseph Raulin mandaté par le pouvoir royal «un désordre épouvantable [...] un état de malpropreté et d'horreur que nous n'entreprendrons pas de faire connaitre dans le détail»,,.

#### L'origine des fêtes de Dax: Las Hestas de Dacs et la Toupiade
Comme dans toute la Gascogne, les courses de vaches sont des traditions déjà anciennes pratiqués à Dax, organisées par les bouchers lors des cérémonies urbaines (célébrations des victoires, mariages royaux, fêtes de saint patron, foires/assemblades...), se rapprochant de l'encierro elle consiste en un lâcher du bétail dans les rues de la ville jusqu'à l'abattoir dans un cadre festif où les jeunes gens en profitent pour descendre dans la rue, sur le trajet de la course, et font le parcours devant (ou derrière pour les moins téméraires !). Face à cette activité qui menace l'ordre public, les pouvoirs royaux, municipaux et épiscopaux avaient le choix entre interdire et tolérer, la première n'ayant jamais fonctionnée. L'intendant d'Etigny est le premier à proposer un cadre aux courses en 1757, ainsi en 1767 il autorise la tenue d'une course de taureaux pour le mariage de la fille du gouverneur de Dax « à la rue Large et au-devant de l'Hôtel de ville ». Le jeu est désormais toléré sous réserve qu'il se déroule dans une place fermée, en 1784 la première enceinte en Gascogne est construite à Dax près du couvent des Cordeliers, mesurant 40 mètres de côté. D'autre courses légales se tiennent dans les prairies du faubourg de St Pierre. Pour chaque course, la municipalité pose les conditions d'installer des barrières et des amphithéâtres si besoins,.
En parallèle de ces événements, au xvie siècle et au xviiie siècle, pour la fêtes de Saint-Jean-Baptiste, les Dacquois organisent un jeu sur l'Adour entre le château et le Sablar appelé la Toupiade. Deux équipes s'affrontent l'une dans des bateaux doit prendre d'assaut et vaincre la deuxième équipe placée dans une tour carrée en bois construite sur le fleuve (le Castellet). Les seules armes utilisées sont des pots en terre percés de forme rondes de 5 à 10 centimètres de diamètre pour un poids de 100 à 200 grammes (des toupins) fabriqués exprès pour le jeu. Les participants sont faiblement vétus et protégés par un bouclier pour ce jeu guerrier, parfois très violent, qui, au regard du poids des boulets, occasionnait de nombreux blessés,

#### L'essor du port de Dax
Le port de Dax connait son essor entre le xviie siècle et le xviiie siècle du fait de sa localisation et de sa fonction d'avant-port fluvial du port de Bayonne et d'avant-port maritime des pays landais. Le port fluvial de Dax est composé de deux ports, un sur chaque rive avec chacun ses spécialités. Sur la rive gauche en aval du pont s'étale le port de Bibi où s'opère le commerce de céréales, d'oléagineux, de fruits, de haricots, de vins, d'Armagnac provenant de la Chalosse, du Tursan et du Marsan, depuis les ports de Hinx, de Mugron, de Tartas et de Mont de Marsan, depuis Bayonne sont amenés du poisson, de la pierre, du sel et autres denrées du nouveaux monde, le port dessert également les commerçant de Dax. Sur le rive droite le faubourg du Sablar accueille le marché et le port des résineux, où sont vendus les barriques de goudron, d'essence de térébenthines, les pains de résines et de brais produits principalement au Marensin et au Born. Les produits forestiers sont vendus directement aux négociants Bayonnais présents à Dax tous les samedis. Avec le marché du port de Saubusse chaque année 50000 pains de résines, 4000 barriques de goudron et 2500 barriques d'essences sont expédiés à l'étranger depuis le port de Bayonne,,.
L'essor du port du Sablar dû à la production importante de résine et en particulier du goudron encouragée par Colbert au xviie siècle, a conduit en 1762 à aménager des quais pour accueillir des embarcations à fort tonnage et à édifier un mur de soutènement pour mettre le faubourg en sécurité face aux crues de l'Adour.
L’importance des marchés est mentionnée tout au long de l’histoire. En 1740 la chambre de Commerce de Bayonne rédige un mémoire dévoilant que « le marché de Dax est regardé comme le plus abondant et où se fait le plus gros commerce ». Pour l'Intendant d'Étigny Dax est « un grand centre commercial ». Pour le marché de la résine un observateur rapporte : « les berges de l’Adour peuvent recevoir souvent 2 500 pains de résine. Tout le Sablar est pavé de charrettes qui font transport des matières résineuses (…) Les bouviers sont forcés de décharger très loin de l’eau faute de pouvoir s’approcher davantage à peine un homme peut traverser le marché tant il y a d’embarras par les charrettes. On en compte quatre à cinq cents… ». Le receveur des tailles de l'élection dresse un tableau sur le marché de Dax : « il se tient tous les samedis, on y porte des grains de toutes les espèces tant pour la subsistance de Baïonne que pour celle des cantons qui en manquent. Les commerçants de Baïonne y font à leur tour porter des grains de l'étranger lorsque le païs n'en a plus, ce qui arrive souvent. Ils y font arriver la morue et la sardine...»,.

L'activité du port décline à partir de la fin du xviiie siècle n raison de l'irrégularité du débit de l'Adour souvent trop bas lors des étés secs et trop important lors de ses crues qui endommagent les infrastructures dont la crue de 1770 qui emporte le pont médiéval Notre-Dame et une partie des quais du Sablar, les quais du port de Bibi sont également inutilisables, la traversée de l'Adour devient périlleuse du fait des différents ponts en bois qui se succèdent jusqu'en 1857. L'amélioration du réseau routier et l'établissement des réseaux ferrés à partir de 1854 supplantent bientôt l'activité commerciale fluviale sur l'Adour,,.

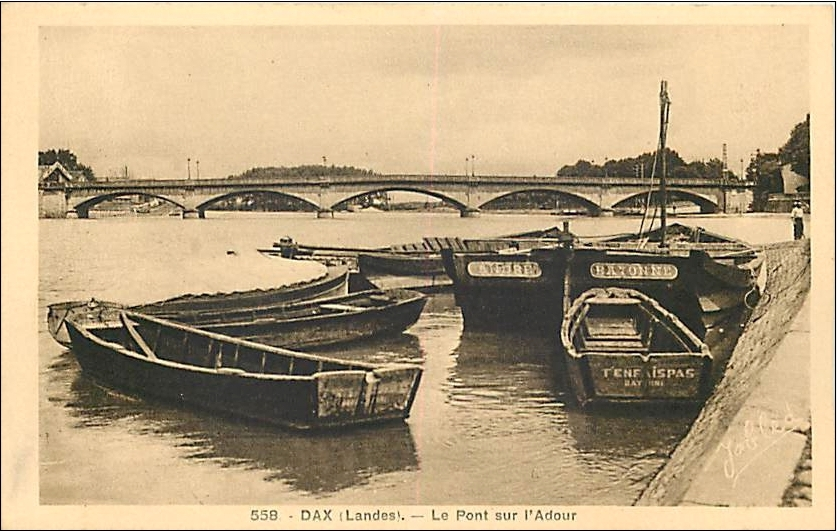
Les galupes
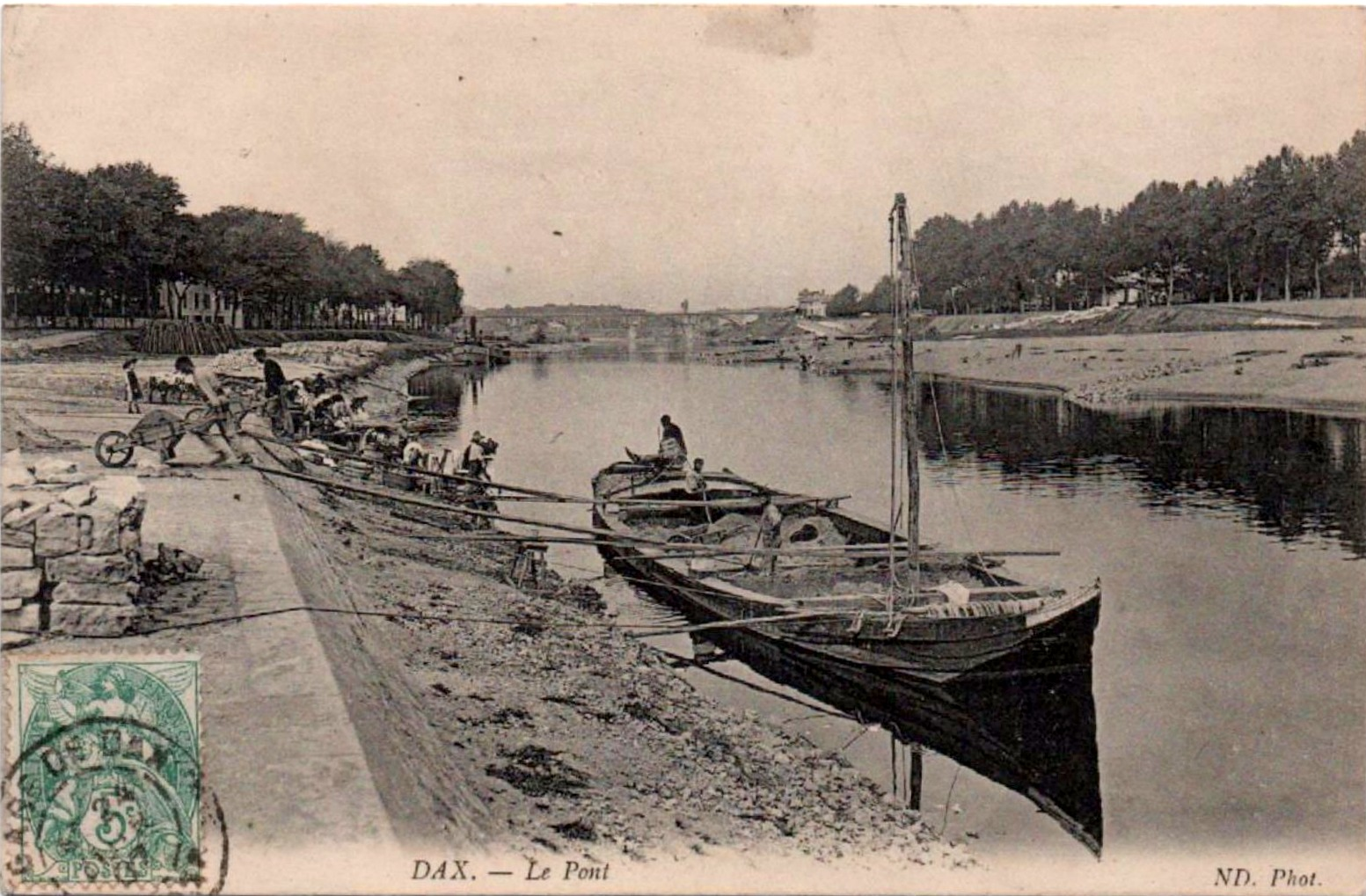
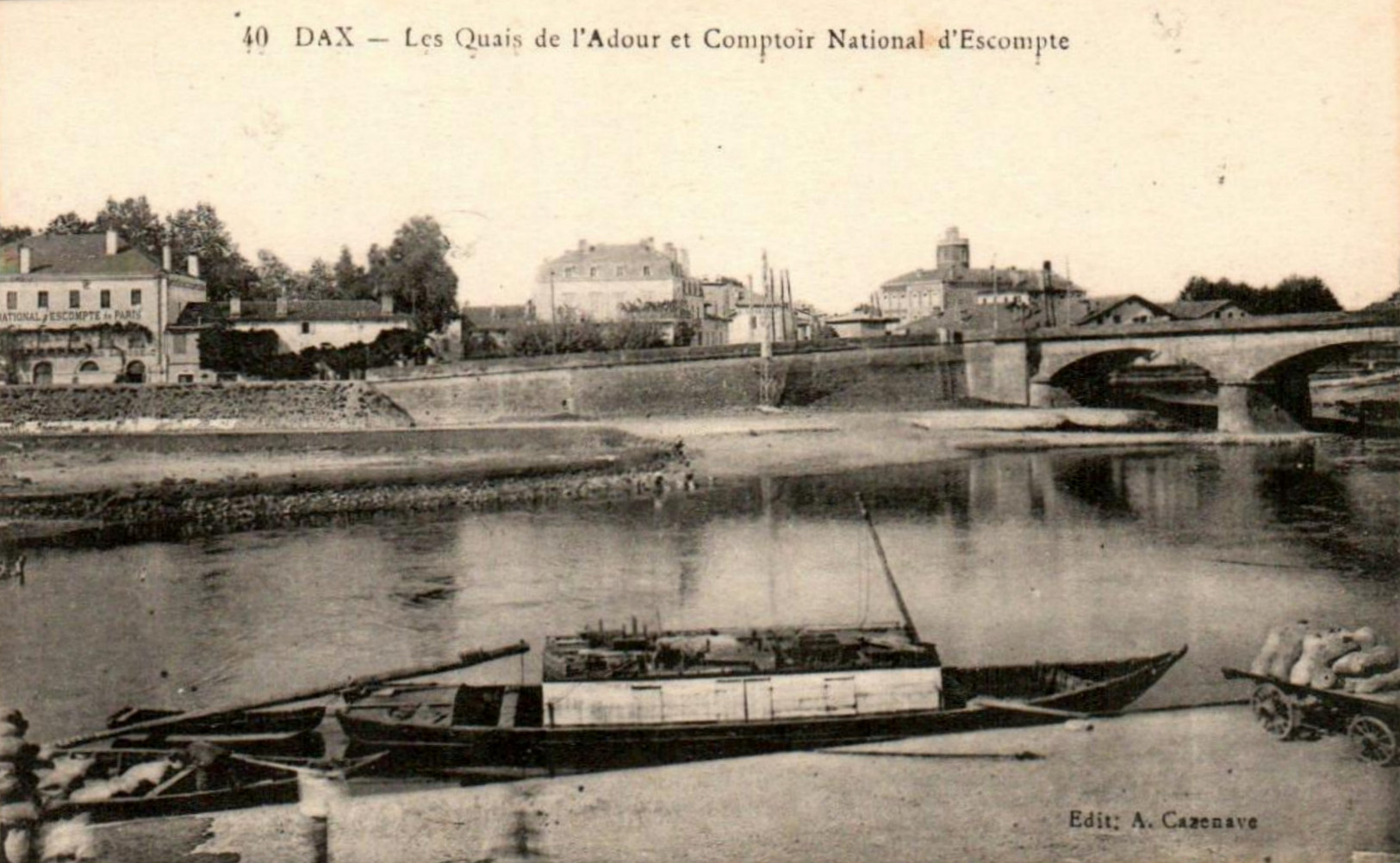
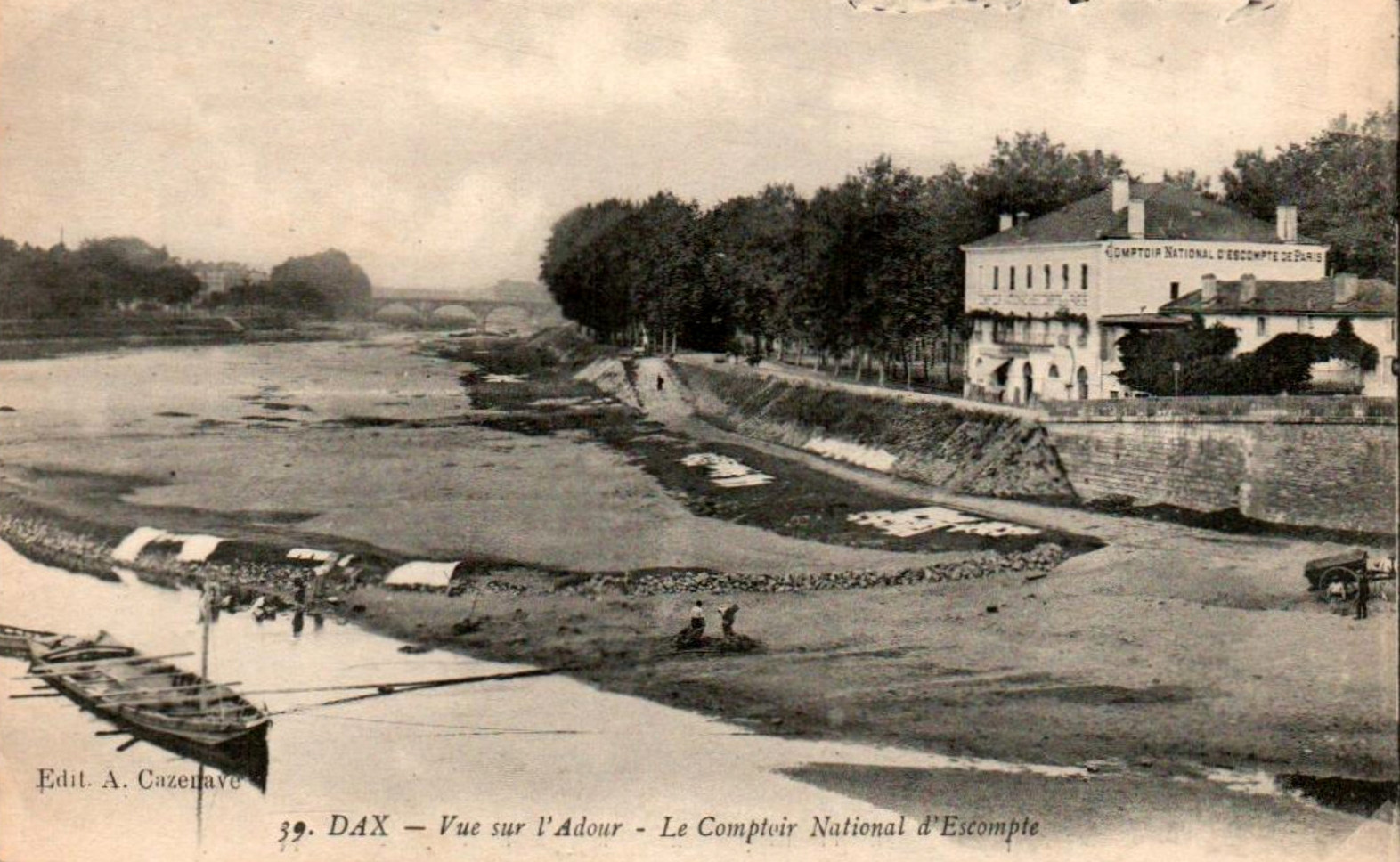
Le port du Sablar avec le Comptoir d'Escompte
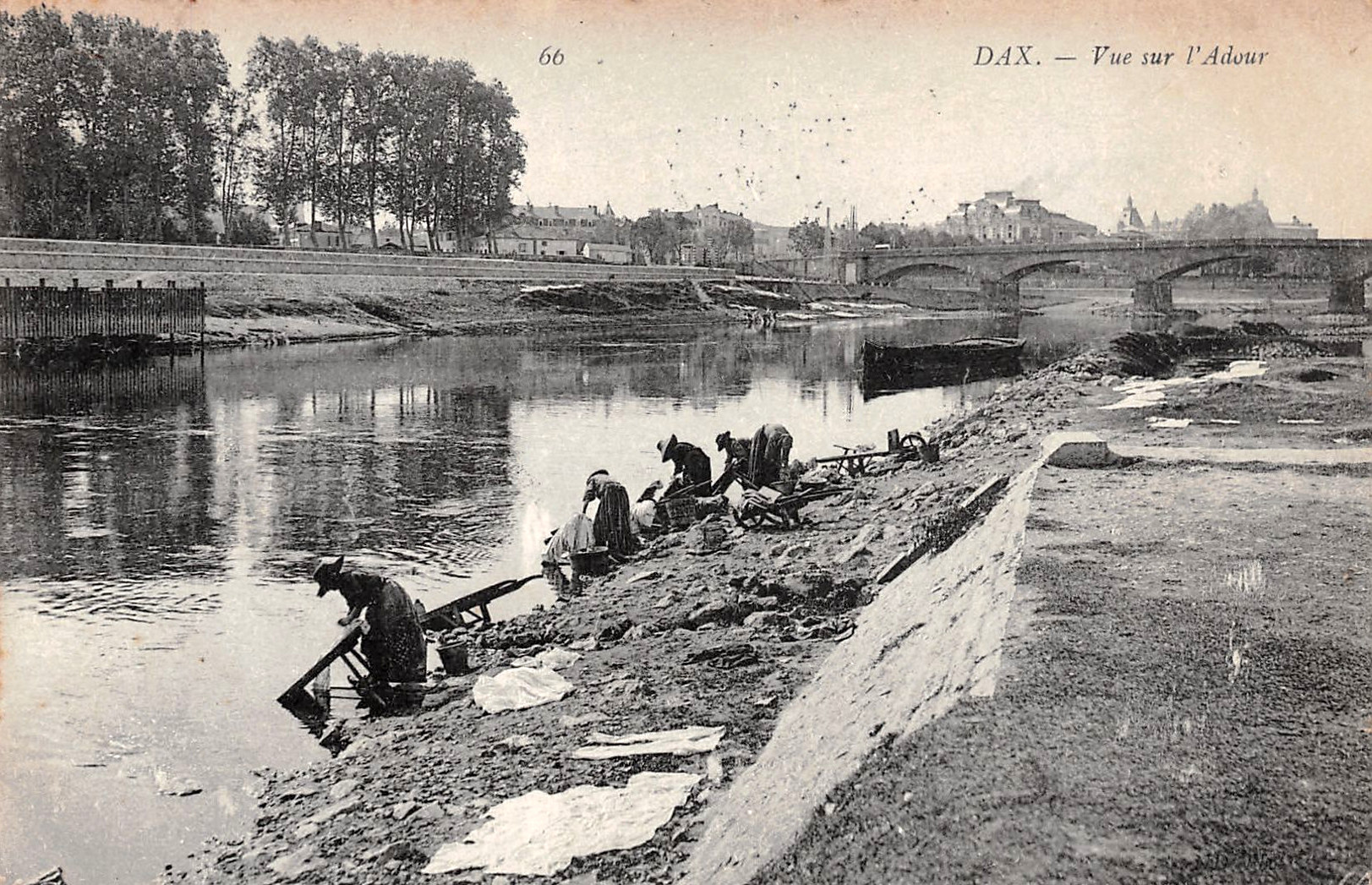
Le quai des Laveurs
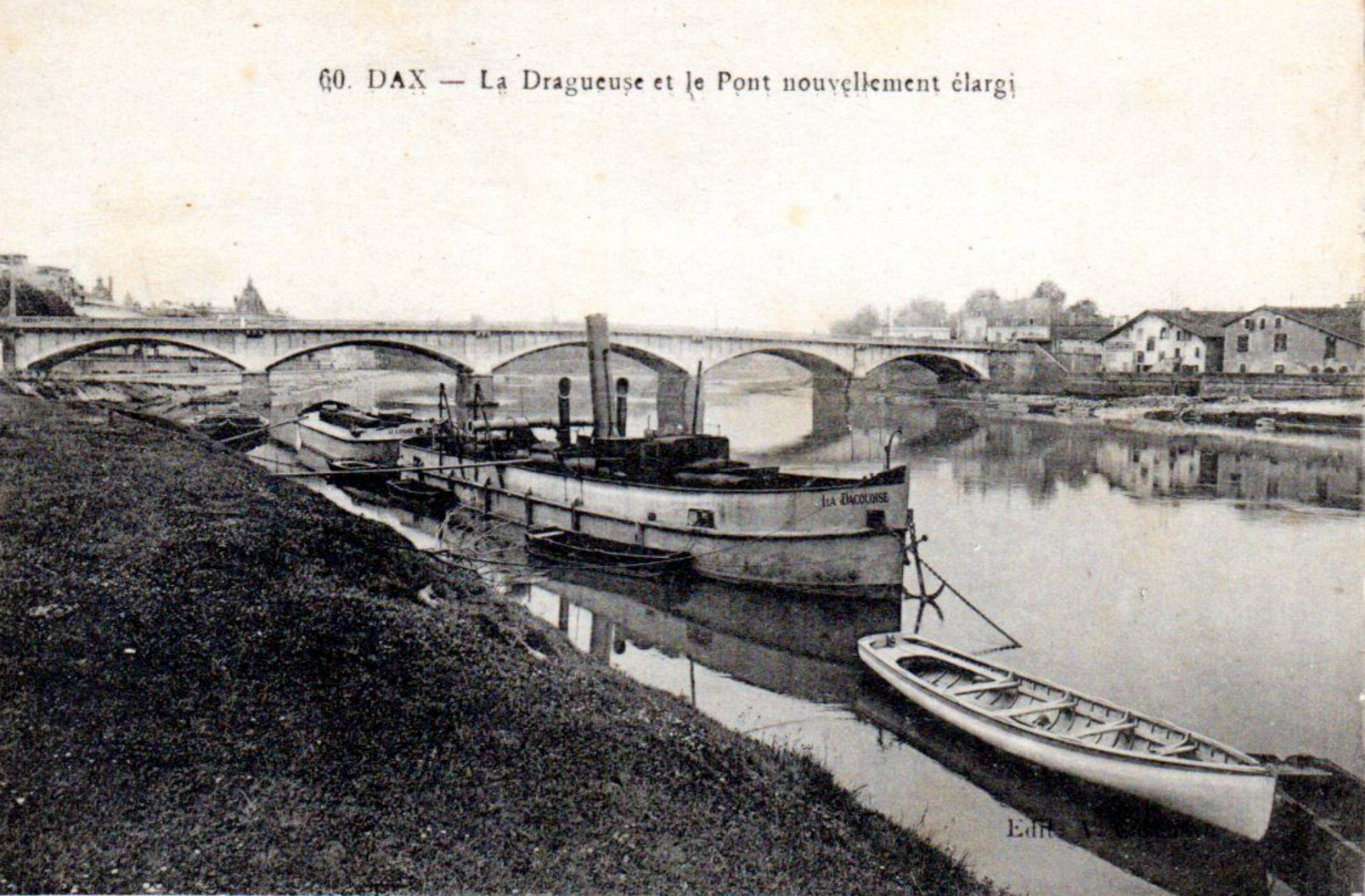
Une dragueuse avec le pont
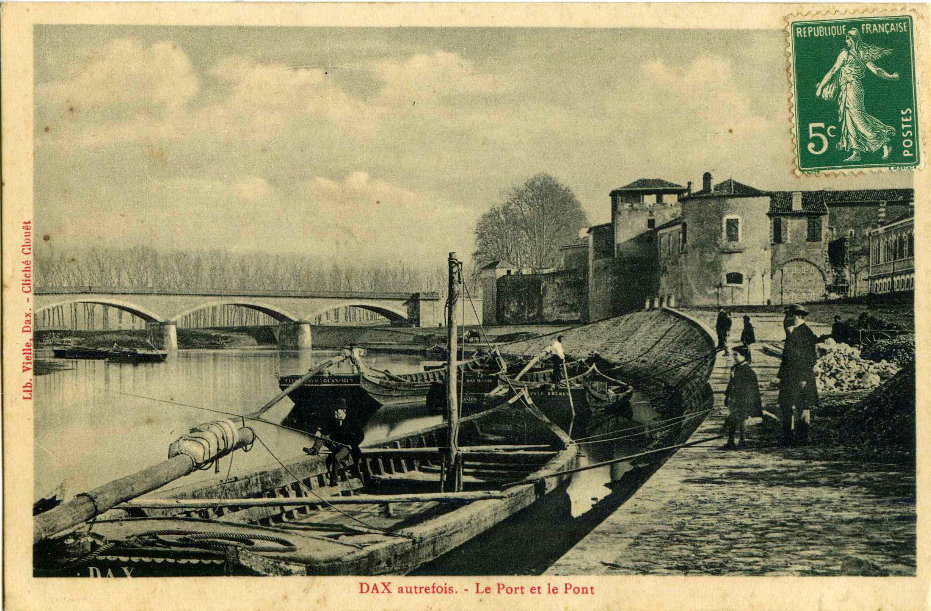
Le port de Bibi, 1910, le château en fond.
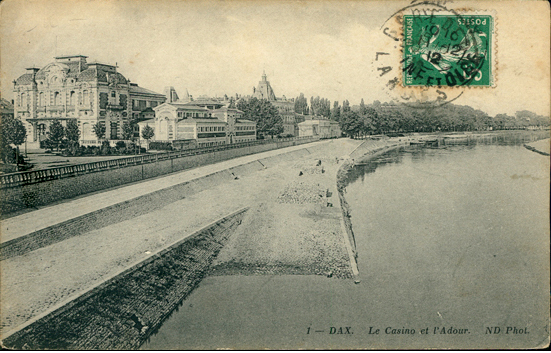
Une calle 1910-1920, avec le casino
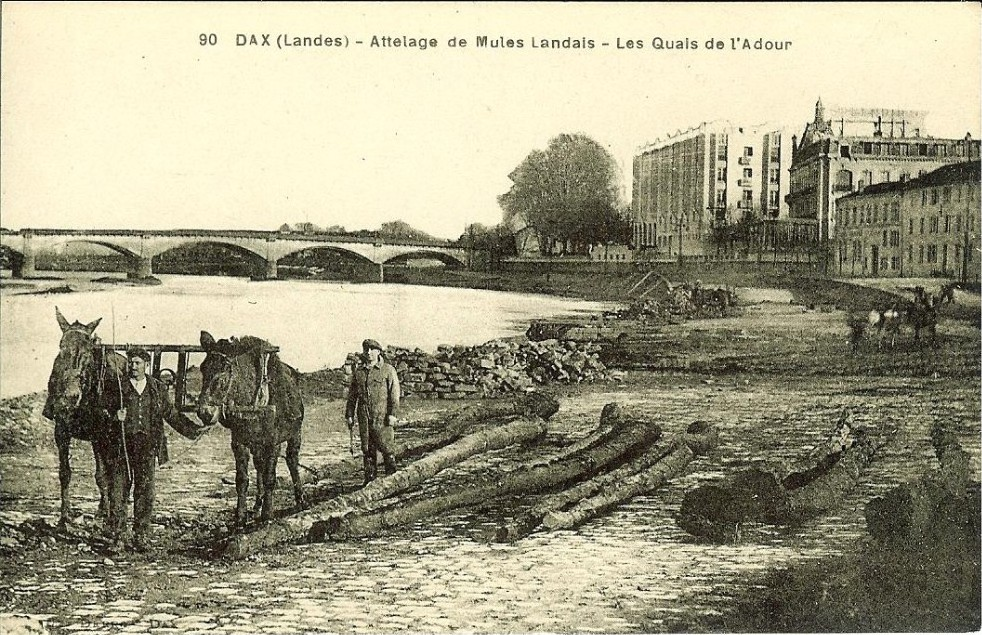
Les quais avec le Splendid

### La Révolution française
A l'aube de la fin de l'Ancien régime, Dax est la ville des Lannes comptant près de 5000 habitants, elle cumule plusieurs sièges d'institutions dont le siège de l'évêché du diocèse de Dax, le siège de la sénéchaussées des Lannes et le siège de présidial avec un tribunal civil et criminel.
Au lendemain de la Révolution, les bâtiments ecclésiastiques de la ville sont utilisés pour les activités révolutionnaires. Dans l'église du monastère des Carmes les trois Ordres, noblesse, clergé et tiers-état s'y réunissent afin d'accomplir les actes pour la constitution des Etats généraux convoqués par Louis XVI, avec la rédaction des cahiers de doléances. Dans l'abbaye des Cordeliers se retrouvent les milices bourgeoises, et le monastère des Barnabites sert pour les réunions générales des Révolutionnaires et lors des élections.
Dès décembre 1789, intervint la loi votée par l'Assemblée Nationale, de création des départements dont celui des Landes. Un comité de constitution est créé afin de permettre aux provinces de déposer et de débattre de leurs projets territoriaux. Pour les provinces de la Guyenne de nombreux projets sont apportés mais aucun de fit l'unanimité. Par loi et décret du 15 janvier 1790, L'Assemblée constituante décida qu'il y aurait 64 départements et que la Guyenne (Bordelais, Bazadais, Agenais, Condomois, Armagnac, Chalosse, Pays de Marsan, et Landes) devraient en former quatre. Les longues discussions achoppaient toujours sur la division des Grandes Landes. L’Assemblée s’impatienta, et c’est finalement la création d'un département des Landes (Marsan compris) et de Chalosse réunies qui  fut imposée par décret le 9 février 1790.

#### Le choix du chef lieu entre Dax et Mont de Marsan
Il ne restait aux députés que de choisir une ville qui serait le chef-lieu des Landes. Quatre villes se portent candidates Tartas, Saint-Sever, Dax (5000 habitants) et Mont de Marsan (3000 habitants). Pour Dax ses députés se sont donnés comme but de hisser la ville capital du pays des Lannes, en vain. Le 12 janvier 1790, le député montoi Antoine Dufau convie tout les députés de la basse Guyenne à une réunion dont ils font courir le bruit qu'elle serait sans importance. Profitant de l'absence d'une bonne partie des députés favorables à Dax, les représentants du Marsan mirent à l’ordre du jour la discussion du projet qui attribuait le chef lieu du département à Mont de Marsan. Cette réunion se tint en l’absence des membres du comité de constitution, mais le député Dufau œuvra pour coaliser avec lui les représentants de toute la Guyenne qui s’y rendirent en grand nombre, soit une cinquantaine, contre huit représentants pour la Chalosse et Bazas. On créa un président, M. Lavie, député de Bordeaux. La discussion se prolongea dans la nuit. Pour en finir, et malgré les protestations du député de Dax, Basquiat, et contrairement au règlement, on mit l’affaire aux voix par tête. Les députés des Lannes sortirent. L’affaire fut entendue, et le projet du député Dufau adopté par surprise au petit matin. Malgré la plaidoirie de la délégation municipale de Dax menée par le député Martin Ramonbordes devant le comité de constitution, l'Assemblée Nationale adopte un décret le 15 février 1790 donnant Mont de Marsan chef-lieu des Landes. Pour calmer la situation le décret évoque la possibilité d'une alternance entre Dax et Mont de Marsan, et l'instauration du tribunal criminel des Landes à Dax. La ville prit rang de chef-lieu d'arrondissement,,,.

### XIX siècle
Le thermalisme reprit de l’importance dès le XIXe siècle, et notamment à partir du Second Empire. La construction de la ligne de chemin de fer Paris-Bordeaux-Dax-Irún (puis la ligne de Puyoô à Dax et enfin la ligne de Dax à Mont-de-Marsan) convertit la sous-préfecture des Landes en un nœud ferroviaire.

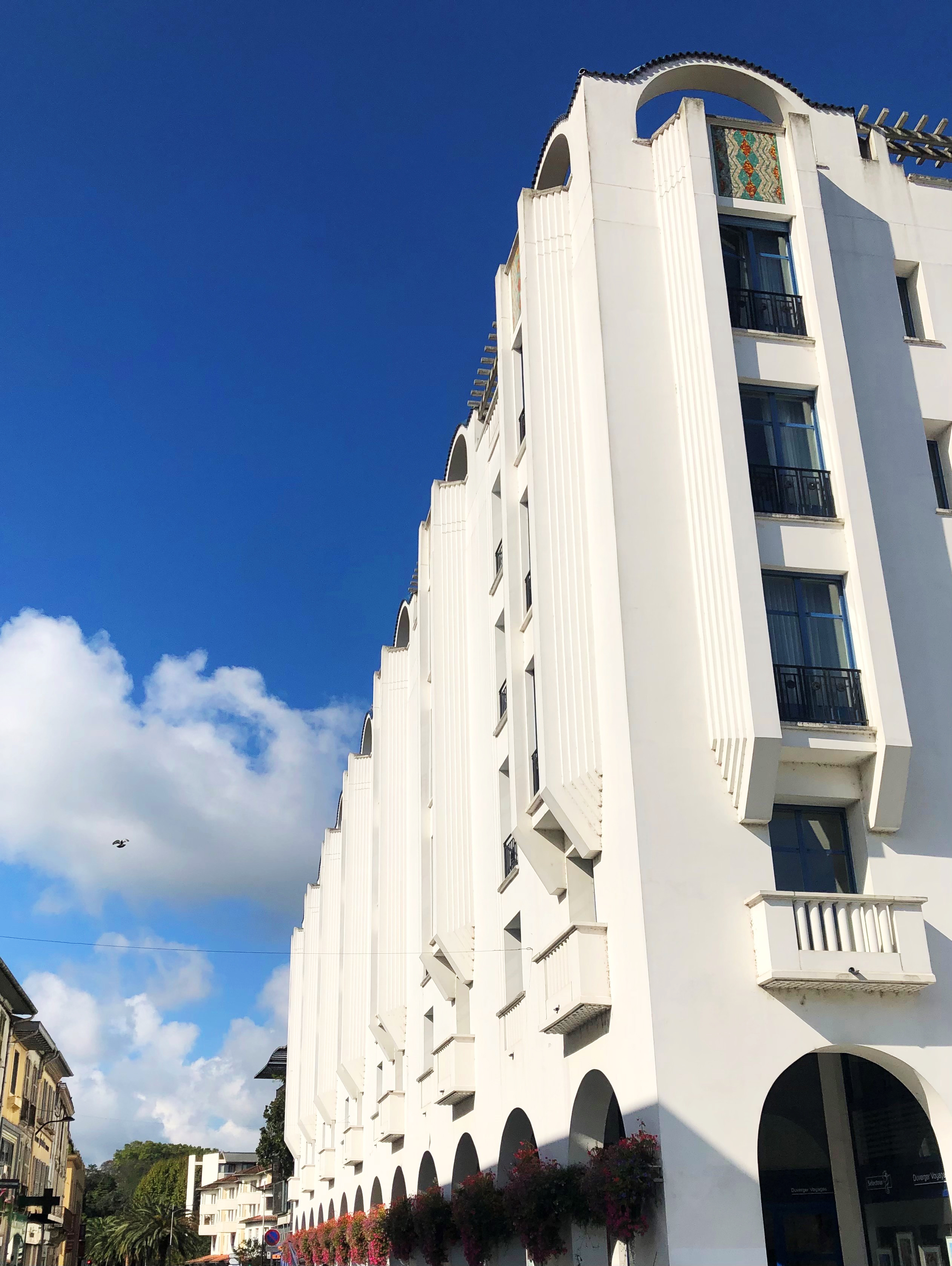
Hôtel Splendid, 1928.

Le 12 novembre 1854, la compagnie des Chemins de Fer du Midi ouvre la ligne ferroviaire Bordeaux-Dax à la suite d'un raccord entre Dax et Lamothe (actuellement bifurcation vers Arcachon).
26 mars 1855 : ouverture de la ligne Dax-Bayonne.
En 1861, la commune voisine de Saint-Vincent-de-Xaintes est absorbée par Dax ; cette commune porta, au cours de la période de la Convention nationale (1792-1795), le nom révolutionnaire de Lepelletier,.
Dax détruisit une partie de ses remparts au XIXe siècle pour s'ouvrir vers l'extérieur, et au XIXe siècle, on abattit le château médiéval (voir plus bas). On construisit à la place de somptueux édifices Art déco afin d'attirer une clientèle aisée. C'est le cas notamment de l'Atrium Casino et de l'Hôtel Splendid, construits par l'architecte girondin Roger-Henri Expert vers 1928-1932. Nombreux sont les hommes et femmes célèbres à s'être soignés dans la cité gasconne depuis le XVIIIe siècle : Madame de Maintenon, Henri Bergson, Georges Clemenceau, Maurice Utrillo, Sarah Bernhardt, Sacha Guitry, le président Armand Fallières, Nicolas Ier, roi du Monténégro, la reine Marie de Roumanie[Laquelle ?], Pierre Fresnay, Yvonne Printemps, etc.

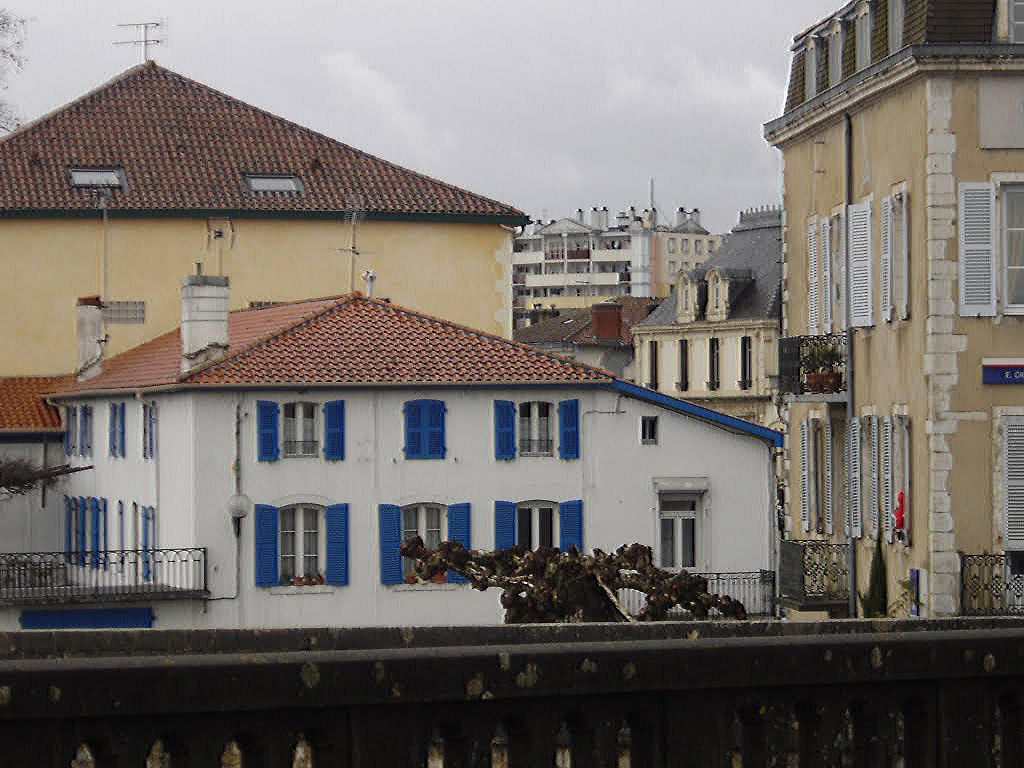
Immeubles historiques du Sablar bordant l'Adour.

Lorsqu’au XIXe siècle, la distillation permit une utilisation plus rationnelle de la résine, Dax reste le marché du résineux en France, et resta même le seul à partir de l’"Entre-deux-guerres". Les transactions se faisaient au café de la Bourse. Il était habituel de voir tous les samedis – jusqu’en 1939 – les ventes se faire à la criée portant sur des wagons d’essence de térébenthine ou de colophane qui partaient en Allemagne, aux Pays-Bas, en Italie… Les acheteurs étaient en relation directe avec le deuxième marché mondial : Atlanta aux États-Unis. Les cours s’établissaient ainsi tous les samedis. De même pour les bois – les fortunes se faisaient et se défaisaient en une séance, le Sablar vivait intensément. Cette activité a été laminée par la Seconde Guerre mondiale avec l’effondrement du résinage, tué par la chimie du pétrole.

## Politique et administration

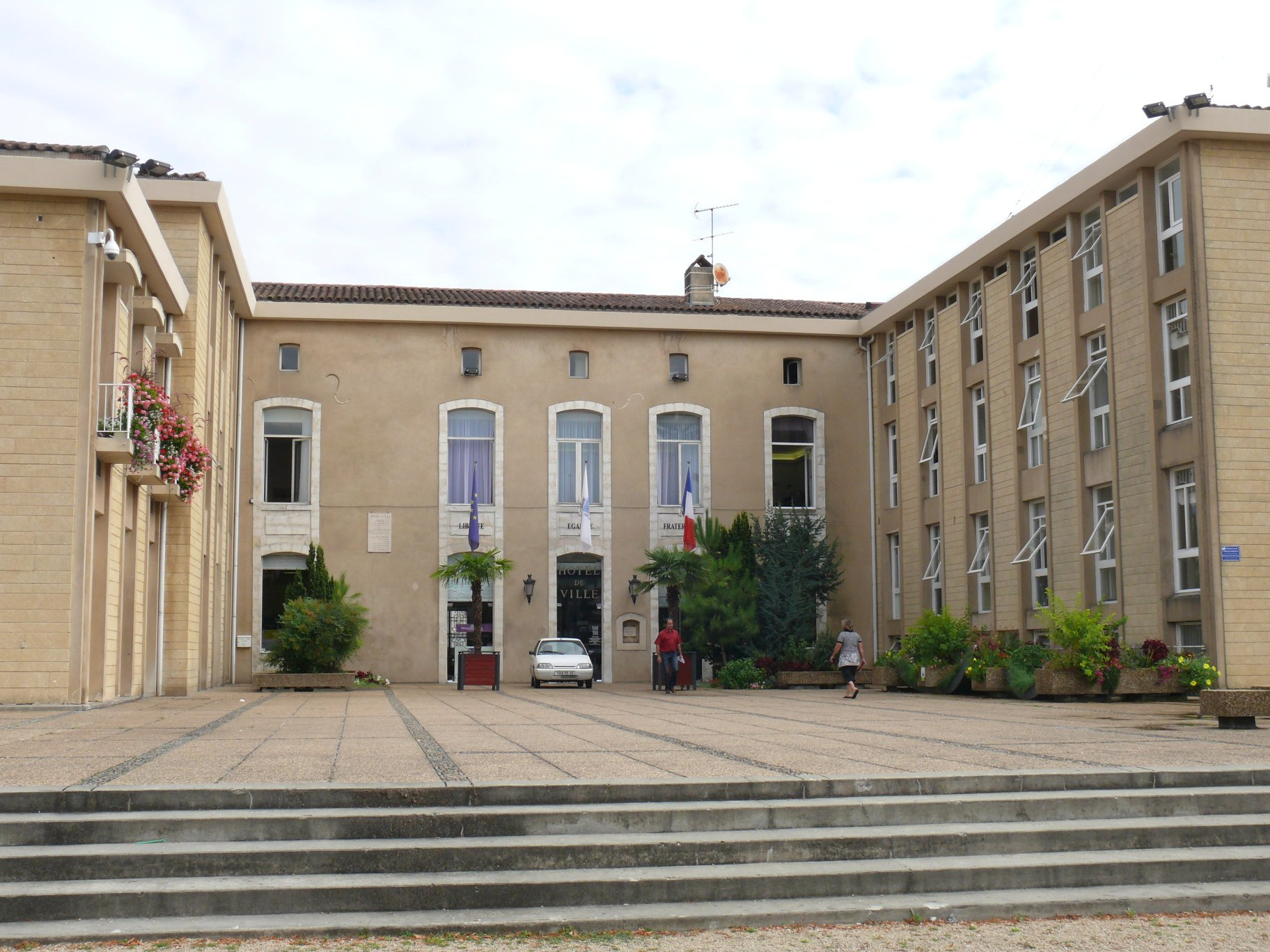
L'hôtel de ville.

### Rattachements administratifs et électoraux
La commune est depuis 1801 le chef-lieu de l'arrondissement de Dax du département des Landes. Pour l'élection des députés, elle fait partie de la deuxième circonscription des Landes.
Elle était depuis 1793 le chef-lieu du canton de Dax. Celui-ci fut scindé en 1973  entre le canton de Dax-Nord et celui de Dax-Sud. Dans le cadre du redécoupage cantonal de 2014 en France, la commune est désormais scindée entre le canton de Dax-1 (rive droite de l'Adour) et celui de Dax-2 (rive gauche de l'Adour).

### Intercommunalité
La commune est à l'origine d'une communauté de communes créée en 1993, précurseur de l'actuelle communauté d'agglomération du Grand Dax dont Dax est la ville-centre et le siège.

### Liste des maires
| Période          | Période                    | Identité               | Étiquette             | Qualité |
| ---------------- | -------------------------- | ---------------------- | --------------------- | --- |
| mars 1959        | mars 1977                  | Max Moras              | UNR puis UDR puis RPR | Avocat Député des Landes (2e circ.) (1958 → 1962) |
| mars 1977        | juin 1995                  | Yves Goussebaire-Dupin | UDF-PR                | Pharmacien Sénateur des Landes (1983 → 1992) Conseiller général de Dax-Sud (1973 → 1988 et 1993 → 1994) |
| juin 1995        | mars 2008,                 | Jacques Forté          | DL puis UMP           | Directeur de laboratoire d'analyses médicales Conseiller régional d'Aquitaine (1998 → 2010) |
| mars 2008        | 7 novembre 2016            | Gabriel Bellocq        | PS                    | Psychologue de l'Éducation nationale Conseiller régional d'Aquitaine (1998 → 2001) Conseiller général de Dax-Sud (2001 → 2015) Conseiller départemental de Dax-2 (2015 → ) Suppléant du député Jean-Pierre Dufau (2002 → 2007) Démissionnaire                                                          |
| 7 novembre 2016, | 26 mai 2020                | Élisabeth Bonjean      | PS                    | Coordinatrice d'un réseau de santé au CH de Dax Première adjointe au maire (2008 → 2016) Présidente de la CA du Grand Dax (2014 → 2020) Conseillère régionale d'Aquitaine (2010 → 2015) Conseillère régionale de Nouvelle-Aquitaine (2015 → 2021) Suppléante du député Jean-Pierre Dufau (2007 → 2017) |
| 26 mai 2020      | En cours (au 27 juin 2021) | Julien Dubois          | DVD puis HOR,         | Président de la CA Grand Dax Agglomération (2020 → ) Conseiller départemental de Dax-2 (2021 → ) |

## Jumelages
- Logroño (Espagne) depuis 1963[102].

## Population et société

### Démographie
L'évolution du nombre d'habitants est connue à travers les recensements de la population effectués dans la commune depuis 1793. Pour les communes de plus de 10 000 habitants les recensements ont lieu chaque année à la suite d'une enquête par sondage auprès d'un échantillon d'adresses représentant 8 % de leurs logements, contrairement aux autres communes qui ont un recensement réel tous les cinq ans,.

En 2022, la commune comptait 21 716 habitants, en évolution de +3,95 % par rapport à 2016 (Landes : +5,78 %, France hors Mayotte : +2,11 %).
| 1793  | 1800  | 1806  | 1821  | 1831  | 1836  | 1841  | 1846  | 1851  |
| ----- | ----- | ----- | ----- | ----- | ----- | ----- | ----- | ----- |
| 3 391 | 3 398 | 3 179 | 4 948 | 4 716 | 4 776 | 5 842 | 5 615 | 5 805 |

| 1856  | 1861  | 1866  | 1872  | 1876   | 1881   | 1886   | 1891   | 1896   |
| ----- | ----- | ----- | ----- | ------ | ------ | ------ | ------ | ------ |
| 6 125 | 9 856 | 9 469 | 9 062 | 10 250 | 10 218 | 10 858 | 10 240 | 10 196 |

| 1901   | 1906   | 1911   | 1921   | 1926   | 1931   | 1936   | 1946   | 1954   |
| ------ | ------ | ------ | ------ | ------ | ------ | ------ | ------ | ------ |
| 10 329 | 11 210 | 11 387 | 11 047 | 12 385 | 12 663 | 13 056 | 14 113 | 14 557 |

| 1962   | 1968   | 1975   | 1982   | 1990   | 1999   | 2006   | 2011   | 2016   |
| ------ | ------ | ------ | ------ | ------ | ------ | ------ | ------ | ------ |
| 17 051 | 19 348 | 19 137 | 18 648 | 19 309 | 19 515 | 20 810 | 20 299 | 20 891 |

| 2021   | 2022   | - | - | - | - | - | - | - |
| ------ | ------ | - | - | - | - | - | - | - |
| 21 347 | 21 716 | - | - | - | - | - | - | - |

### Administrations de l'État

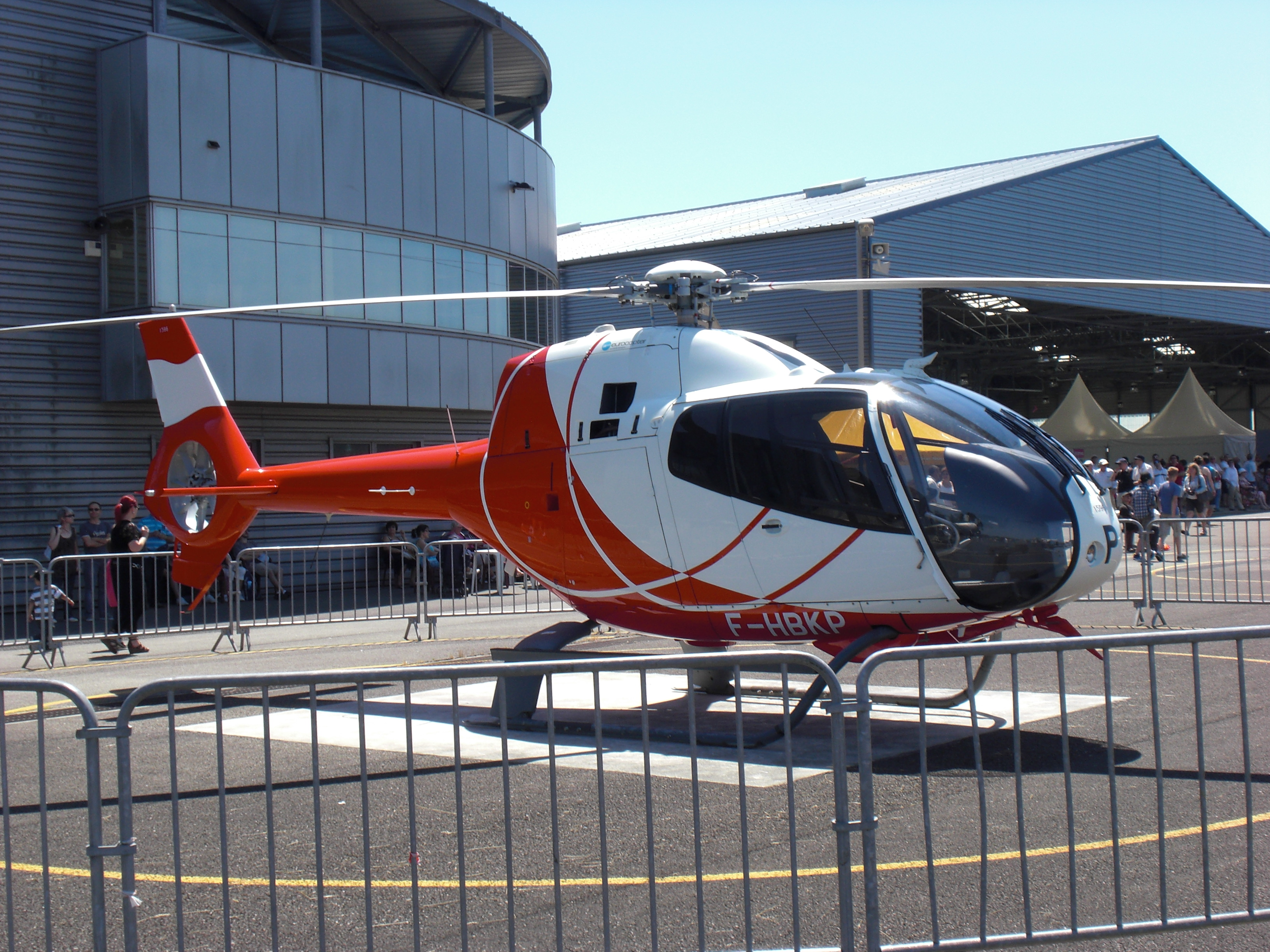
Eurocopter EC-120B Calliope, stationné sur la base militaire de l'aérodrome de Dax - Seyresse.

Si les institutions de l'État et du département sont principalement implantées à Mont-de-Marsan, Dax possède un réseau important d'administrations.
La ville accueille :
- la sous-préfecture des Landes,
- le siège de juridictions de l'ordre judiciaire (tribunal d'instance et de grande instance, tribunal pour enfants, tribunal de commerce, conseil des prud'hommes),
- plusieurs services de sécurité (commissariat, gendarmerie),
- plusieurs services de l'administration fiscale (centre des impôts, trésorerie, douane),
- plusieurs établissements d'enseignement et se services de l'Éducation nationale (I.E.N., collèges, lycée…),
- plusieurs services de santé et de protection sociale (hôpital, hôpital thermal, ASSEDIC, Sécurité sociale, ANPE…),
- une antenne de la DDE,
- l'École de l'aviation légère de l'armée de terre (EALAT) stationnée sur l'aérodrome de Dax - Seyresse.

La rationalisation du réseau des services publics a néanmoins conduit à fermer la succursale de la Banque de France. La réforme de la carte judiciaire menée en 2007 par le Garde des Sceaux Rachida Dati a maintenu le siège d'un tribunal de grande instance à Dax, tout en supprimant le bureau des juges d'instruction, regroupés à terme au sein du pôle de l'instruction des Landes à Mont-de-Marsan.

### Enseignement
Dax dispose de nombreuses structures d'enseignements :
École maternelle :
- École maternelle Antoine de St-Exupéry au quartier de Berre
- École maternelle Galliéni au centre ville (1891)
- École maternelle Albert-Pomade au quartier St Pierre
- École maternelle Lucie-Aubrac au quartier St Vincent, anciennement école de Saint Vincent de Xaintes (1875)
- École maternelle Léon-Gischia au quartier Cuyès

École primaire :
- École primaire Simone-Veil au quartier du Sablar
- École primaire Robert-Badinter au Village des Pins (aile sud école des filles 1952, aile nord école des garçons 1956)

École élémentaire :
- École élémentaire Antoine de St-Exupéry
- École élémentaire Sully au centre ville (1892)
- École élémentaire Lucie-Aubrac au quartier St Vincent[106]

Secondaire :
- Collège d’Albret
- Collège Léonce-Dussarrat dit Léon des Landes (1993)

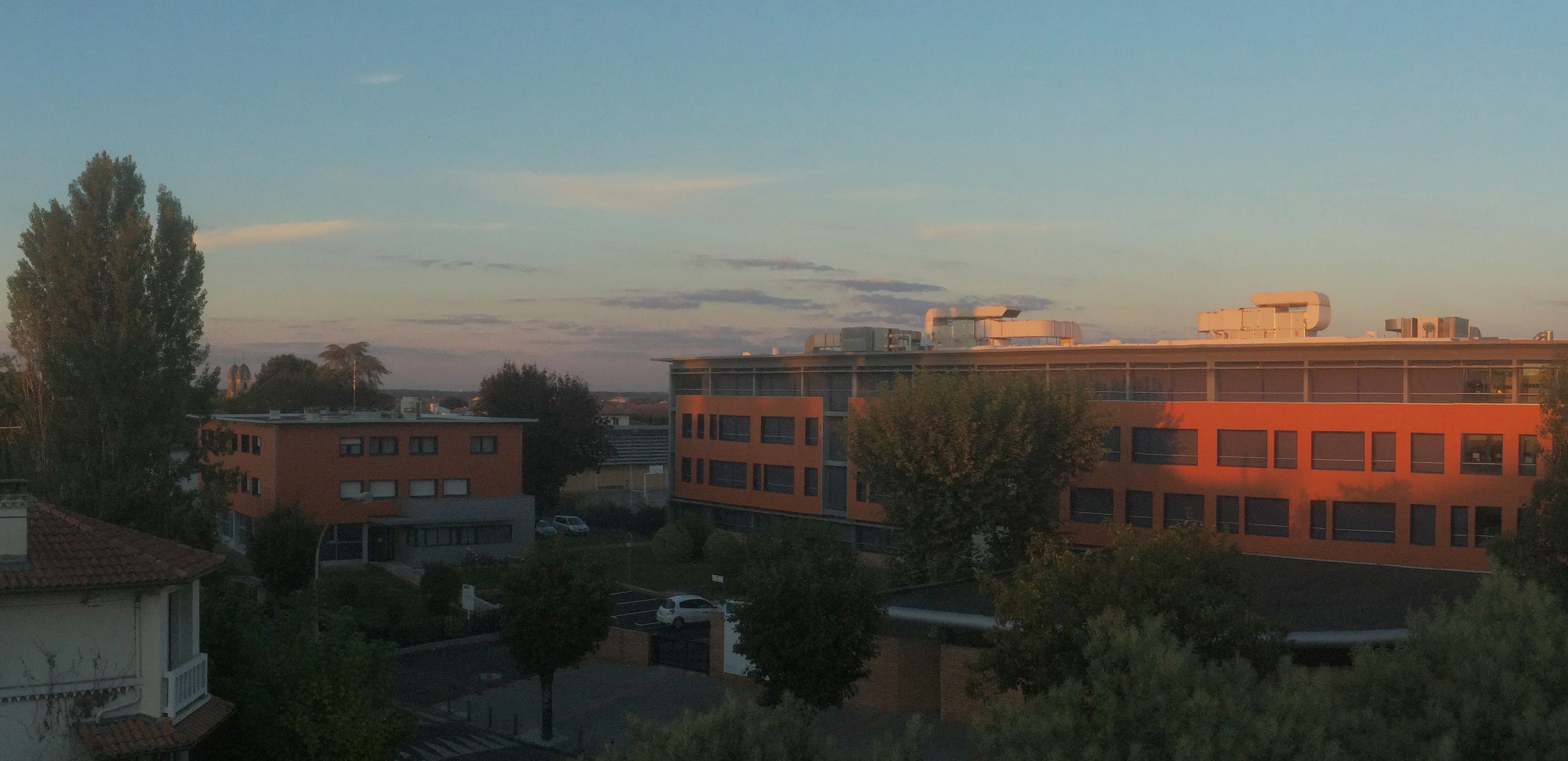
Lycée de Borda, façade avenue Paul-Doumer.

- Lycée de Borda (1963): en termes d'effectifs est le deuxième établissement de l'académie de Bordeaux, il dispense des formations générales, technologiques et professionnelles
- Le groupe scolaire d’enseignement privé St-Jacques de Compostelle (1854)[107]

Enseignement supérieure :

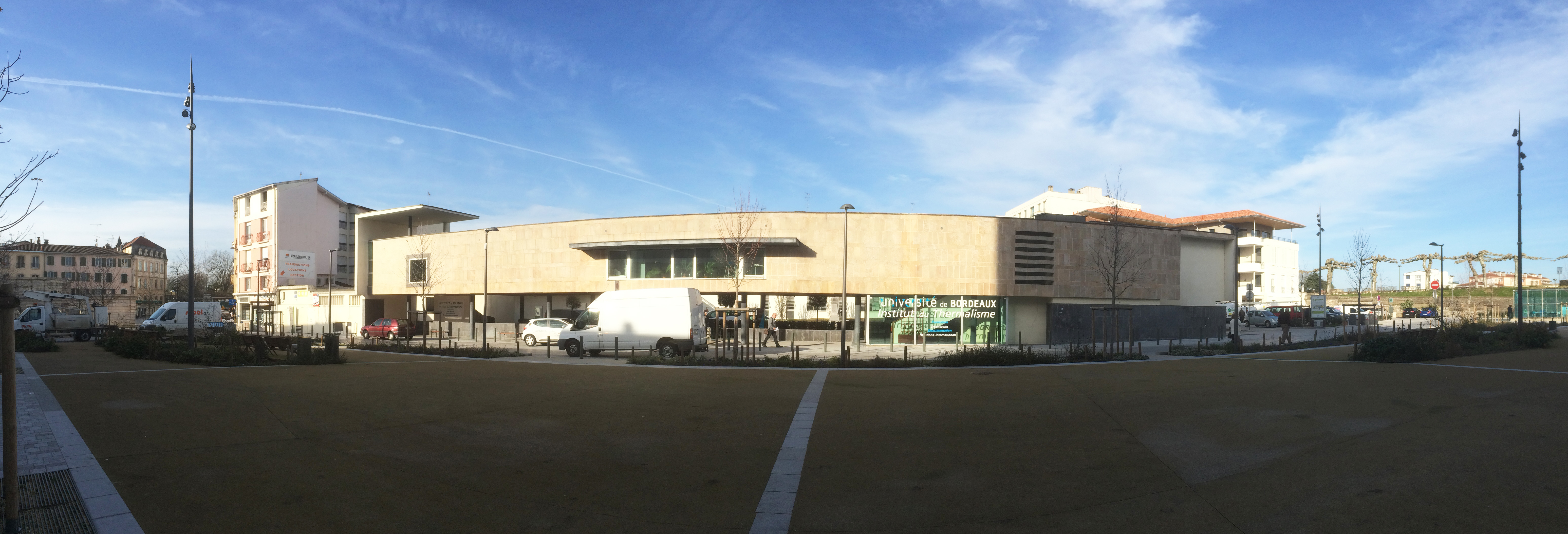
Institut du Thermalisme, esplanade du Général-de-Gaulle.

- Institut du Thermalisme rattaché à l'Université de Bordeaux: Recherche et formation dans le domaine de l’eau et de la santé, PACES (Première Année Commune aux études de Santé de l’université de Bordeaux)
- Institut de Formation en Masso-Kinésithérapie du Centre hospitalier de Dax
- Institut de formation en soins infirmiers du Centre hospitalier de Dax
- Groupe AEN : École Supérieure d’Informatique
- Centre de Formation d’Apprentis des métiers de l’hôtellerie

- Lycée de Borda : BTS assistant de gestion PME-PMI, BTS management des unités commerciales, BTS métiers de l’eau, BTS métiers des services à l’environnement, BTS systèmes numériques, BTS maintenance des systèmes

- Groupe scolaire St-Jacques-de-Compostelle : BTS négociation et digitalisation de la relation client, BTS services et prestations des secteurs sanitaire et social[108]

Anciens établissements :
- École Carnot, au départ appelée école du Tribunal était l'école de filles du quartier Saint-Pierre. En 1875, une école communale laïque s'installe dans la partie est des locaux de l'ancien couvent des Barnabites. En 1911, la vétusté des bâtiments conduit la municipalité à voter sa reconstruction complète, détruisant les derniers vestiges du couvent des Barnabites. La nouvelle école est inaugurée en 1914 elle prend alors le nom d'école Carnot, elle ferme en 1997; Réhabilité en 2006, accueille aujourd'hui une partie des locaux du tribunal et la police municipale[109].
- Couvent des Ursulines (rue sainte Ursule): L'ordre de Sainte Ursule installe un couvent à Dax en 1654 à vocation l'éducation des jeunes filles. En 1790, les 33 religieuses sont contraintes de quitter le couvent à la suite de la nationalisation des biens du clergé, une partie du bâtiment est détruit en 1791. Le couvent accueille en 1801 l'école secondaire. Elle ferme 1803 en raisons d'insalubrité des locaux, elle rouvre à la rentrée 1805. En 1809, l'école cohabite avec le Petit Séminaire. Celui-ci ferme en 1812. En 1853, pour soulager les dépenses de la ville, la mairie sollicite l'évêché pour prendre en charge l'école secondaire. L'école devenue collège ecclésiastique déménage à l'ancien séminaire de Saint-Vincent-de-Xaintes en 1857. Les locaux restent inoccupés pendant plusieurs années jusqu'en 1859 avec l'installation de l'école normale. L'école est divisée en deux, l'école normale dans la partie nord et les frères dans la partie sud. Les travaux d'agrandissement de 1866 font disparaitre une grande partie du couvent originel. L'école des frères est remplacée par une école communale en 1881. La chapelle de l'ancien couvent est détruite lors de l'aménagement de l'esplanade de la fontaine chaude en 1934. L'école normale ferme en 1974. Le site est réhabilité en 2004 avec l'installation de l'Institut du Thermalisme[110].
- Grand séminaire de Saint Vincent de Xaintes (1768) : fermé à la Révolution, un séminaire constitutionnel fonctionne de novembre 1791 à juillet 1793. Le Grand séminaire rouvre de 1814 à 1856 date de son transfert à Aire sur l'Adour, le site devient un collège ecclésiastique en 1857, nommé Institution Notre-Dame en 1880. À la suite de la loi de séparation des Églises et de l'État de 1905, l'établissement de l'Institution Notre-Dame est attribué à la ville. Le conseil municipal le transforme en collège de jeunes filles en 1912. Jugé trop vétuste il est totalement détruit en 1993 pour laisser place au collège Léonce-Dussarrat. À l'emplacement de l'ancien séminaire se trouvent aujourd'hui les terrains de sport. Seule demeure la porte d'entrée du séminaire, déposée et remontée à l'intérieur du collège[111].
- Couvent des Capucins construit au xviiie siècle, il est transformé en maison de réclusion sous la Terreur, il devient une caserne en 1825. En 1862 les filles de la Croix, dites sœurs de Saint-André y fonde un orphelinat et ouvroir de jeunes filles. L'école ferme en 1903 puis rouvre en 1933 et l'année suivante est créé un jardin d'enfants. En 1948, l'école accueille ses premiers enseignants laïques, puis devient un lieu d'enseignement mixte l'année suivante. En 1953 s'ouvre un cours secondaire puis un lycée en 1956. En 2003, l'établissement fusionne avec le groupe scolaire privé Saint-Jacques de Compostelle (réf. IA40002299), et ferme définitivement ses portes le 30 juin 2004. L'ensemble est démoli en 2007 en vue d'un projet de construction de logements qui ne verra pas le jour. Lors des fouilles préventives, 192 tombes du couvent des Capucins, datées du XVIIe au XIXe siècle, ont été découvertes. Le terrain acquis par la ville est devenu le parking Chanzy[112].
- Grand séminaire des lazaristes Notre-Dame-du-Pouy : Amanda de Lupé fait donation du Pouy aux lazaristes en 1844. La donation concerne environ 8 ha autour du Pouy et de la tour de Borda. Le site prend le nom de Notre-Dame-du-Pouy et les 4 premiers religieux s'installent le 21 novembre 1845. La congrégation se développe rapidement et souhaite faire de Notre-Dame-du-Pouy un lieu de formation pour les séminaristes ayant suivi l'enseignement secondaire à l'École apostolique du Berceau située à Saint-Vincent-de-Paul. Le séminaire (noviciat) ouvre en 1881. Les derniers étudiants quittent le séminaire en 1969. À partir de 1970, une partie des locaux sont loués à l'hôpital public pour héberger des curistes. En 1977, les derniers religieux quittent le grand séminaire pour s'installer dans un bâtiment neuf construit à 50 mètres à l'est, appelé "Résidence de la mission". Cette même année, les lazaristes signent un contrat avec la Compagnie Thermale pour créer « l'hôtel du Pouy » qui accueillera jusqu'à 300 curistes par saison. L'établissement ferme définitivement ses portes en 2003 et reste désaffecté aujourd'hui[113].

### Culte
- Église évangélique Assemblée de Dieu[114].
- Temple de l'Église réformée.

### Sports
La ville répartit environ 70 associations sportives sur une dizaine de complexes.

#### Principaux clubs
- l'Union sportive dacquoise, club de rugby à XV, et sa structure omnisports ;
- le Jeanne d'Arc Dax, club omnisports possédant une section football américain, les Knights de Dax fondé en 2009 ;
- le Dax Gamarde Basket 40, club de basket-ball associant la ville de Dax de 2010 à 2024 à celles de Gamarde-les-Bains et de Goos.

#### Équipements sportifs
- Stade Maurice-Boyau, stade omnisports où réside principalement l'équipe de rugby à XV de l'US Dax ;
- Stade Colette-Besson, stade omnisports où réside principalement l'équipe féminine de rugby à XV de l'US Dax ;
- Stade André-Darrigade, stade omnisports où résident principalement les équipes de la JA Dax ;
- Stade du Gond ;
- Stade du Sablar ;
- Trinquet des Charmilles ;
- Terrain de Cuyès ;
- Hippodrome de Saint-Paul-lès-Dax.

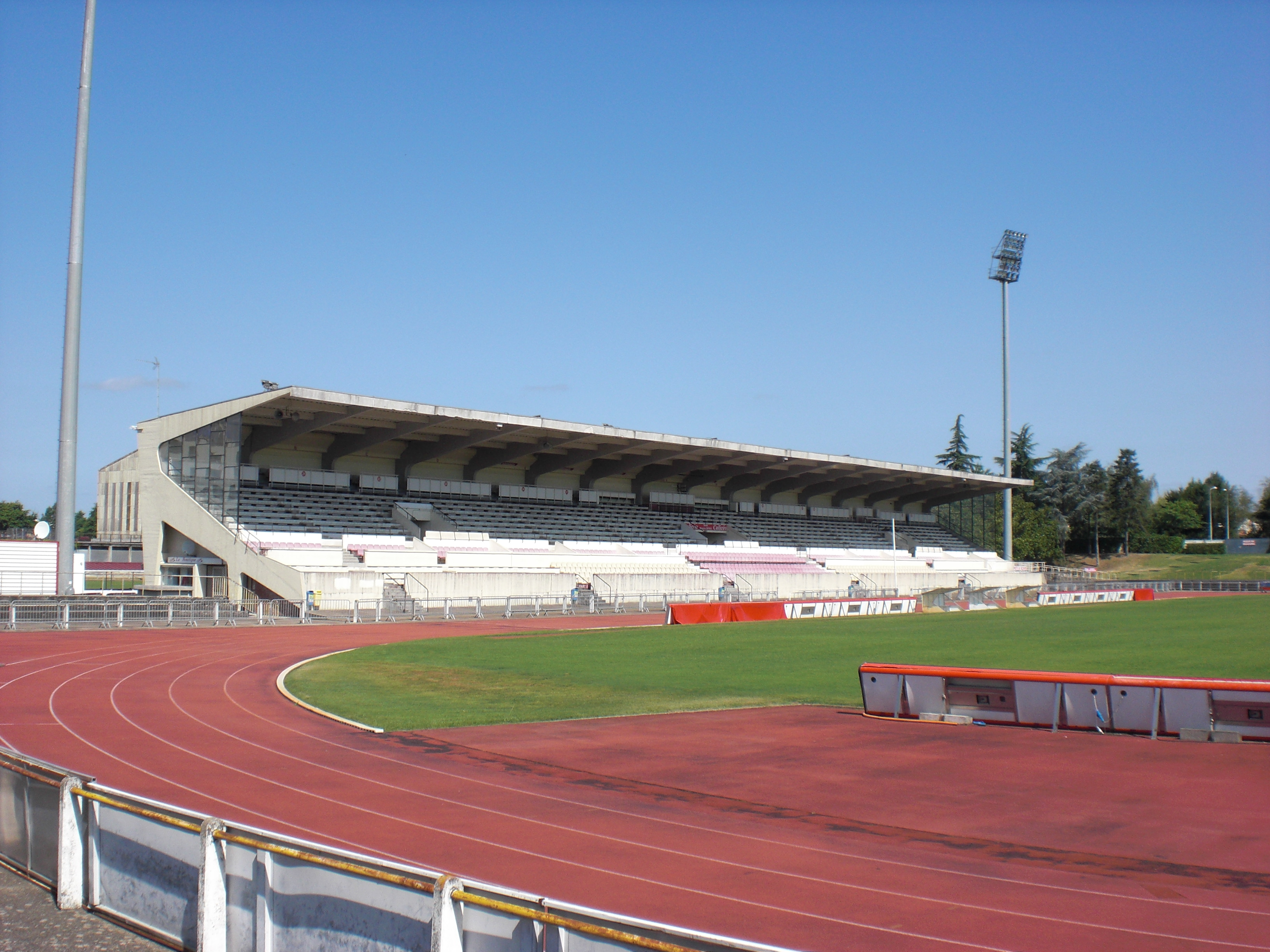
Tribune honneur du stade Maurice-Boyau.
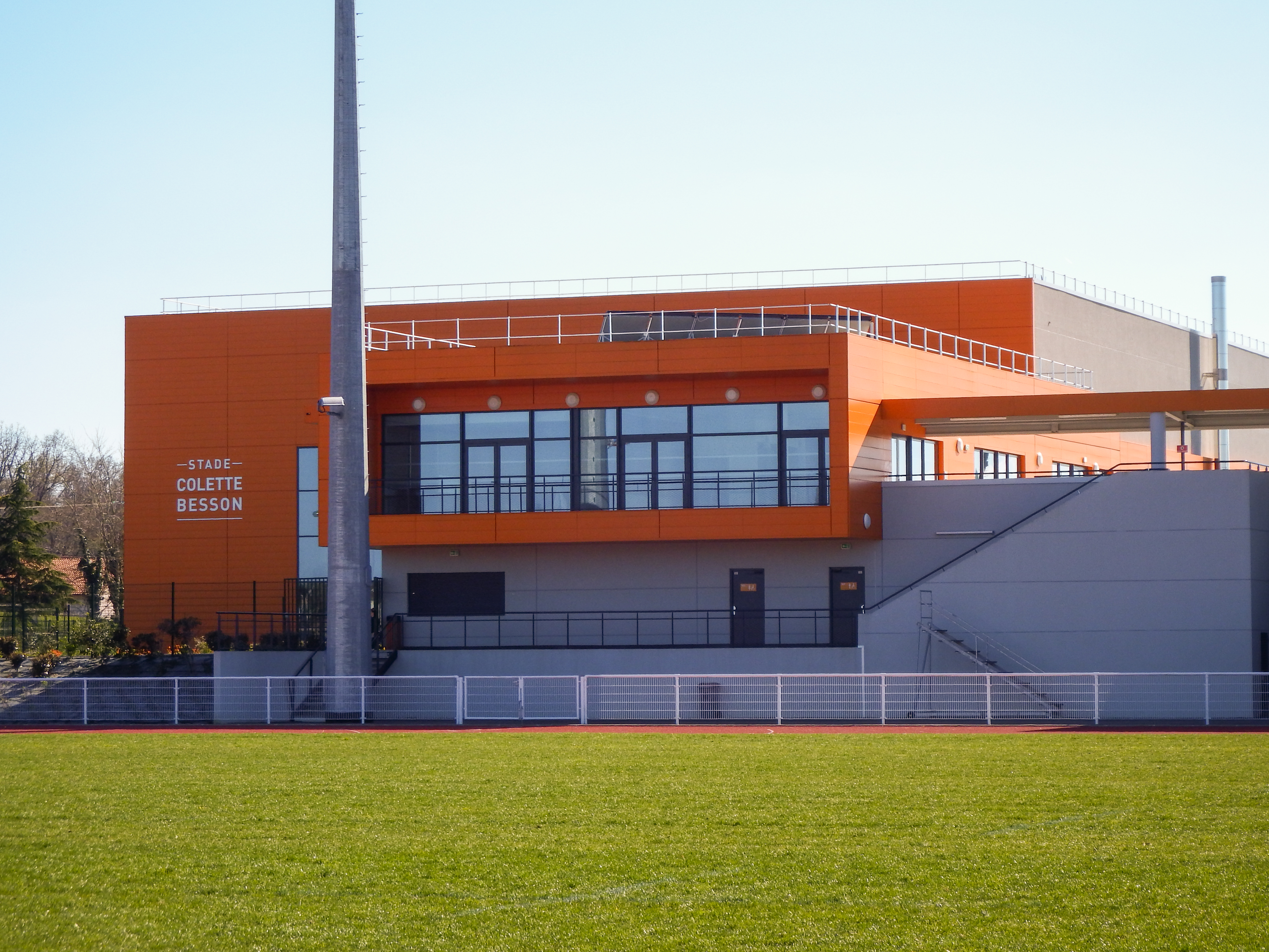
Bâtiment principal du stade Colette-Besson.

### Manifestations culturelles et festivités

#### Les fêtes de Dax
Dans la tradition gasconne des festivités estivales, les fêtes de Dax, désignées depuis les années 2000 sous le slogan « Dax la feria ! », sont organisées généralement entre la deuxième et troisième semaine d'août, et attirent en moyenne 800 000 personnes.
Elles sont ainsi organisées, pendant cinq jours, autour d'une grande feria taurine, articulée autour de cinq corridas, une corrida de rejon, une novillada piquée et deux novilladas sans picador. La ville est membre du l'Union des villes taurines françaises.

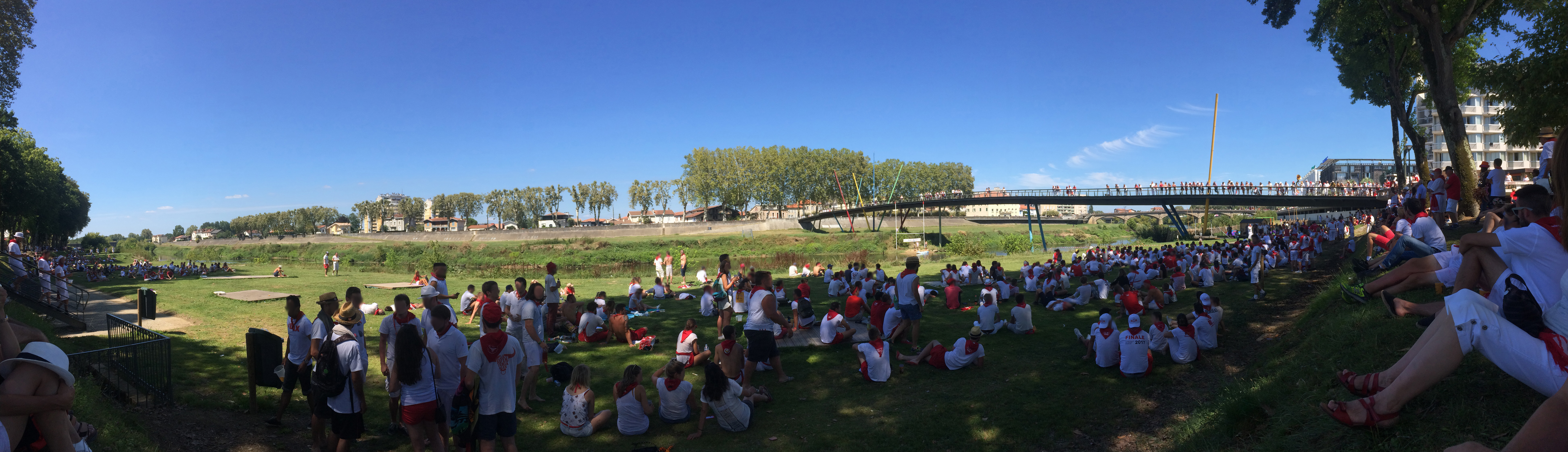
Berges de l'Adour, Drop'Adour, féria 2017.

#### Toros y Salsa
Dax accueille également Toros y Salsa, un festival mêlant musique salsa et corridas durant trois jours au milieu du mois de septembre, dans le cadre du parc des Arènes.

#### Festival Satiradax
En mai ou juin, le festival Satiradax réunit les modes d'expression et les arts relatifs à la caricature et la parodie : au travers de sketchs, du dessin de presse, de la littérature, du cinéma, d'expositions, de concerts et de débats.
Il est organisé sur quatre jours par le dessinateur de presse Marc Large et l'association Satirailleurs en partenariat avec la mairie de Dax et avec l'aide de bénévoles.

## Économie

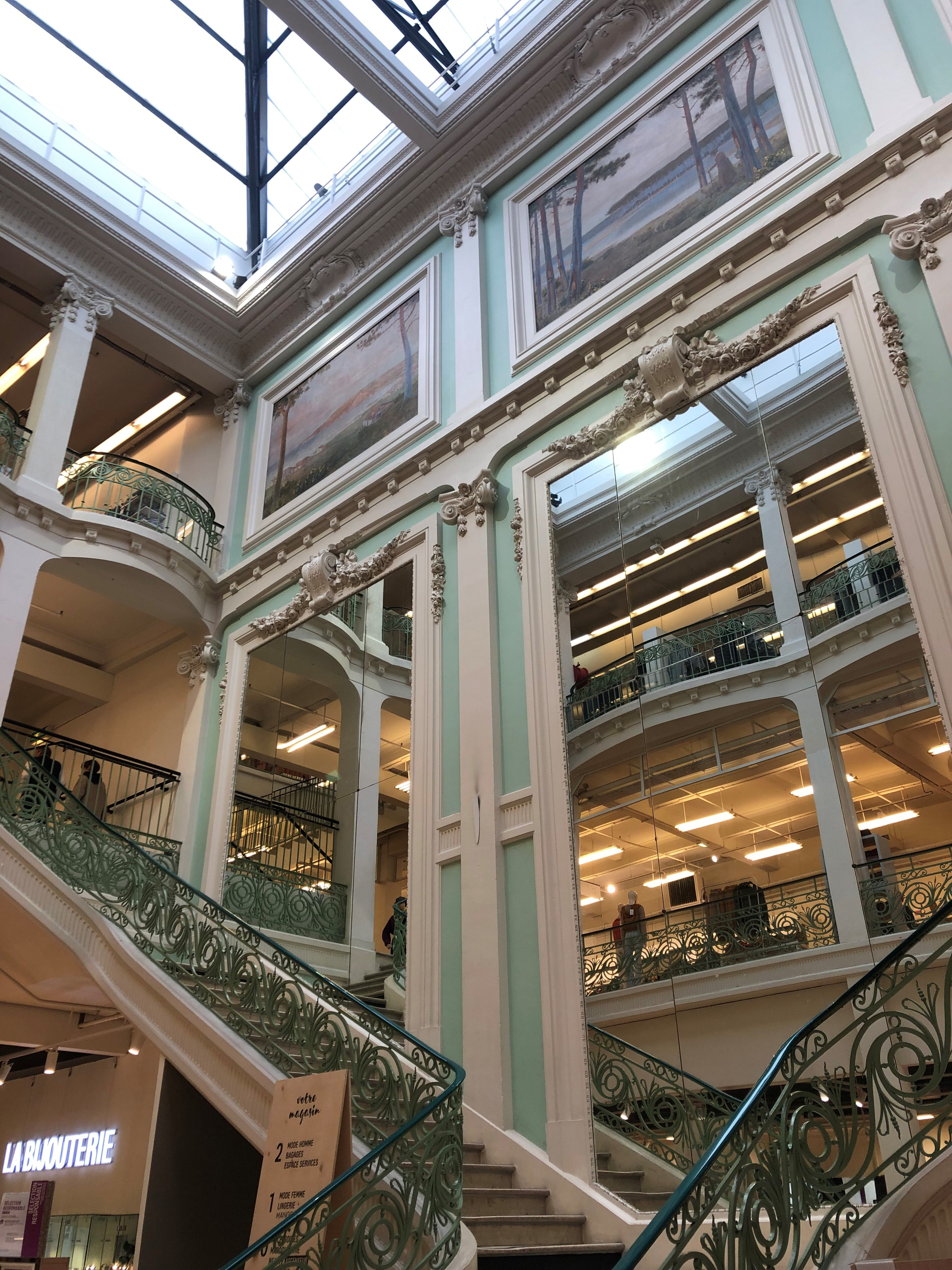
Intérieur des Nouvelles Galeries.

- Le secteur tertiaire : le secteur des services est le mieux représenté à Dax. Le tourisme, dynamisé par le thermalisme, la situation géographique (au cœur des Landes, proche des plages, du Pays basque et de l'Espagne), et les fêtes estivales (août et septembre), a engendré la création d'un grand nombre d'établissements hôteliers et de restauration. Le commerce bénéficie de cette aubaine, et les boutiques (habillement, gastronomie, etc.) sont nombreuses dans le secteur piétonnier.
- Le thermalisme : l'économie de la ville de Dax repose essentiellement sur le thermalisme (ses eaux thermales, ses boues permettent des applications thérapeutiques particulièrement efficaces contre les rhumatismes), qui lui procure une grande partie de ses emplois et de sa richesse. La cité reçoit 50 000 curistes par an, attirés par la réputation de la station dans les domaines de la phlébologie, de la gynécologie et de la rhumatologie. Cette affluence en fait la première station thermale de France, devant Balaruc, Vichy, Vittel. Depuis 2009, avec la cure en rhumatologie, la station de Dax et ses 15 établissements thermaux proposent une prise en charge spécifique de la fibromyalgie.
- L'industrie : moins important, le secteur industriel implanté à Dax est favorisé par les dessertes de transport (ligne Paris-Bordeaux-Irun, Fret et TGV, autoroute A 63 à proximité). Ainsi, la ville produit les boues nécessaires à l'activité thermale (1 500 tonnes par an), du sel (extrait par forage dans une commune proche puis raffiné sur Dax, 50 000 tonnes par an), de l'eau minérale (25 millions de bouteilles par an), du film plastique (20 000 tonnes par an, dont 5 000 à l'export), du papier (270 millions de m2 par an, dont 60 % à l'export)…
- La ville possède une antenne de la Chambre de commerce et d'industrie des Landes.
- Le rugby à XV : le club sportif local de l'Union sportive dacquoise, ayant longtemps évolué en première division nationale et ayant fourni de nombreux internationaux français, participe via son image à l'attractivité de la ville au niveau national et au développement de son économie[117].

## Culture locale et patrimoine

### Lieux et monuments

#### Administration
- Hôtel de ville : installé dans l'Hôtel de Chièvre (XVIIe siècle)
- Sous préfecture

#### Justice
- Palais de justice

#### Vestiges antique
- Crypte archéologique
- Enceinte gallo-romaine

#### Édifices religieux
- Cathédrale Notre-Dame Sainte-Marie : de style classique, sa construction débute au XVIIe siècle et s'achève à la fin du xixe siècle. Elle est la troisième cathédrale bâtie sur le site, la première de style roman construite autour des xe siècle et xie siècle est remplacée par une deuxième de style gothique bâtie entre le xiiie siècle et le début du xive siècle. Celle ci s'effondre en 1646 à la suite des travaux de fortifications de 1521 à 1523, seul subsiste de cette époque le portail des Apôtres, dans le bras du transept nord, classé en 1884[67].Le portail des Apôtres

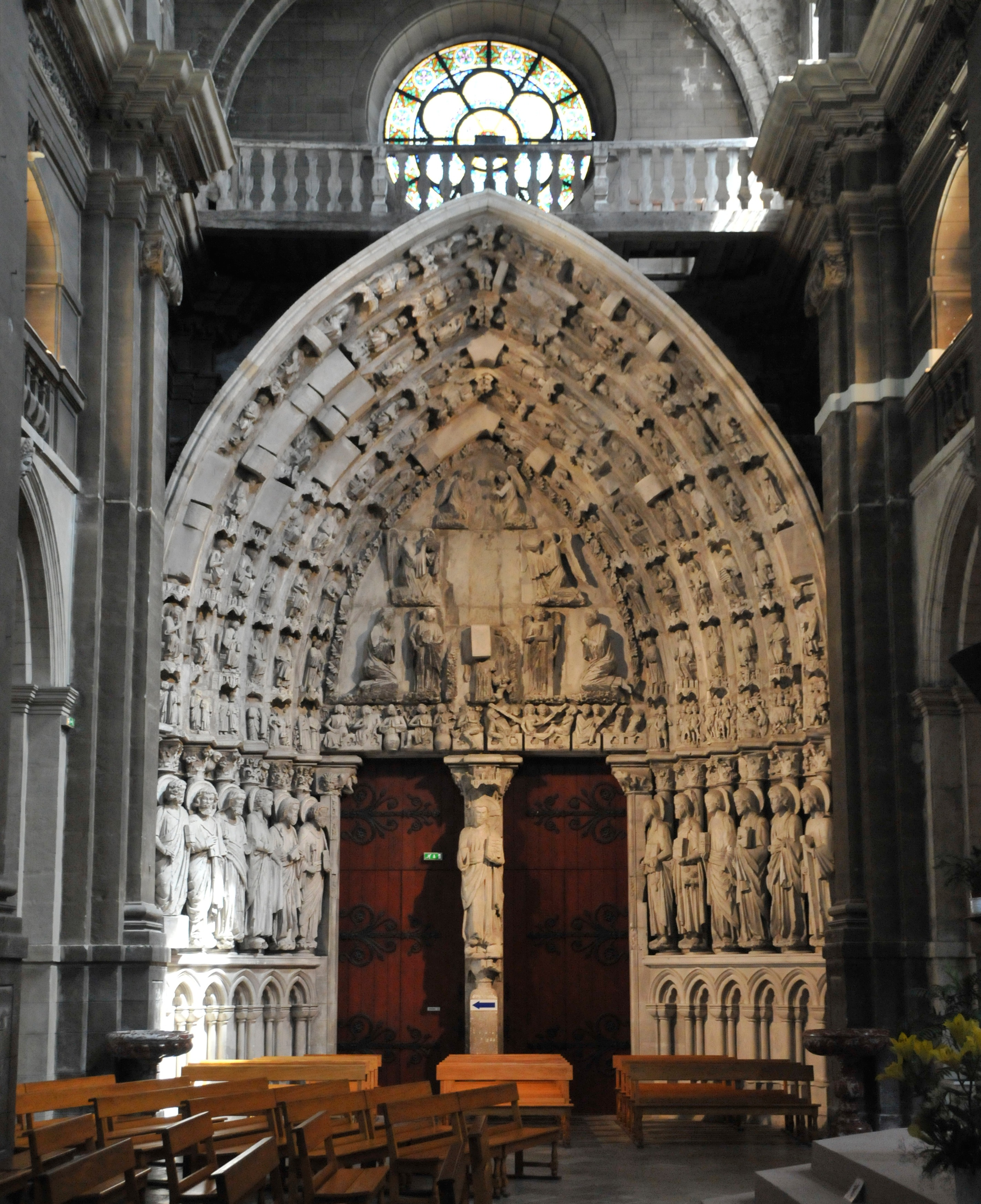
Le portail des Apôtres

- Église Saint-Vincent-de-Xaintes, rue des Écoles. Au sud-ouest de Dax, Saint-Vincent-de-Xaintes porte le nom du premier évêque de la ville. Le saint évêque aurait été martyrisé à cet endroit. Construite sur l'emplacement d'une basilique du XIe siècle, érigée elle-même sur un temple gallo-romain, l'église actuelle, de style néo-roman, date de 1893. Elle conserve de cette basilique le Christ qui se trouve au-dessus de la porte d’entrée. La vie du saint est retracée sur les beaux vitraux centraux du sanctuaire. Au milieu de la nef on a placé et restauré une superbe mosaïque du IIe siècle, vestige du temple romain.
- Église Saint-Esprit du Gond, avenue Francis-Planté.
- Chapelle Notre-Dame-du-Sacré-Cœur, rue Paul-Lahargou (groupe scolaire Saint-Jacques-de-Compostelle).
- Chapelle des Dominicaines, rue Gambetta. Saint-Vincent fut une commune jusqu'en 1861, derrière l'église, se situe le couvent des Dominicaines qui fut couvent des Clarisses au XVIe siècle.
- Ancienne chapelle du grand séminaire, avenue Francis-Planté (centre pastoral Jean-Paul II).
- Chapelle de l'ancien grand séminaire Lazariste Notre-Dame du Pouy, rue des Lazaristes.
- Ancienne chapelle, rue des Fusillés (bibliothèque municipale).
- Chapelle Saint-Eutrope, rue Labadie (hôpital thermal).
- Chapelle Saint-Martin, route du Lanot.
- Chapelle des toreros dédiée à la Vierge, boulevard Paul-Lasaosa (aux arènes).
- Chapelle des Baignots, boulevard Carnot.
- Temple réformé, boulevard Carnot.
- Église évangélique, avenue Paul-Doumer.
- Salle du royaume des témoins de Jéhovah, rue du Château-d'Eau.

#### Divers

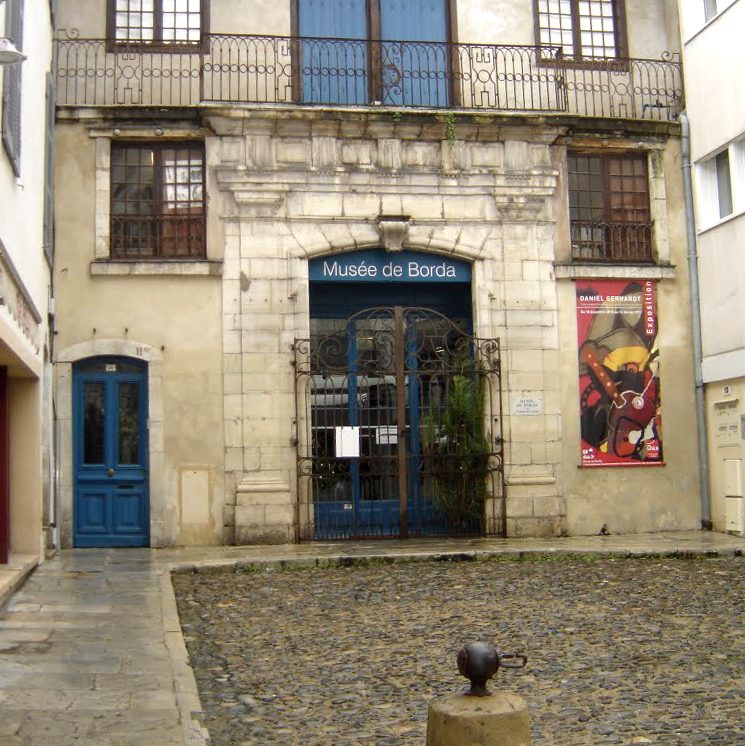
Musée de Borda, rue des Carmes.

- Hôtel Saint-Martin-d'Agès. Ancien hôtel particulier, à portail et cour intérieure, de belle facture. Il date du XVIIe siècle. En 1659-60, Anne d'Autriche et le cardinal Mazarin y séjournèrent.
- Hôtel Neurisse (XVIIe siècle, aujourd'hui Centre culturel, abritant une fontaine du XVIIIe),
- Banque de France (XVIIIe siècle),

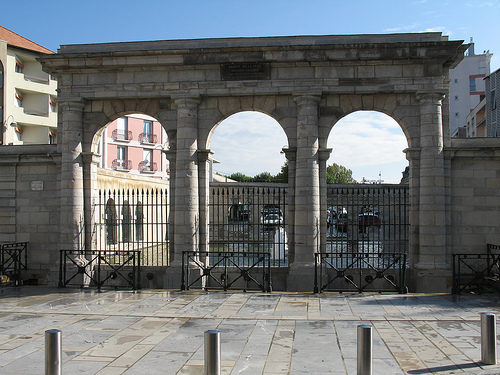
Fontaine chaude.

- Fontaine chaude.Bibliothèque municipale (bâtiment du XVIe siècle), maison de Saint-Vincent-de-Paul (XVIIe siècle)

- Fontaine chaude ou Source de la Nèhe.

- Hôtel Splendid. Les plans d’architecture et les projets de décoration sont signés André Granet. Dès 1925, Albert Pomade et Jean Prunetti, associés de Granet participent à la conception. Le bâtiment est inauguré en 1929. La hauteur des plafonds et la largeur des pièces rappellent que l’Art déco a vu le jour à une époque où l'on avait la « folie des grandeurs ». Le contraste entre le volume des pièces et le mobilier tassé donne une impression de hauteur encore plus importante. Il comporte 162 chambres, et fait partie d'un ensemble avec l'Atrium Casino voisin.
- Atrium Casino.

- Pont Vieux. L'Adour fut durant longtemps le premier axe de communication du département. Il reliait Dax avec l'ensemble des villes importantes de la région : Bayonne, Port-de-Lanne, Aire-sur-l'Adour, Grenade… Un pont fortifié en pierre fut édifié au xive siècle, mais il fut emporté par une crue en 1770. Remplacé par plusieurs ponts de bois successifs, on le substitue définitivement en 1857 par le Pont Vieux de pierre, principale voie de passage entre le Sablar et le reste de la ville.
- Hôtel les Thermes. Hôtel à l'architecture résolument moderne (1992), conçu par Jean Nouvel.

- Trou des Pauvres. Il est situé sur les berges de l’Adour. Autrefois, les malades sans ressources venaient s'y baigner pour profiter de la boue chaude;
- Le monument aux morts des anciens instituteurs landais réalisé par l'architecte Albert Pomade et le sculpteur Ernest Gabard[118]. Situé dans la cour de l'ancienne École normale, aujourd'hui l'Institut du Thermalisme, il est inscrit au titre des monuments historiques[119].
- L'ancien hôtel des Baignots.

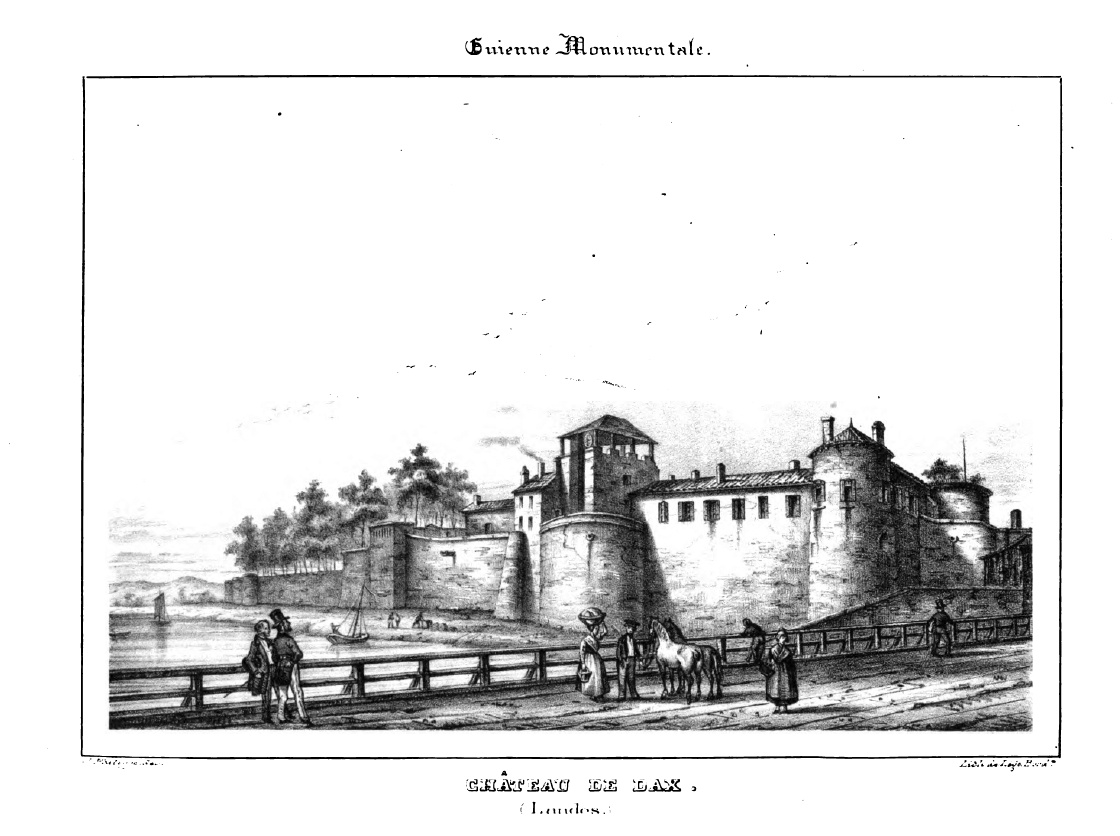
Arènes de Dax. Elles furent construites en 1913, puis agrandies en 1932.
- La Tour de Borda, monument d'apparat aujourd'hui à l'abandon sur la colline du Tuc.
- Le cimetière Saint-Pierre de Dax.
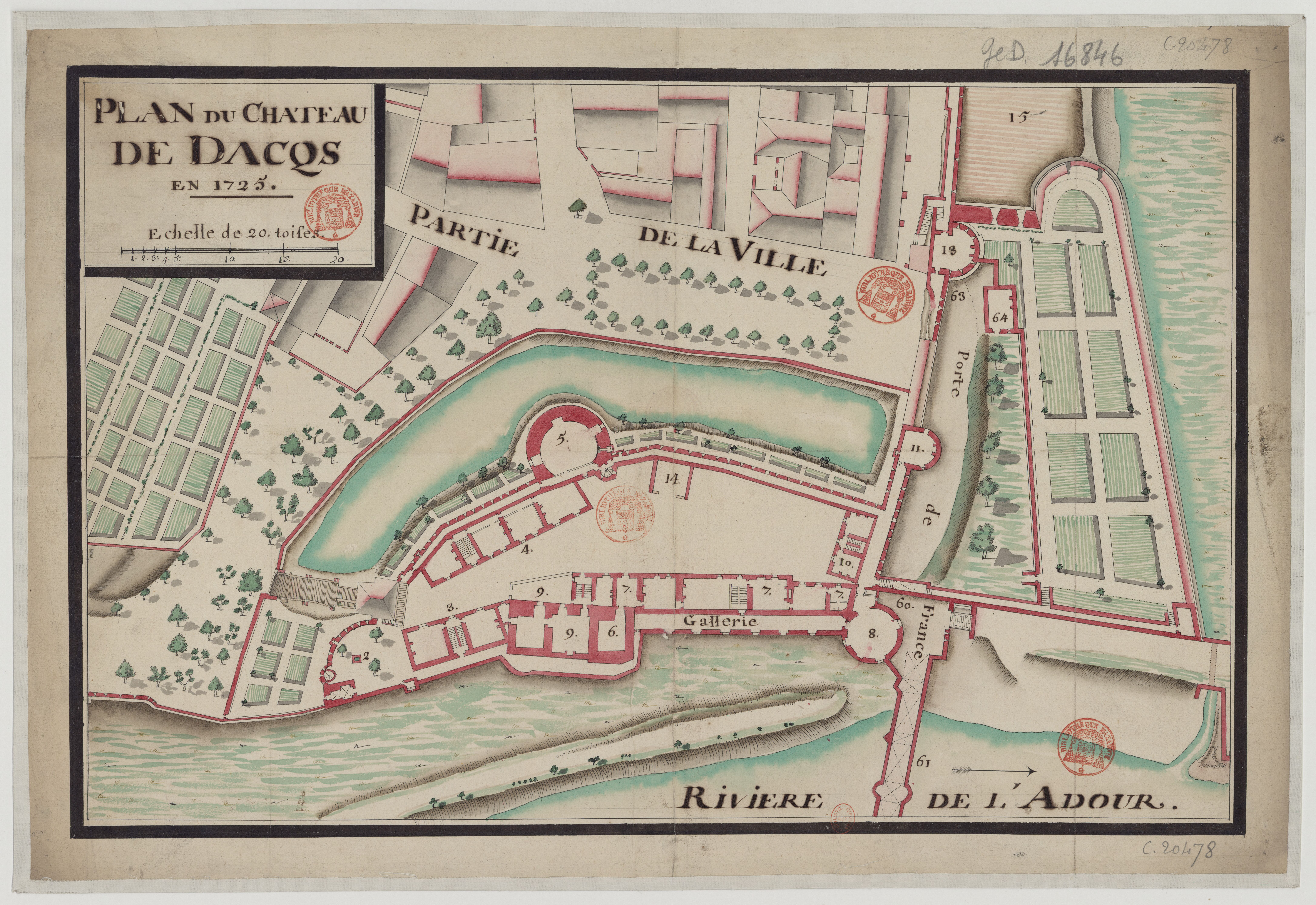
Château fort de Dax disparu (détruit en 1891). Bati entre le xiie siècle et le xiiie siècle. Il était la résidence officiel du prévôt de Dax au xive siècle. Alfred de Vigny y resta quelques mois en tant que lieutenant. Désaffecté en 1888, le château est détruit en 1891 pour être remplacé en 1894 par l'établissement Dax - Salins - Thermal, construit par l'architecte Pierre Esquié, que prolongeait un casino. En juillet 1926, un incendie ravage les deux bâtiments. C'est alors qu'Eugène Milliès-Lacroix, maire de Dax, fait édifier un palace luxueux, l'Hôtel Splendid signés André Granet et Roger-Henri Expert. L'édifice est construit en 1928 et inauguré en octobre 1929. Il forme un ensemble avec l'Atrium Casino.  - Château de Dax en 1842
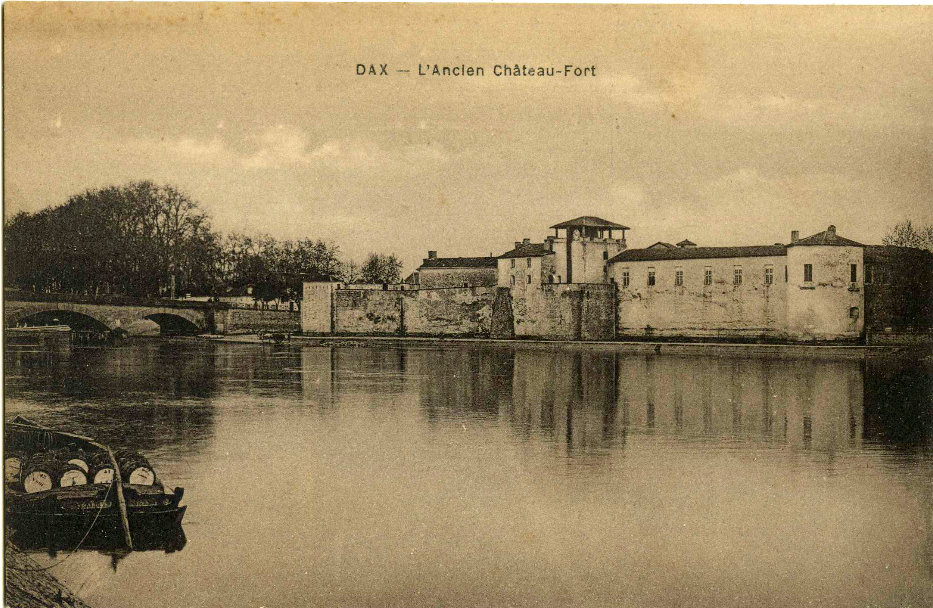
Fin XIXème
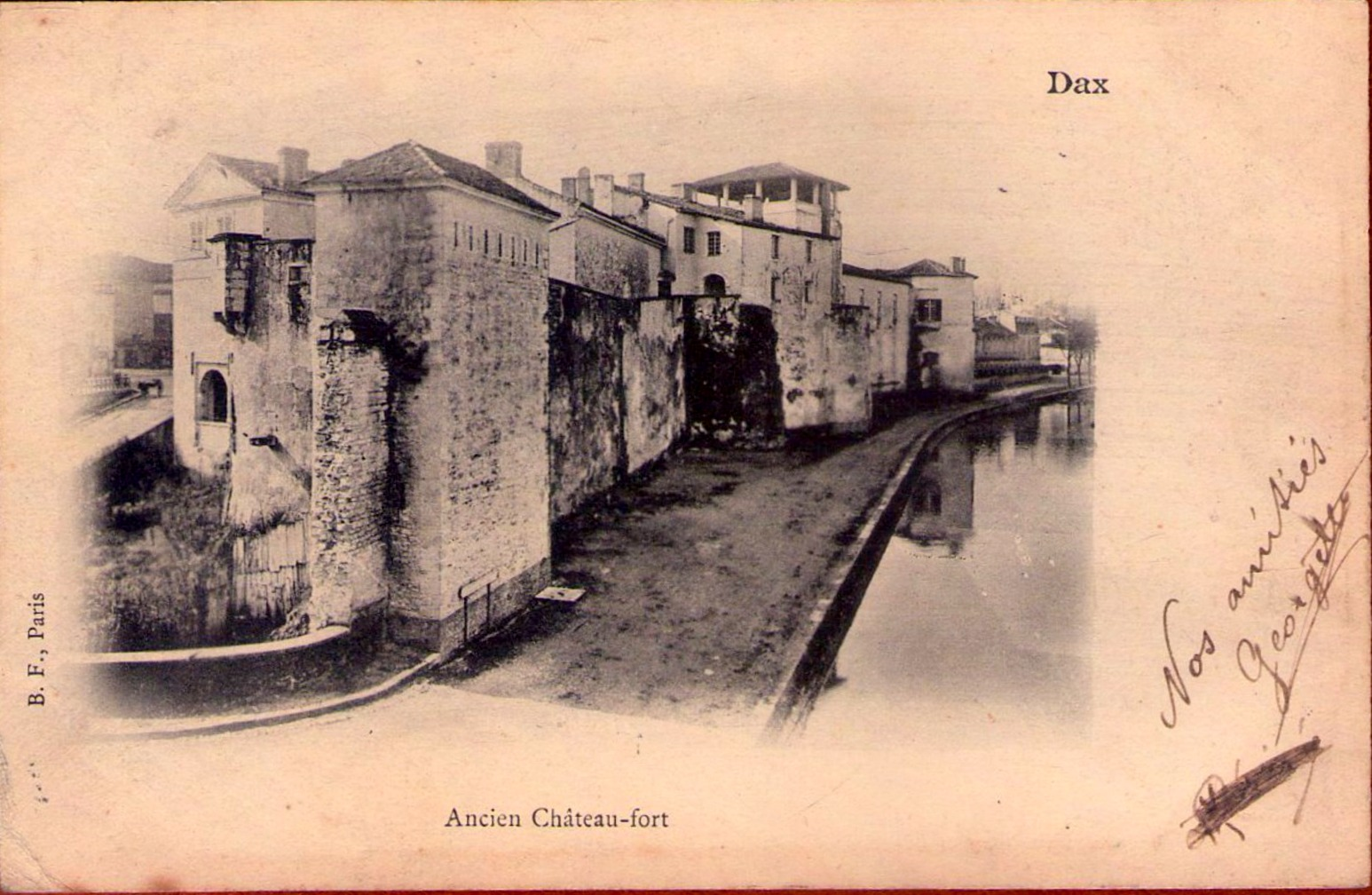
Autre vue du château
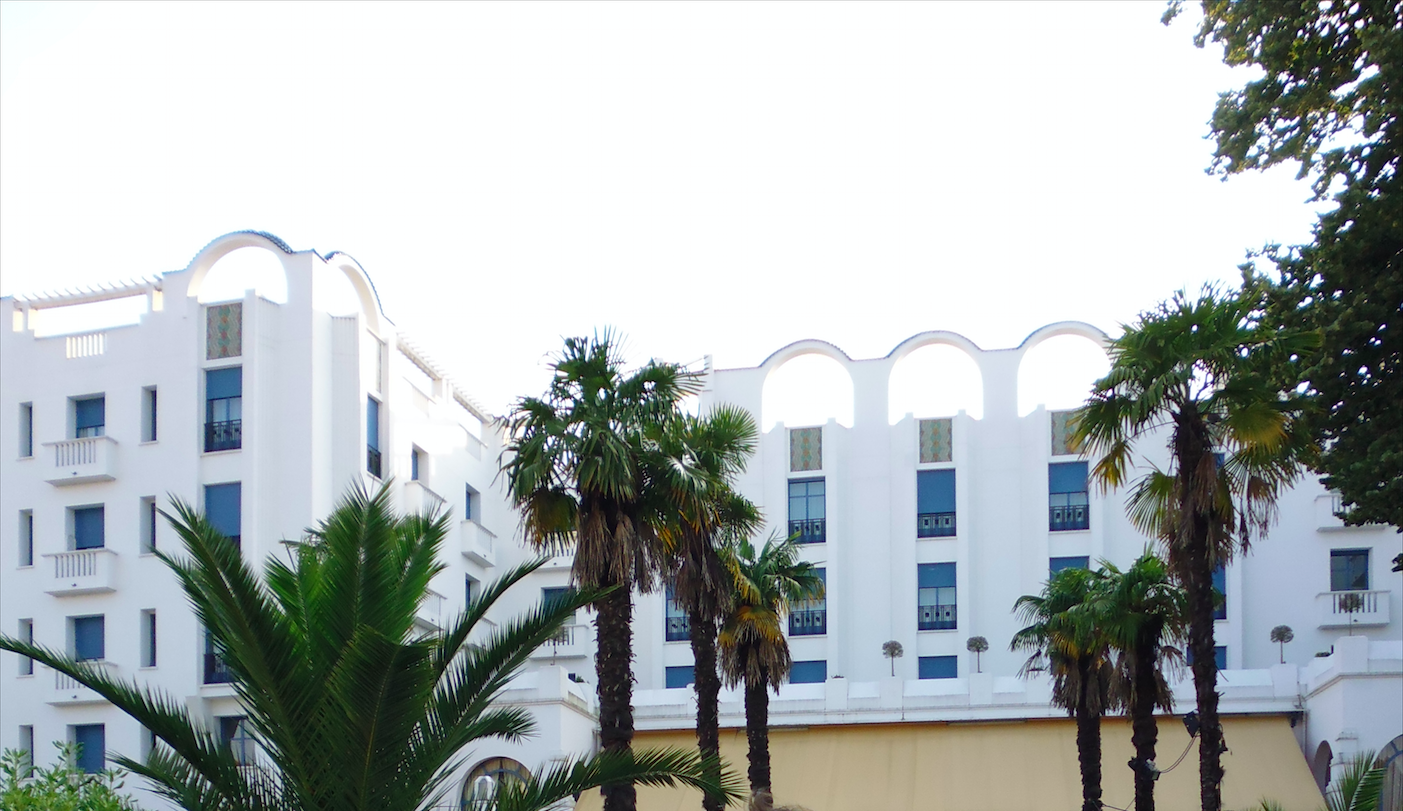
Hôtel Splendid, 1928
  - Plan du château en 1725
  - Fin XIXème
  - Autre vue du château
  - Hôtel Splendid, 1928

### Musées
- Musée de Borda. 1807 Installé dans l'ancienne chapelle du couvent des Carmes de 1523,

- Musée Georgette-Dupouy. Peintre universel (Paris 1901 - Dax 1992). Soixante toiles signées Georgette Dupouy y sont présentées en permanence. Les œuvres de cette artiste ont fait le tour du monde aux côtés des plus grands noms de la peinture contemporaine.
- Musée de l'Aviation légère et l'Armée de terre et de l'hélicoptère. Unique en France, ce musée a été mis en place par d'anciens militaires. Il présente, dans un vaste hall de 2 000 m2, l'une des plus belles collections européennes d'avions et d'hélicoptères de combat anciens. Une galerie expose de nombreux documents photographiques, des trophées, une impressionnante collection de maquettes et de diaporamas sur l’histoire de l'Alat, de la Seconde Guerre mondiale et de la guerre d'Indochine. Ce musée travaille en liaison avec le musée de l’Air et de l'Espace du Bourget.

### Parcs et jardins
- Parc du Sarrat ;
- Bois de Boulogne ;
- Square Max-Moras ;
- Parc Théodore-Denis
Parc principal du centre ville au bord de l'Adour, entre le vieux pont et les Arènes. De nombreux évènements y sont organisés.

La commune est l’une des trois communes des Landes auxquelles le conseil national de villes et villages fleuris a attribué la distinction maximale de quatre fleurs, avec Hagetmau et Mimizan.

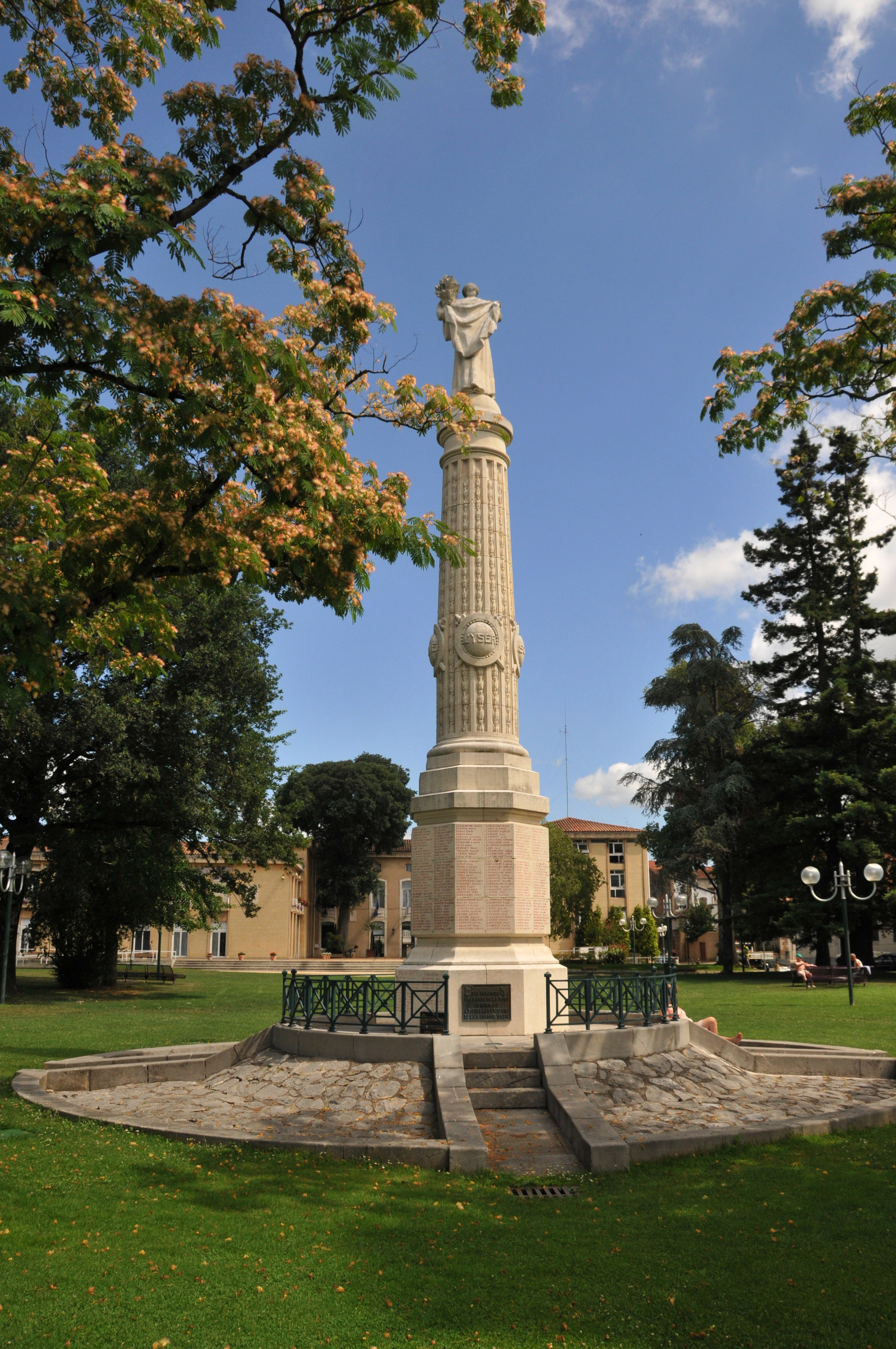
Monument aux morts, square Max-Moras.
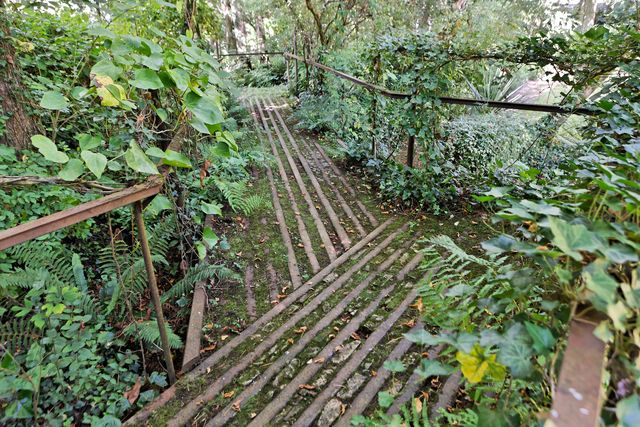
Chemin végétalisé, parc du Sarrat.
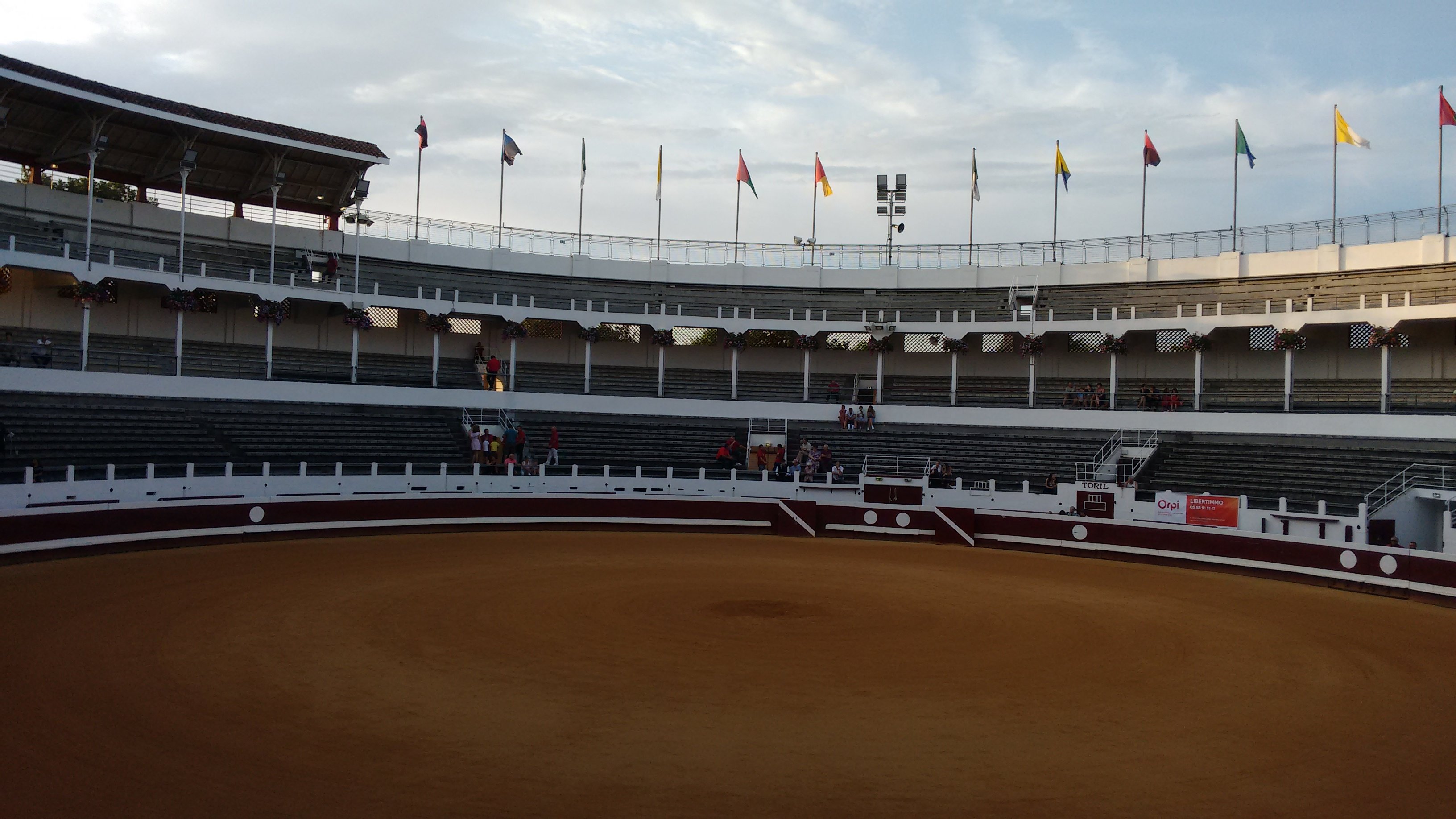
Arènes de Dax, parc Théodore-Denis.
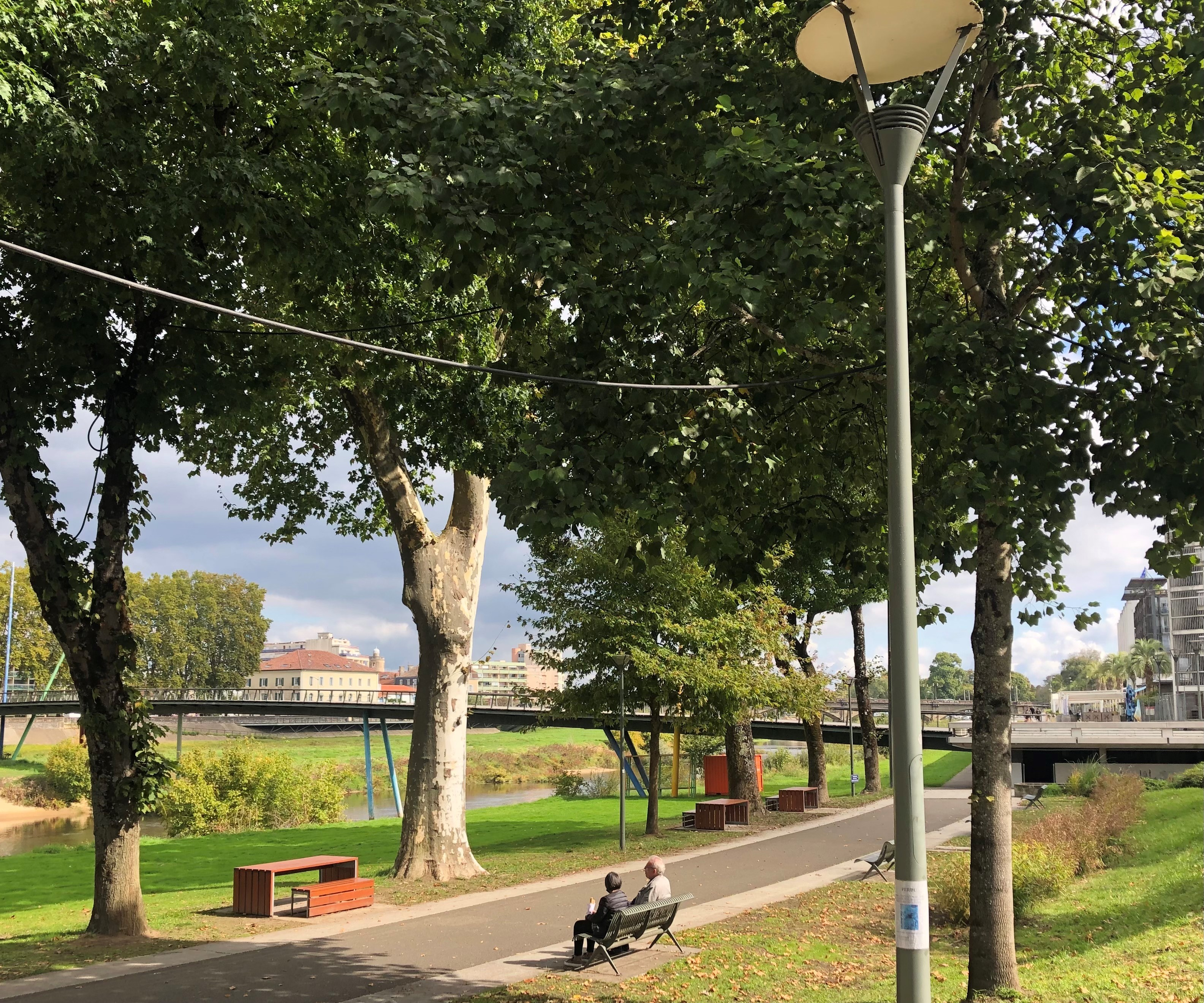
Berges de l'Adour.

### Personnalités liées à la commune

#### Antiquité
- Vincent de Xaintes, saint et martyr chrétien.

#### XVIIesiècle
- Bertrand de Compaigne (1607-1676), chroniqueur et faussaire né et mort à Dax ;
- François Antoine (1695 - 1771) connu pour avoir combattu la Bête du Gévaudan.

#### XVIIIesiècle
- Jean-Charles de Borda, né en 1733 à Dax, mathématicien ;
- Jean-Baptiste de Grateloup (1735-1817), graveur et peintre ;
- Marguerite Rutan (1736-1794), religieuse catholique, Fille de la charité, première supérieure de l'hôpital Saint-Eutrope de Dax, guillotinée à Dax le 9 avril 1794 ;
- Jean-Jacques d'Argoubet (1762-1844), général ;
- Bernard Lucat, médecin et homme politique, né à Dax et maire de la ville ;
- Ulysse Darracq (1798-1872), botaniste, pharmacien et naturaliste.

#### XIXesiècle
- Hector Serres (1807-1899), maire de Dax, pharmacien et scientifique ;
- Alexandre Ozanne (1808-1888), architecte mort à Dax ;
- Bernard-Gabriel-Xavier d'Abbadie de Barrau (1820-1893), homme politique ;
- Gustave Loustalot (1826-1898), homme politique, député des Landes.
- Jean Besselère (1828-1913), religieux catholique, journaliste et historien local ;
- Henry du Boucher (1835-1891), paléontologue, minéralogiste et géologue ;
- Paul Joseph Corta (1837-1900), artiste peintre ;
- Jacques-François Abbadie (1838-1913), magistrat et historien ;
- Eugène Dufourcet (1839-1900), historien ;
- Raphaël Milliès-Lacroix (1850-1941), maire de Dax, sénateur, ministre des colonies ;
- Rémi d'Avezac de Moran (1851-1912), journaliste et militant royaliste ;
- Paul Lahargou (1855-1941), religieux, écrivain et professeur, fondateur du collège Notre-Dame du Sacré-Cœur ;
- Ferdinand Puyau (1857-1947), écrivain et avocat ;
- Augustine Leriche (1860-1938), actrice morte à Dax où elle s'était retirée ;
- Louis Loustalot (1861-1933), homme politique, député des Landes de 1910 à 1919.
- Louis Dufourcet (1866-1941), écrivain et historien ;
- Pierre-Ernest Dalbouze (1872-1936), ingénieur, industriel et homme d'affaires ;
- René de Castéra (1873-1955), compositeur ;
- Maurice Lacoin (1877-1963), ingénieur industriel et homme d'affaires ;
- Antonio Aparisi-Serres (1883-1956), médecin et écrivain ;
- Antoine Richard (1890-1947), historien, professeur, militant communiste et syndicaliste français ;
- Claude Fayet (1895-1986) femme de lettre et romancière ;
- Camille Armel (1897-1978), est une poétesse et auteure d’émissions radiophoniques ;
- Paul Delmas-Marsalet (1898-1977), psychiatre et neurologue.

#### XXesiècle

##### Joueurs de rugby
- Joseph Augé (1904-1984), joueur de rugby à XV ;
- Jean Desclaux (1922-2006), joueur et entraîneur de rugby à XV, notamment sélectionneur de l'équipe de France ;
- Jean Bachelé (1932-2015), joueur et entraîneur de rugby à XV ;
- Pierre Albaladejo (1933-), joueur de rugby à XV et consultant sportif ;
- Raphaël Ibañez (1973-), joueur et entraîneur de rugby à XV, notamment manager de l'équipe de France ;
- Richard Dourthe (1974-), joueur et entraîneur de rugby à XV ;
- Olivier August (1985-), joueur et entraîneur de rugby à XV ;
- Paul Albaladejo (1986-), joueur de rugby à XV et à sept.

##### Autres
- René Cuzacq (1901-1977), écrivain et professeur ;
- Georgette Dupouy (1901-1992), artiste peintre ;
- Jean Bourdeillette (1901-1981), diplomate et poète ;
- Léonce Dussarrat (1904-1976), résistant ;
- Roger Junca (1915-2004), entrepreneur dans le thermalisme ;
- Robert Arambourou (1918-1989), professeur d’histoire-géographie, archéologue et préhistorien ;
- Hubert Coudane (1924-2015), professeur d'université, résistant et syndicaliste ;
- Jean Peyresblanques (1927-2014), médecin et écrivain ;
- Patrick Edlinger (1960-2012), grimpeur.

### Héraldique, logotype et devise
Sur le blason de la ville de Dax figurent une tour (représentant la ville fortifiée) coiffée de la fleur de lys d'or (qui relève directement du roi), un lion (symbole de l'Aquitaine) et la mer ondée (représentation du fleuve l'Adour, du port fluvial et de l'activité portuaire très active jusqu'au XIXe siècle), ainsi que l'ancien nom français de la ville, « acqs », dérivé du bas-latin : « Civitas de Aqvis ».
| Blason | Blasonnement : D'azur à la tour crénelée d'argent ouverte, ajourée et maçonnée de sable, sommée d'une fleur de lys d'or et posée à dextre sur une terrasse d'argent soutenue d'une rivière du même mouvant de la pointe, chargée des lettres capitales A C Q S de sable, la tour senestrée d'un lion d'or rampant contre elle. |

La devise est « Regia Semper » (« Toujours royale »), celle d'une ville libre, qui ne relève que de l'autorité royale, et donc émancipée d'une tutelle seigneuriale.

#### Logo
En 2010, le logo alors en vigueur est ré-adapté suivant une palette graphique grise et rose.
Le 13 mai 2024, un nouveau logo est instauré, inspiré directement du blason héraldique de la ville en reprenant les éléments visuels de la tour, du lion et de l'eau, le tout sur une base monochrome rouge, faisant référence au « dynamisme et à l'engagement, l’optimisme, la vie, la feria, le rugby ».

Ancien logo.
Logo de 2010 à 2024.
Logo instauré le 13 mai 2024.